# 東京駅
東京駅（とうきょうえき）は、東京都千代田区丸の内一丁目にある、東日本旅客鉄道（JR東日本）・東海旅客鉄道（JR東海）・東京地下鉄（東京メトロ）の駅。JR東日本の在来線と新幹線各路線、JR東海の東海道新幹線、東京メトロの丸ノ内線が発着するターミナル駅。
日本最大のビジネス街である丸の内・大手町・有楽町・八重洲・日本橋・京橋の中心に位置しており、地下街を経由し周辺のオフィスビルと直結している。

## 概要
東海道新幹線（直通する山陽新幹線を含む）と東北新幹線（分岐する山形新幹線および秋田新幹線、直通する北海道新幹線、上越新幹線、北陸新幹線を含む）の起点となっており、全国の新幹線網における最大の拠点となっている。また、東海道本線や東北本線など主要幹線の起点駅でもある。当駅から乗り換えなしで34都道府県と結ばれており、1日当たりの列車発着本数は約3,000本という日本を代表するターミナル駅の一つである。1日の利用者数は約115万人で、世界で7番目に利用者数の多い駅である。1プラットホームの数は日本一多く、在来線が地上5面10線と地下4面8線の合計9面18線、新幹線が地上5面10線、地下鉄は地下1面2線を有しており、面積は約46,800平方メートル。日本を代表する中央駅であるが、頭端式ホームが主流のヨーロッパの中央駅と異なり、在来線を中心に多くの路線が南北方向に直通運転を行う通過式のターミナル駅である（JRのターミナル駅では一般的な駅構造）。
東北新幹線と在来線はJR東日本、東海道新幹線はJR東海が管轄しており、JR東海が管轄している駅としては新幹線、在来線を含めて最も東に位置している。
1914年（大正3年）に竣工した赤レンガ造りの丸の内口駅舎は辰野金吾らが設計した。2003年（平成15年）に丸の内駅舎は国の重要文化財に指定されており、重要文化財指定の駅建築物は当駅と門司港駅（福岡県北九州市門司区）のみである。また、「関東の駅百選」認定駅でもある。
JR東京駅の事務管コードは、▲460101または▲440101である。

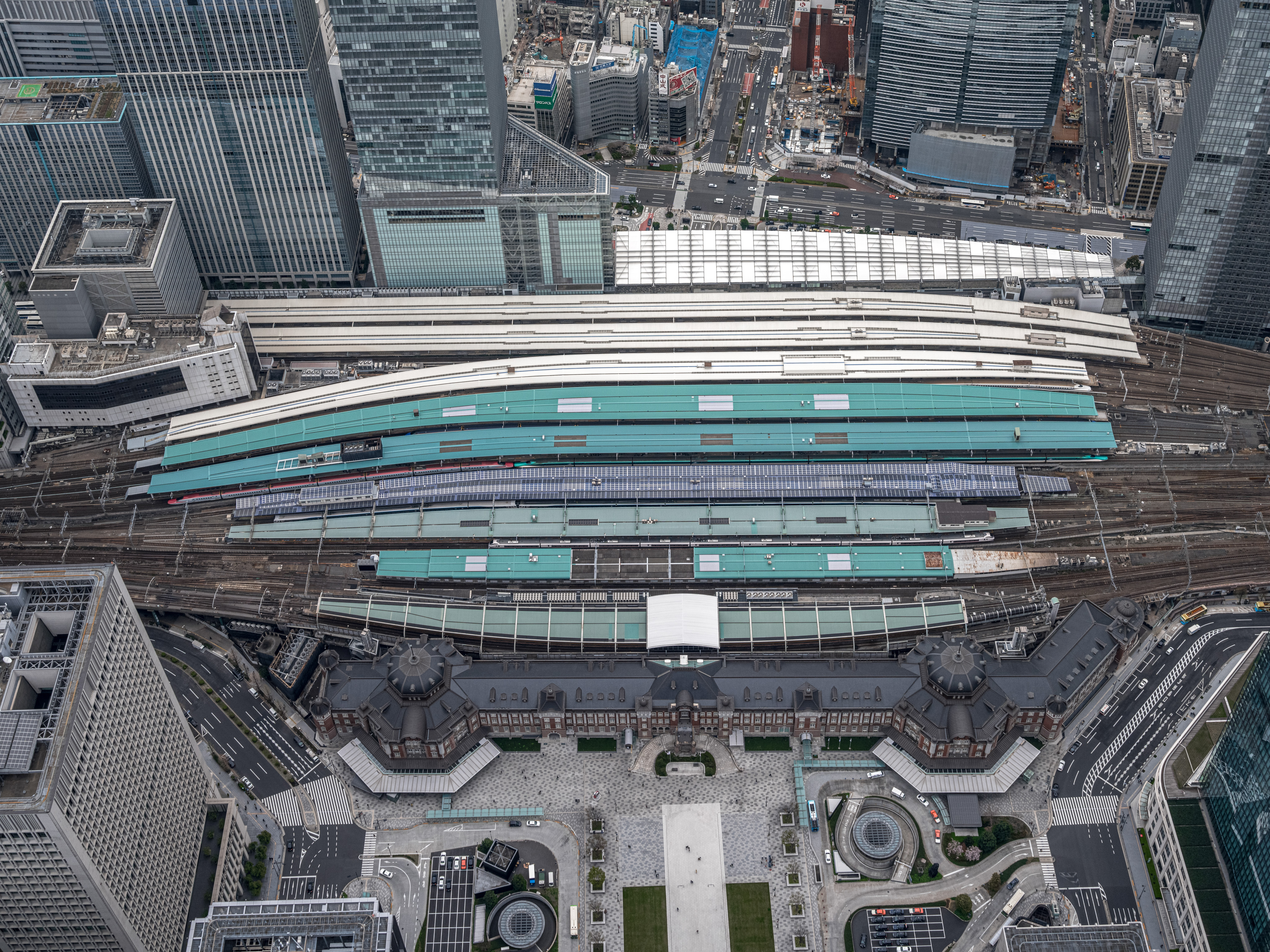
丸の内側からの駅全景（2021年3月）
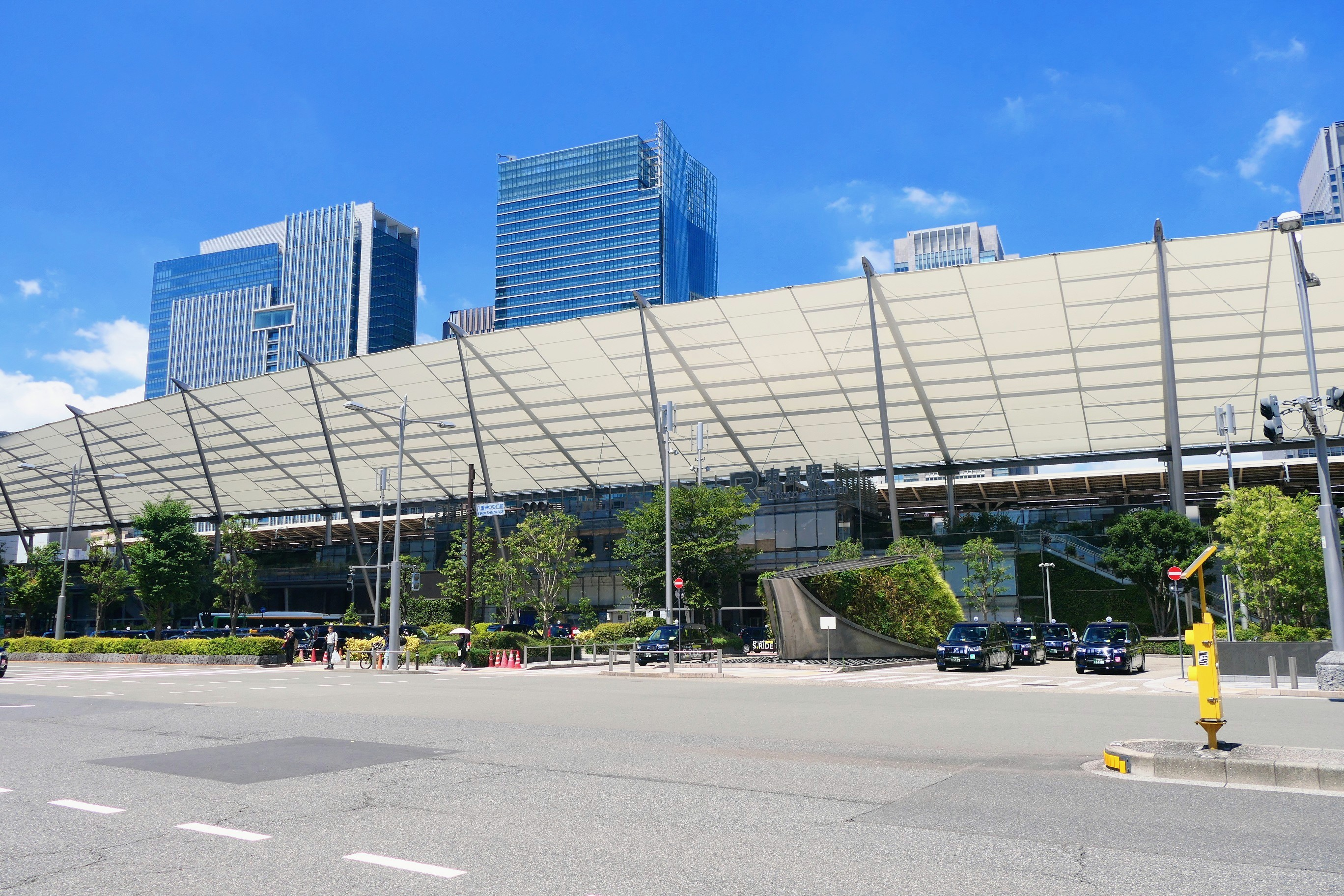
八重洲口（2025年7月）
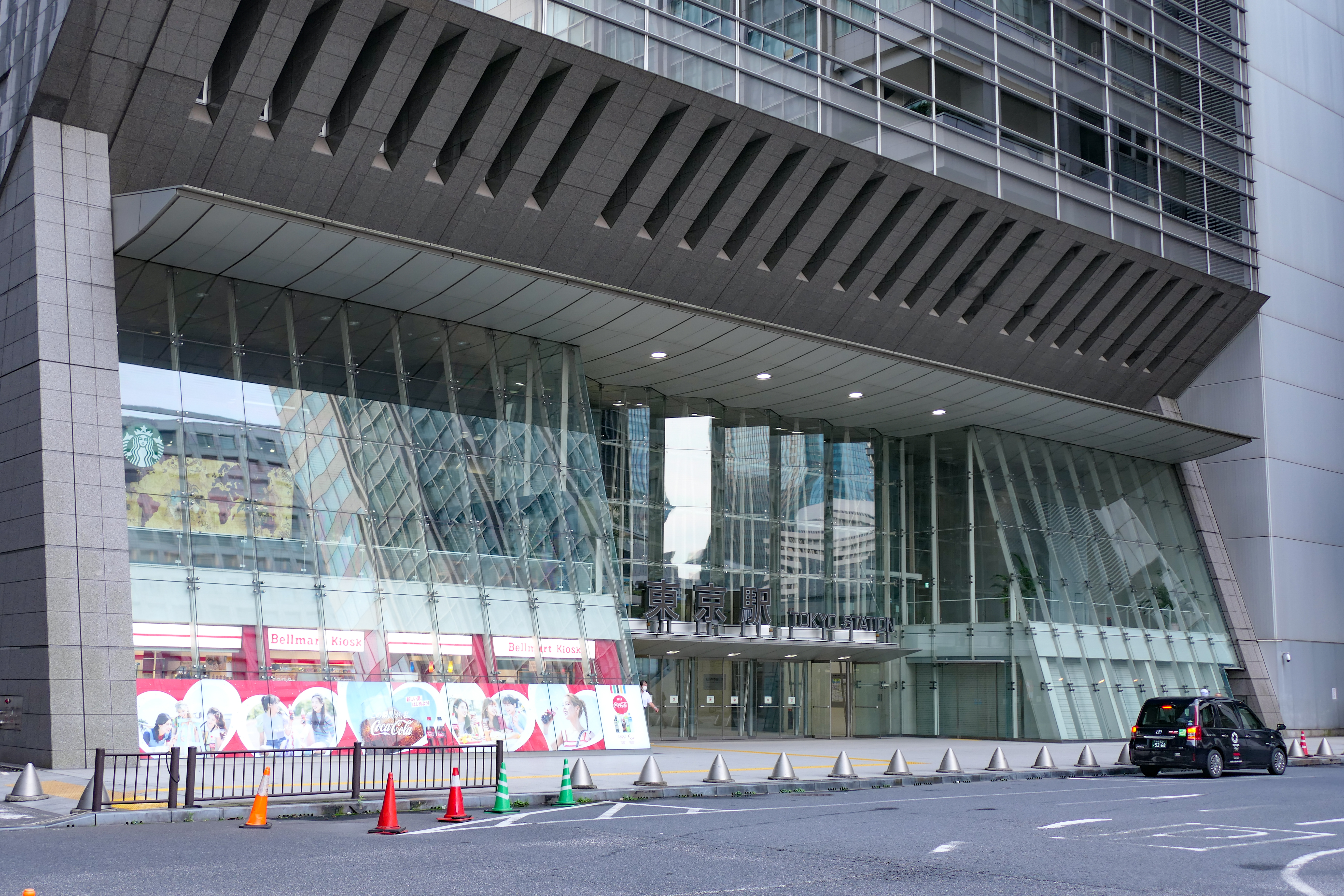
日本橋口（2021年9月）
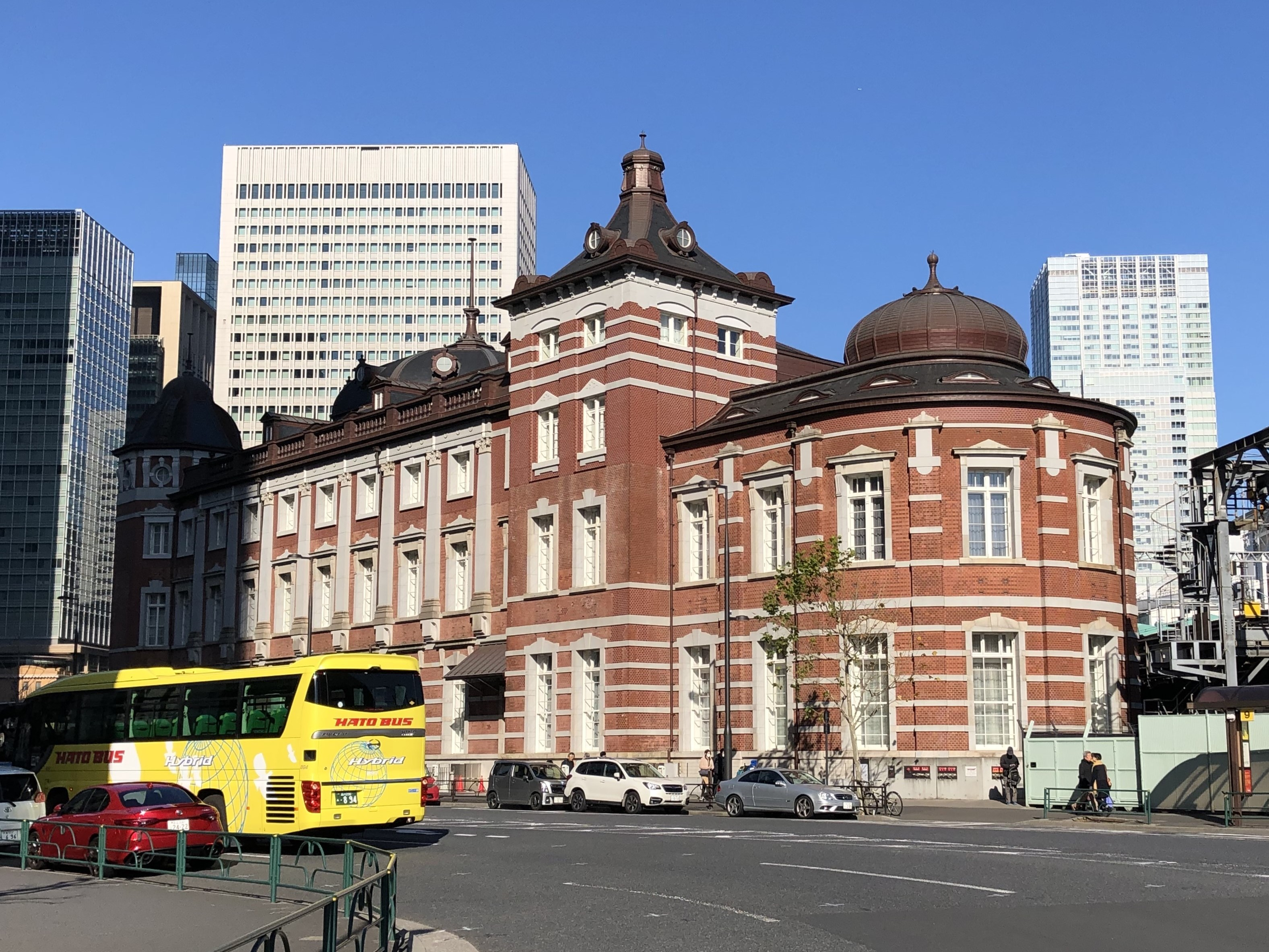
南側（2020年1月）
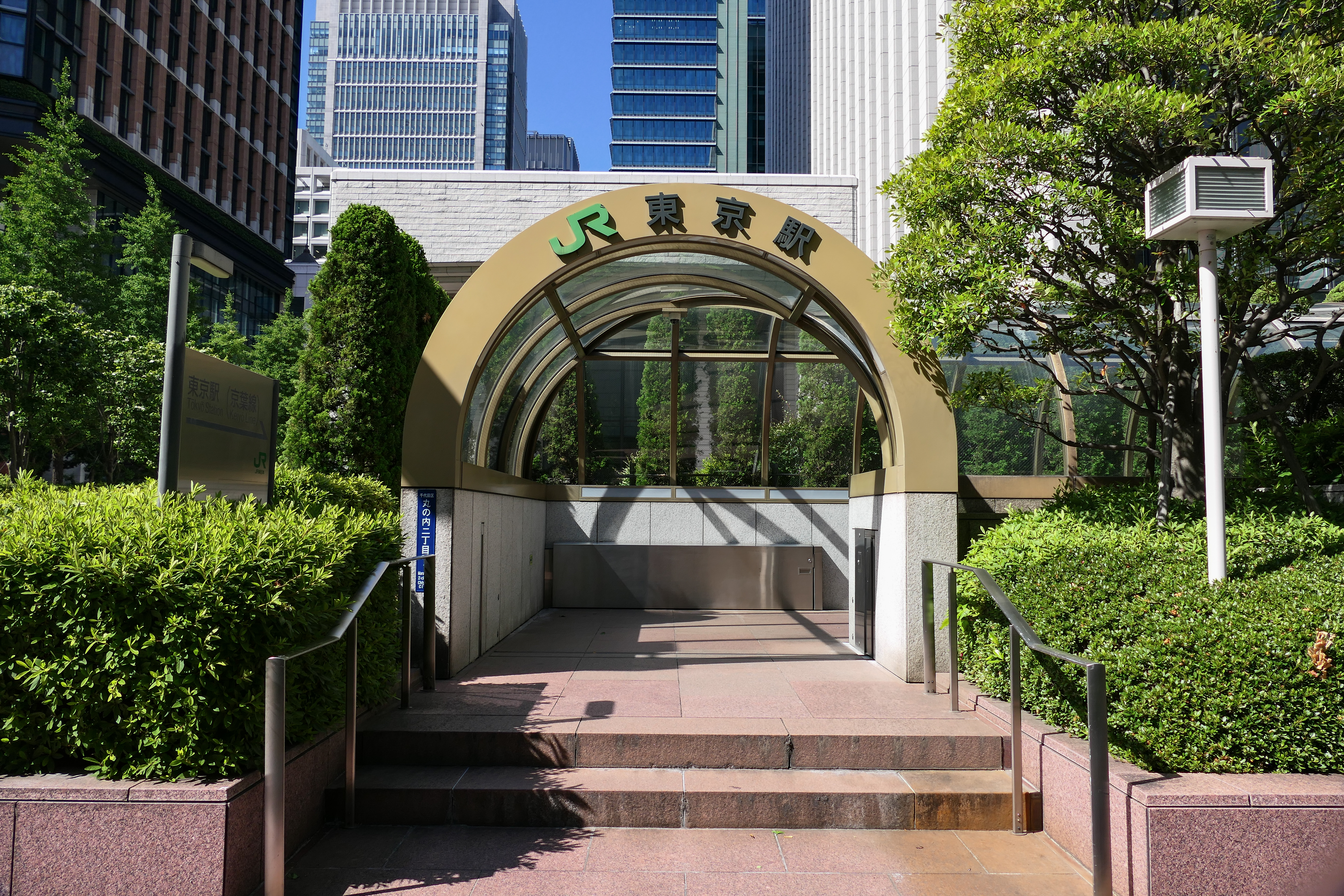
京葉線出入口の一つ（出口7、2023年5月）

### 乗り入れ路線
当駅にはJRの新幹線と在来線各線（後述）、東京メトロの丸ノ内線が乗り入れている。JR東日本の駅には「 TYO 」のスリーレターコードが、丸ノ内線の駅には「M 17」の駅番号が与えられている。また、当駅を発着するJR線と東京メトロ大手町駅間との連絡運輸は東西線のみ行われている。
JRの駅に乗り入れている路線は、線路名称上は新幹線が東海道新幹線と東北新幹線の2路線、在来線が東海道本線・東北本線・総武本線・京葉線の4路線であり、東海道本線を当駅の在来線における所属線としている。管轄会社は東海道新幹線がJR東海、東北新幹線と在来線がJR東日本となっている。これら各路線は全て当駅を起点としており、当駅構内にはこれら各線の0キロポストが設置されている。ただし、旅客案内では後述の運転系統名が使用される。案内上の「東北（本）線」は中・長距離列車を意味し、それらはかつて上野駅発着であったため、当駅では用いられていなかった。上野東京ラインの開業後、東海道新幹線における車内放送の乗り換え案内においてのみ使われるようになった。
中央本線についても当駅が起点だが（当駅に0キロポストが設置されている）、国鉄からJRへの移行時に運輸省（当時）に提出された事業基本計画および『鉄道要覧』では、当駅 - 神田駅間は東北本線とされた。これは先行敷設路線との営業距離の重複計上を行わないためのものであり、線路は独立している。また、マルスのシステム上の経路表示においても、当駅 - 神田駅間は中央本線に含まれている。なお、同線の代々木駅 - 新宿駅間も同様の扱いである。
運転系統では、JR東日本の新幹線ホームには、以下の路線の列車が乗り入れている。
- 東北新幹線
- 北海道新幹線：当駅 - 新青森駅間で東北新幹線に乗り入れている。
- 山形新幹線：当駅 - 福島駅間で東北新幹線に乗り入れている。福島駅 - 新庄駅間は奥羽本線を走行する。
- 秋田新幹線：当駅 - 盛岡駅間で東北新幹線に乗り入れている。盛岡駅 - 大曲駅間は田沢湖線を、大曲駅 - 秋田駅間は奥羽本線をそれぞれ走行する。
- 上越新幹線：当駅 - 大宮駅間で東北新幹線に乗り入れている。
- 北陸新幹線：当駅 - 大宮駅間は東北新幹線に、大宮駅 - 高崎駅間は上越新幹線に乗り入れている。

また在来線に関しても多岐に渡る運転系統が発着する。これらの在来線各線のうち、宇都宮線・高崎線・常磐線と京葉線・武蔵野線が同一の線路を共有している。それ以外は、各系統ごとに専用の線路が割り当てられている。
- 東海道線：駅番号「JT 01」/  宇都宮線・高崎線：駅番号「JU 01」／常磐線[注 8]。東海道本線（および伊東線）と東北本線の列車線を走行する中距離電車および特急列車。長い間、当駅は東海道本線列車線の起点であったが、2015年（平成27年）3月14日より新設された「上野東京ライン」の運転系統として上野駅からの東北本線列車線が直結し、多くの列車が東北本線列車線を走行する宇都宮線・高崎線・常磐線へ直通運転をするようになった[注 9]。
- 京浜東北線：駅番号「JK 26」。東海道本線・東北本線の電車線を走行する近距離電車。横浜駅から根岸線磯子駅・大船駅方面への直通運転も実施している。
- 山手線：駅番号「JY 01」。東海道本線・東北本線の電車線を走行する環状路線。品川駅 - 新宿駅 - 田端駅では線路名称上の山手線を走行する。
- 中央線（快速）：駅番号「JC 01」。中央本線の近距離電車[注 10]。線路名称上は当駅から神田駅までの区間は東北本線となっているが、列車運行上は当駅が起点とされ、全列車が当駅に発着する。また、立川駅から青梅線青梅駅方面などとの直通運転も実施している。
- 横須賀線・総武線（快速）：駅番号「JO 19」。両線で直通運転を実施している。特に平日の日中は横須賀線の全列車が総武快速線と直通している。当駅以南は東海道本線地下線と支線（品鶴線）を経て大船駅から線路名称上の横須賀線に直通、当駅以東は総武本線を走行する[注 11]。
- 京葉線：駅番号「JE 01」。武蔵野線が当駅と西船橋駅の間で直通運転を実施している。

JRでは当駅を「中央駅」と位置付けており、前身である日本国有鉄道（国鉄）の時代から列車の進行方向を示す「上り・下り」の基点となっていた。現在、中央本線は当駅 - 神田間は戸籍上は東北本線となっているが、起点であった当駅へ向かう列車が引き続き上りとされている。なお、「中央駅」である当駅は東京都区内および東京山手線内各駅を発着するJR線長距離乗車券の運賃を算出するためのキロ数基準駅ともなっている（前者：201 km以上、後者：101 – 200 km）。

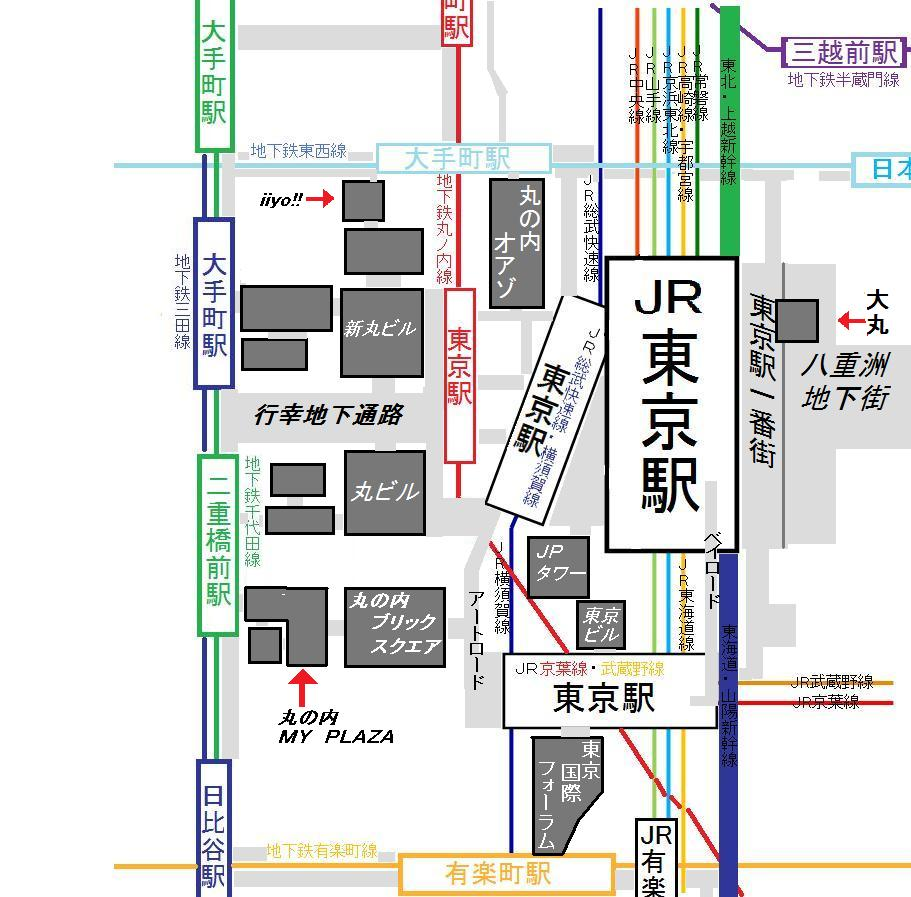
東京駅とその周辺駅の位置関係[注 12]
当駅周辺のJR在来線の線路名称と運転系統

## 歴史
1889年（明治22年）に神戸駅まで全通した官設鉄道の新橋駅と、私鉄・日本鉄道の上野駅を結ぶ高架鉄道の建設が東京市区改正計画によって立案され、1896年（明治29年）の第9回帝国議会でこの新線の途中に中央停車場を建設することが可決された（東京市街高架鉄道構想）。施工は大林組が担当。日露戦争終結後の1908年（明治41年）から建設工事が本格化し、1914年（大正3年）12月20日に開業した。中央停車場は皇居の正面に設定され、東京駅と命名された。

### 建設

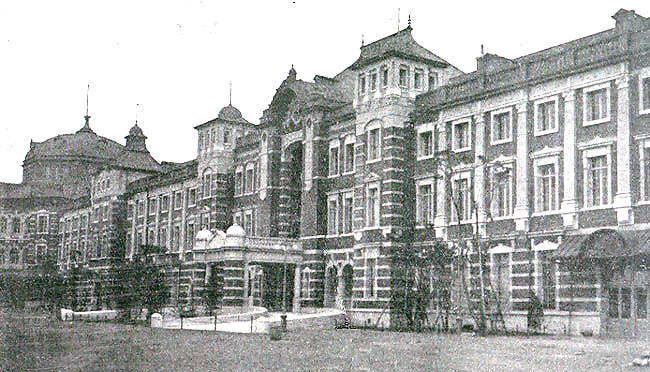
竣工当時の東京駅（前庭より）

ドイツから招聘されて、日本の鉄道建設を指導していた技術者フランツ・バルツァーにより駅の位置や規模、構内の配置が決められた。駅舎は繁華街のある東側（現在の八重洲側）ではなく、陸軍の練兵場跡地だった西側（現在の丸の内側）と決まった。皇居の正面と対峙することになり、国家の象徴的な位置付けであった。プラットホームはレンガ積の高架式4面8線で、新橋駅まで複々線の高架橋が計画された。東側には貨物ヤードが置かれることになった（のちに車両基地に変更）。バルツァーは日本風の駅舎を提案していたが、日本側に反対意見が多くバルツァーの構想は実現しなかった。
駅舎は辰野金吾と葛西萬司が設計し、そのデザインは「辰野式ルネッサンス」と呼ばれ皇室用玄関である「天皇の駅」としてのシンボリックな意味を持たせる事になった。品川白煉瓦製の赤煉瓦を外観に使用、構造煉瓦として埼玉県深谷市から鉄道輸送されたレンガと鉄筋造り、3階建て総建坪9,545平方メートル・長さ330メートルの豪壮華麗な洋式建築である。南北にそれぞれドーム状の屋根があり、当時は丸の内南口が乗車口、丸の内北口が降車口と分けて使用されていた。中央の玄関は皇室専用とされ、規模は小さいものの、細かい装飾が各所に施されていた。中央玄関と東西の一般出入り口との間に、各1つ別の出入り口があるが、これは荷物の搬入搬出口として設けられた。開業年の1914年（大正3年）は第一次世界大戦の開戦の年でもあり、青島の戦いを指揮した陸軍司令官神尾光臣中将が凱旋し、皇居に参内するイベントに合わせて開業式を行った。式典では、鉄道の草創期から建設を牽引してきた大隈重信首相が演説した。
アムステルダム中央駅が当駅舎を設計する際のモデルになったという説があるが、1988年（昭和63年）以降に藤森照信らをはじめとする西洋建築研究者により設計者の系譜や建築様式の両面から、否定的な意見も出ている。辰野は英国留学の経験があり、首都ロンドンのターミナル駅を参考にした可能性もある（以降は歴史・年表を参照のこと）。

### 発展
1919年（大正8年）3月1日に中央本線が、1925年（大正14年）11月1日に東北本線の電車線（現在の京浜東北線）が、1928年（昭和3年）には同じく東北本線の列車線（現在の宇都宮線）が乗り入れ、翌1929年（昭和4年）12月16日には東側に八重洲橋口（現在の八重洲口）が開設するなど、徐々にターミナル駅としての体裁を整えていった。
1923年（大正12年）には関東大震災で被災したものの大きな被害はなく、1935年（昭和10年）と1940年（昭和15年）の満洲国皇帝の溥儀の来日においては昭和天皇が出迎えに来たほか、チャールズ・チャップリンの東京来訪や、1938年（昭和13年）のヒトラーユーゲントの来日などにおいては東京の玄関口として機能した。
1926年（大正15年）4月25日、東京駅と上野駅で入場券の自動券売機（10銭）が稼働し始めた。

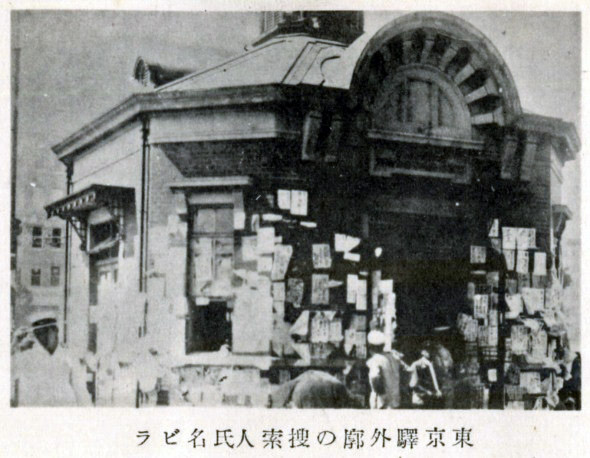
関東大震災直後、尋ね人のビラが貼られた東京駅警備巡査派出所（1968年、解体。1972年に博物館明治村へ移築）
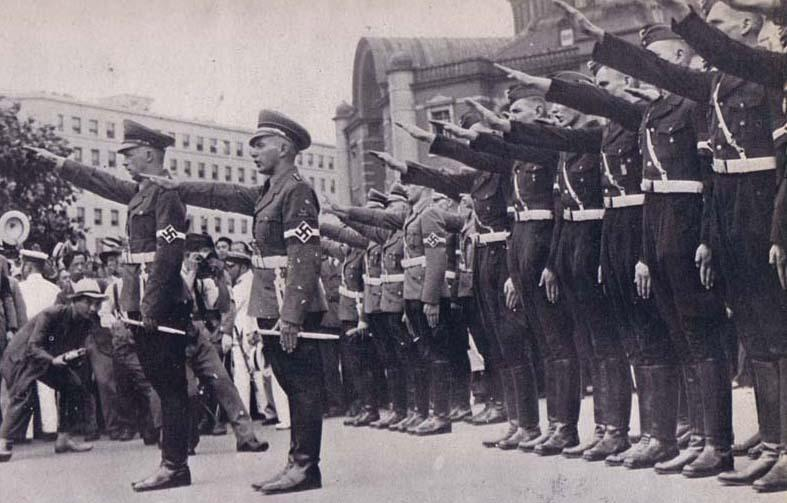
丸の内側正面前で敬礼するヒトラーユーゲントの隊員（1938年）

### 戦災と復興
太平洋戦争末期の1945年（昭和20年）5月25日、アメリカ軍による東京大空襲（山の手大空襲）では丸の内駅舎の降車口に焼夷弾が着弾、大火災を引き起こした。これによりレンガ造の壁やコンクリート製の床など構造体は残ったが、鉄骨造の屋根は焼け落ち、内装も大半が失われた。
同年8月の終戦直後から修復計画を立案し、年末から1947年（昭和22年）にかけて修復工事を行った。3つのドーム部分の外壁は修復したが、安全性に配慮してその他の焼失の著しかった3階部分内外壁は取り除いて2階建てに変更。中央ドームは木造小屋組で元の形に復原し、南北両ドームは丸型から台形に変更。軒蛇腹・パラペットや壁面、柱型、窓枠などは2階建てになっても忠実に復元した。南北ドーム内のホール天井はローマのパンテオンを模したデザインに変更、といった内容だった。仮の修復だったが、当時の鉄道省や大林組の努力で日本の中央駅として恥ずかしくないデザインで修復をした逸話が伝えられている。
一方、八重洲口には、1948年（昭和23年）11月16日にモダンデザイン建築の八重洲駅舎が竣工したが、翌1949年（昭和24年）4月29日に失火で焼失。1954年（昭和29年）10月14日に鉄道会館ビルが建てられ大丸が開業した。外堀が埋め立てられて、呉服橋、八重洲橋、鍛冶橋が解体撤去された。
なお、この鉄道会館ビル建設と前後して、丸の内駅舎も更地にして、跡地に24階建ての高層ビルを建設する構想が存在した。ビルのテナントとして外国の領事館や大手商社が入居し、更に丸の内と八重洲の東西を貫通する高速道路を整備するという壮大なプロジェクトであったが、プロジェクトの中心人物であった国鉄総裁の十河信二が1963年（昭和38年）に退任したこともあり、この構想は幻となった。

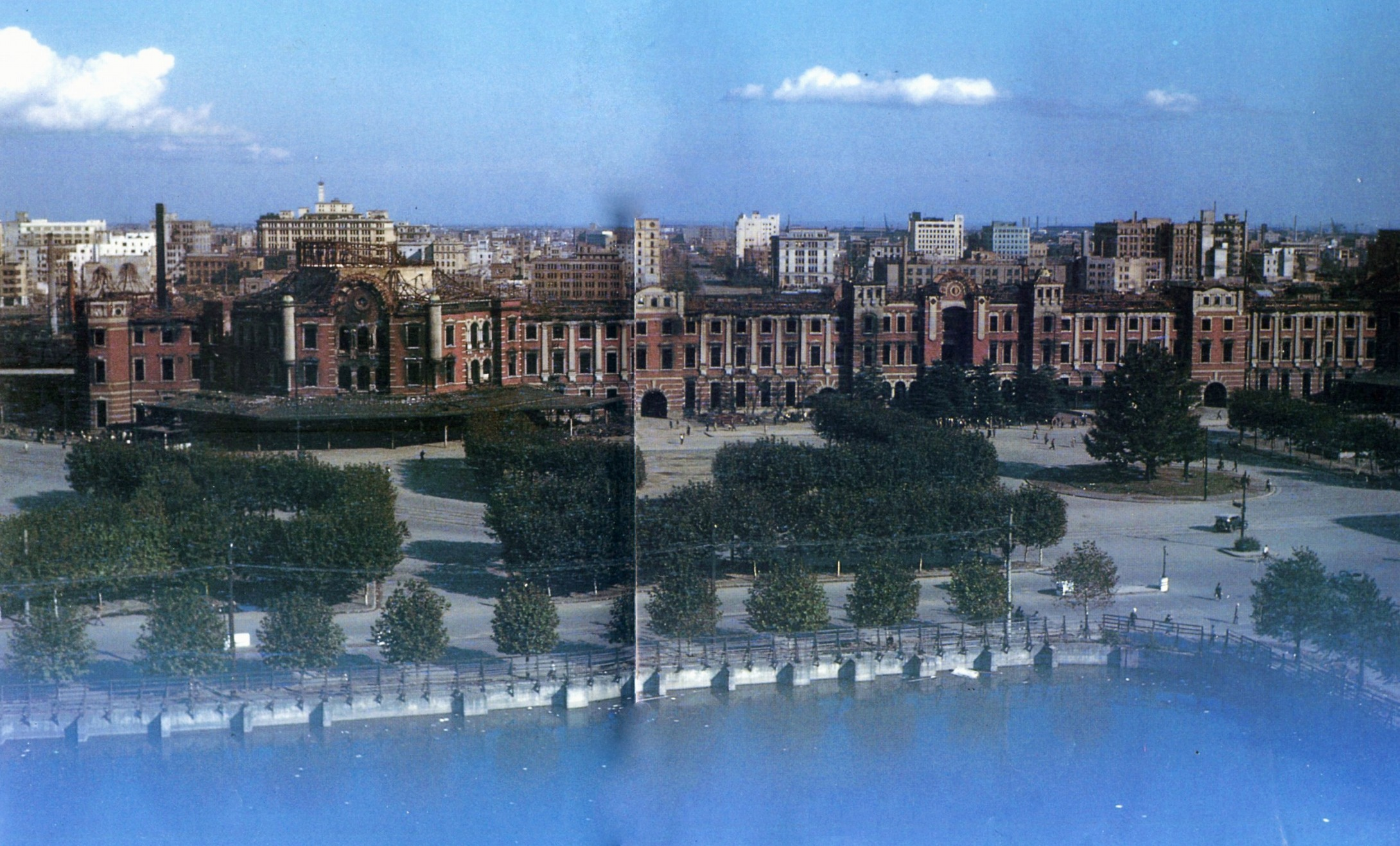
空襲で焼失した駅舎（1945年）
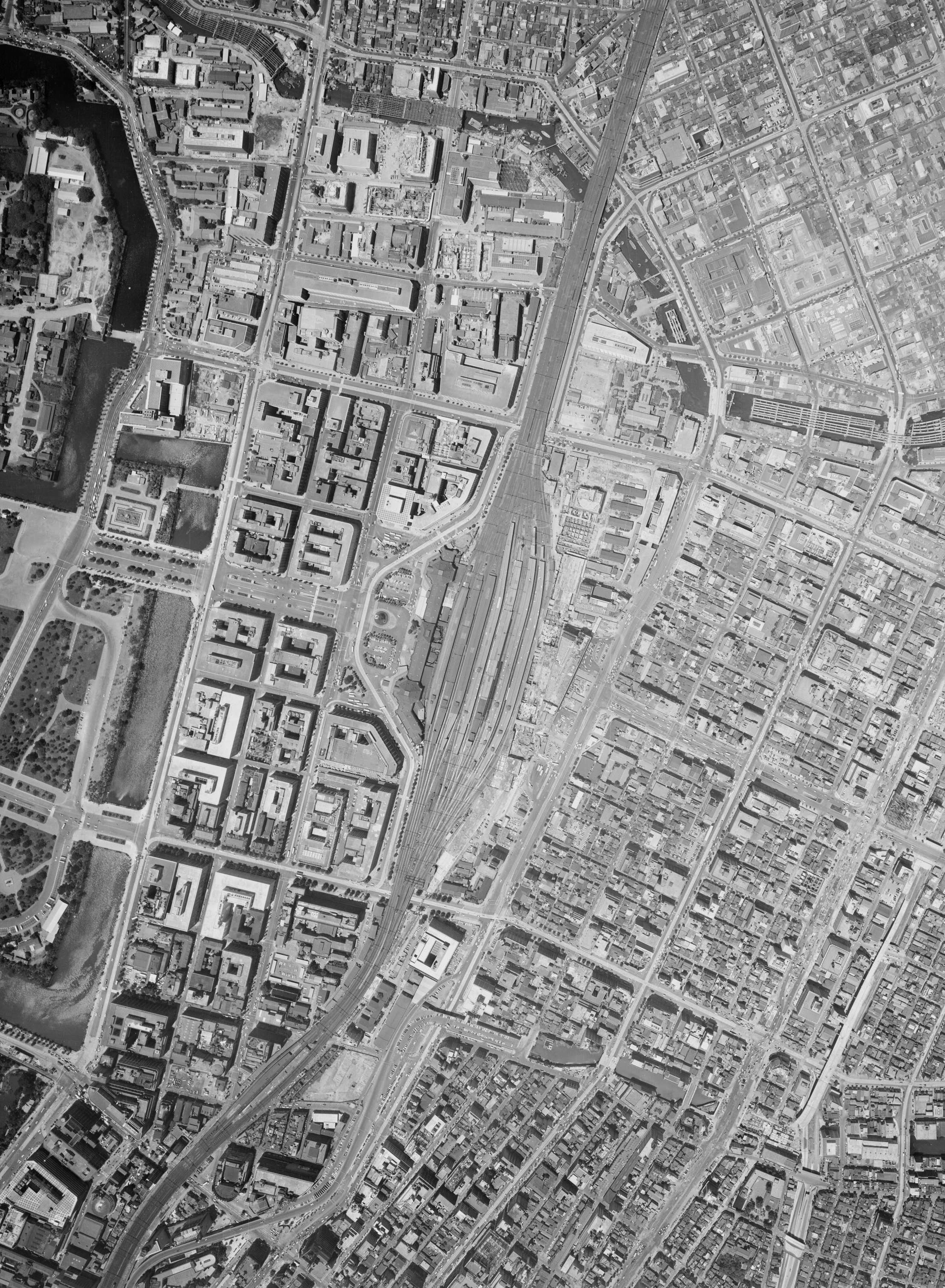
駅周辺の白黒空中写真（1963年6月）
国土交通省 国土地理院 地図・空中写真閲覧サービスの空中写真を基に作成

### 新幹線開業後

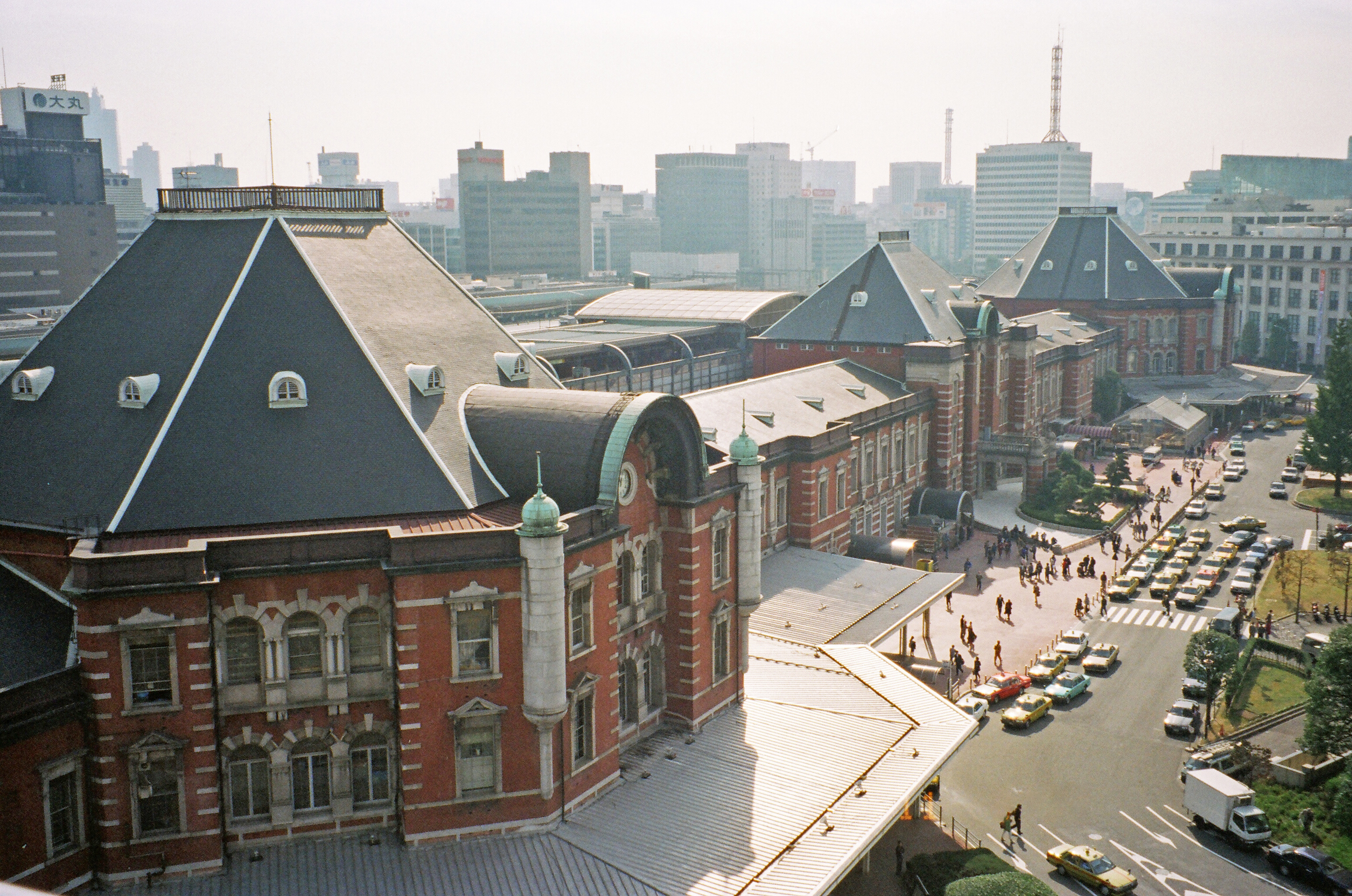
戦災復旧後、復原工事以前の丸の内口駅舎の近景（1997年）

1964年（昭和39年）10月1日に東海道新幹線が開業し、1972年（昭和47年）7月15日には総武地下ホーム、1990年（平成2年）3月10日には京葉地下ホームがそれぞれ営業を開始。1991年（平成3年）6月20日には東北新幹線が乗り入れた。
2000年（平成12年）、丸の内駅舎を創建当初の姿に復原する方針がまとめられた。500億円とされた復原工事の費用は、東京駅の容積率を丸の内地区の高層ビルへ移転（売却）することで賄うことになった。復原工事自体は、2007年（平成19年）5月30日に起工 され、2012年（平成24年）10月1日に完成した。
2015年（平成27年）、上野東京ラインが開業。東北新幹線の東京駅乗り入れに伴い、1983年（昭和58年）以来分断されていた東京駅 - 上野駅間の東北本線の線路が再接続され、東海道本線との直通運転が実現した。

### 将来の計画
つくばエクスプレス延伸・都市部臨海地下鉄構想
首都圏新都市鉄道のつくばエクスプレスが大深度地下を利用して秋葉原駅から当駅に乗り入れる計画がある。駅は丸の内仲通り直下に建設される予定である。1985年（昭和60年）の運輸省・運輸政策審議会による運輸政策審議会答申第7号では当駅起点での整備を求めながらも、採算面の問題で秋葉原駅始発へ変更された経緯がある。
さらに、2016年（平成28年）の国土交通省・交通政策審議会による交通政策審議会答申第198号では、中央区が推進している「都心部・臨海地域地下鉄構想」（国際展示場方面）との一体整備および相互直通運転が盛り込まれている。
都心直結線（新東京駅）
京成押上線押上駅と京急本線泉岳寺駅を当駅経由でつなぎ、成田空港から30分台、羽田空港から20分台のアクセスを実現させる都心直結線の構想がある。この構想では京急と京成の通勤電車も乗り入れるとしている。設置場所はつくばエクスプレスと同じく丸の内仲通りの直下が有力とされていたが、進展はない。
京葉線の中央線方面延伸
2000年（平成12年）の運輸政策審議会答申第18号では、京葉線を大深度地下で新宿駅経由三鷹駅までの延伸を行い、中央線と直通運転させる延長線を、ともに2015年（平成27年）までに整備着手するのが適当であるとした。2016年（平成28年）の答申第198号にも引き継がれているが、計画の具体化には至っていない。
東京モノレール延伸
モノレール浜松町駅止まりとなっている東京モノレールを東京駅へ延伸する計画がある。完成すれば羽田空港第3ターミナル駅まで18分、羽田空港第1ターミナル駅まで23分に短縮されるとしている。しかし、親会社であるJR東日本がこの計画と競合する羽田空港アクセス線の計画を発表していることもあって、計画は停滞しており、答申第198号には盛り込まれなかった。

## 駅構造
かつて、現在のJR東日本とJR東海の駅は同じ国鉄の駅であったが、1987年（昭和62年）の国鉄分割民営化を機に、東海道新幹線はJR東海、それ以外はJR東日本の管轄へと分離された。ここでは会社別に解説する。

### JR東日本
JR東日本の駅は各路線の線路とホームはほぼ南北方向に伸びているが、成田新幹線計画の名残である地下の京葉線ホームのみ他線と遠く離れ ほぼ東西方向に伸びている（後述）。出入口は東西南北に設けられており、西側を丸の内口、東側を八重洲口、北東側を日本橋口、南側を京葉地下出口と称している。
東西の駅舎を連絡する改札内通路は北・中央・南の3本があり、それぞれの通路に対応して丸の内側・八重洲側それぞれの地上に3か所の改札口がある。丸の内中央口は元は皇室専用だったため北口・南口に比べ小さい（現在は別に皇室用の出入口と貴賓室がある）。丸の内側の地下3か所と八重洲中央口の地下にも改札口があり、丸の内側は東京メトロ丸ノ内線や丸ビル・新丸ビル方面へ、八重洲側は八重洲地下街方面へ通じる。
また、丸の内側と八重洲側を改札外でつなぐ北側自由通路（1階・地下1階）があり、南側自由通路（地下1階）は2029年（令和11年）に開通予定である。日本橋口は唯一改札の外から新幹線乗り場に直接入ることができる。
在来線の構内は非常に広い。1階は改札内（駅ナカ）商業施設が充実している。長年、地下1階はコインロッカーが多く商業施設が少なかったが、2007年（平成19年）10月25日にJR東日本の商業施設「グランスタ」がオープンした（2020年〈令和2年〉8月3日に「グランスタ東京」としてリニューアル開業）。駅コンコースにはJR東日本の管轄エリアも多く、それらの店舗やレストランなどでは電子マネーとして、Suicaおよびこれと相互利用可能な交通系ICカードが利用できる。対して、新幹線の構内はあまり広くなく、商業施設はホーム上にほぼ限られている。
「グランスタ」開業に合わせて、八重洲地下中央口の改札内にある待ち合わせ場所として有名な「銀の鈴」のリニューアルが行われ、1階と地下1階を結ぶエスカレーターが新設された。
駅長（兼・常務執行役員）・助役配置の直営駅で、京葉線の八丁堀駅と越中島駅を管理する。新幹線乗換口（中央・南とも。乗換窓口・精算所業務を含む）、丸の内地下北口、京葉地下丸の内口、日本橋口の業務はJR東日本ステーションサービスに委託している。なお、丸の内中央口、丸の内地下南口、京葉地下八重洲口、グランスタ地下北口は終日無人となっている（このうち、丸の内地下南口と京葉地下八重洲口にはお客さまサポートコールシステムが導入されている）。また、丸の内中央口とグランスタ地下北口はICカード専用となっており、丸の内中央口は日中時間帯のみの営業となっている。

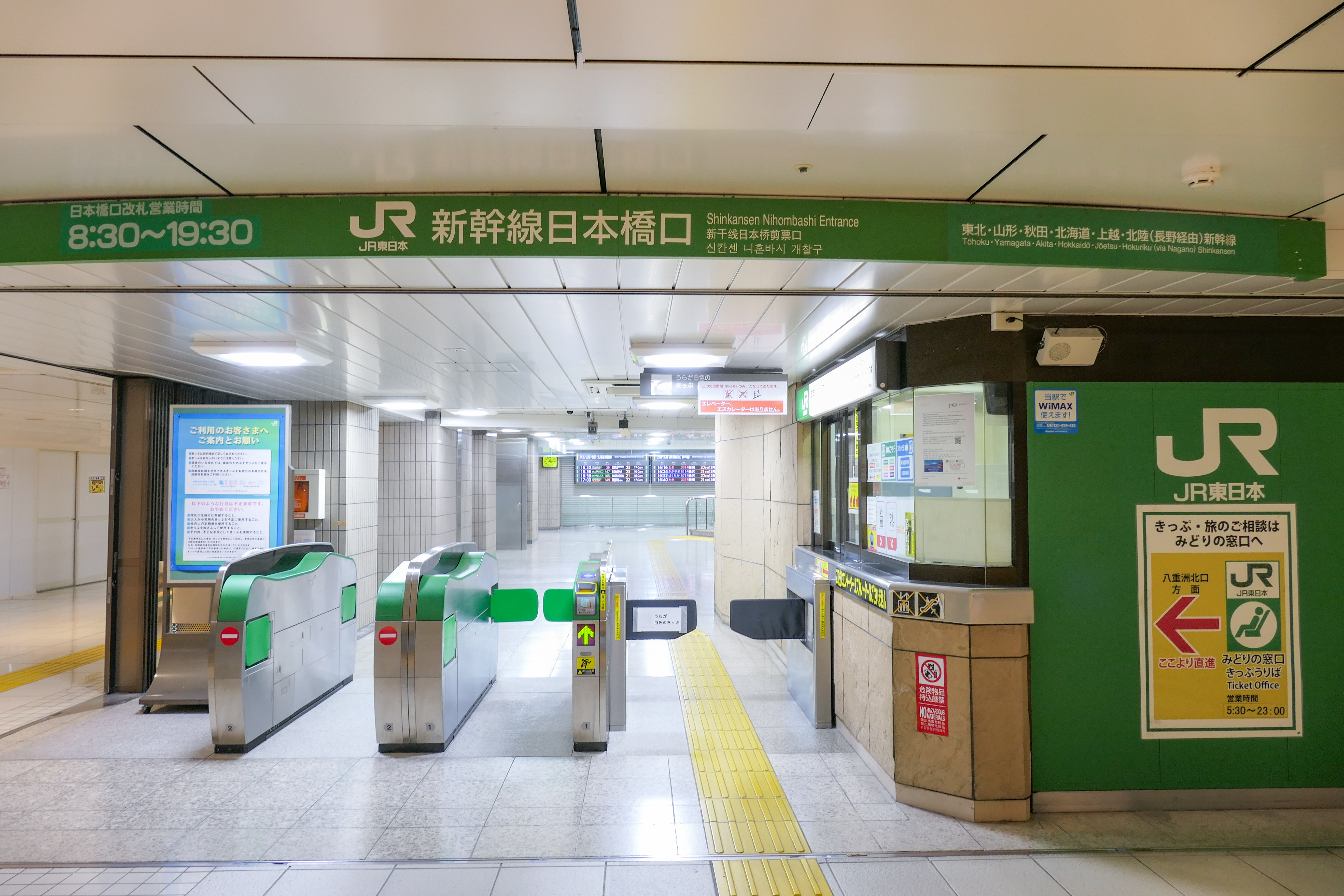
日本橋口改札（2021年11月）
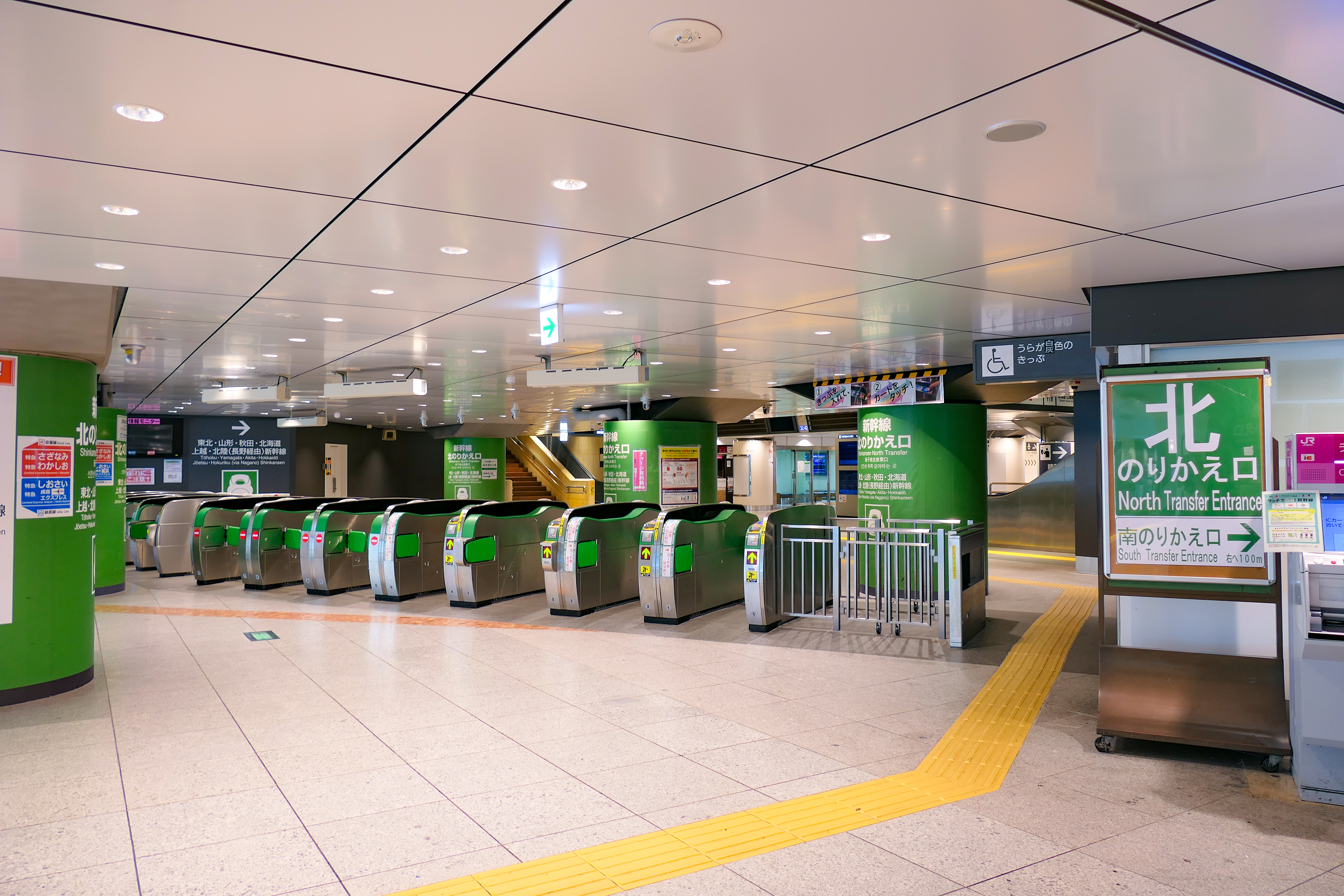
新幹線北乗換改札（2021年9月）
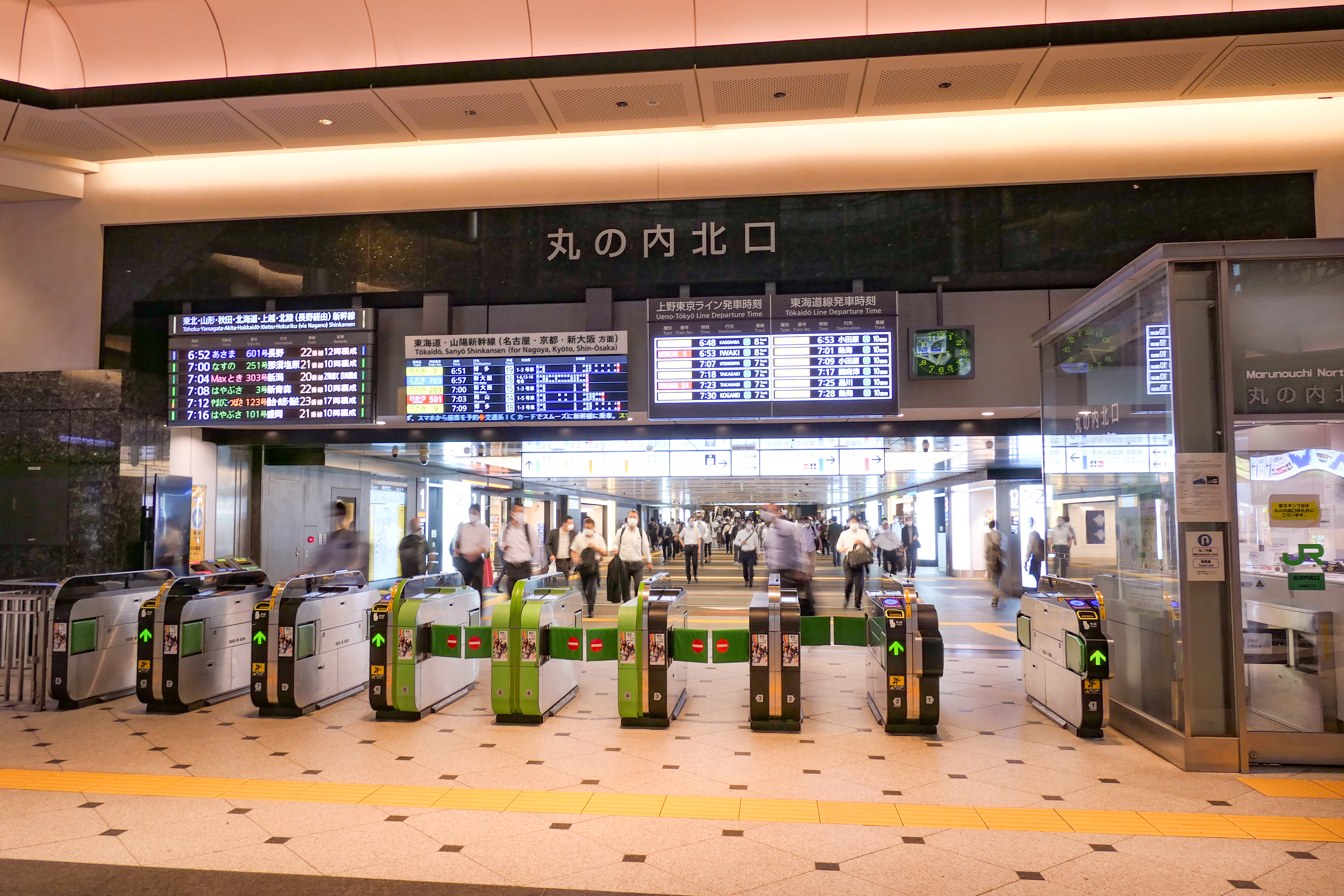
丸の内北口改札（2021年9月）
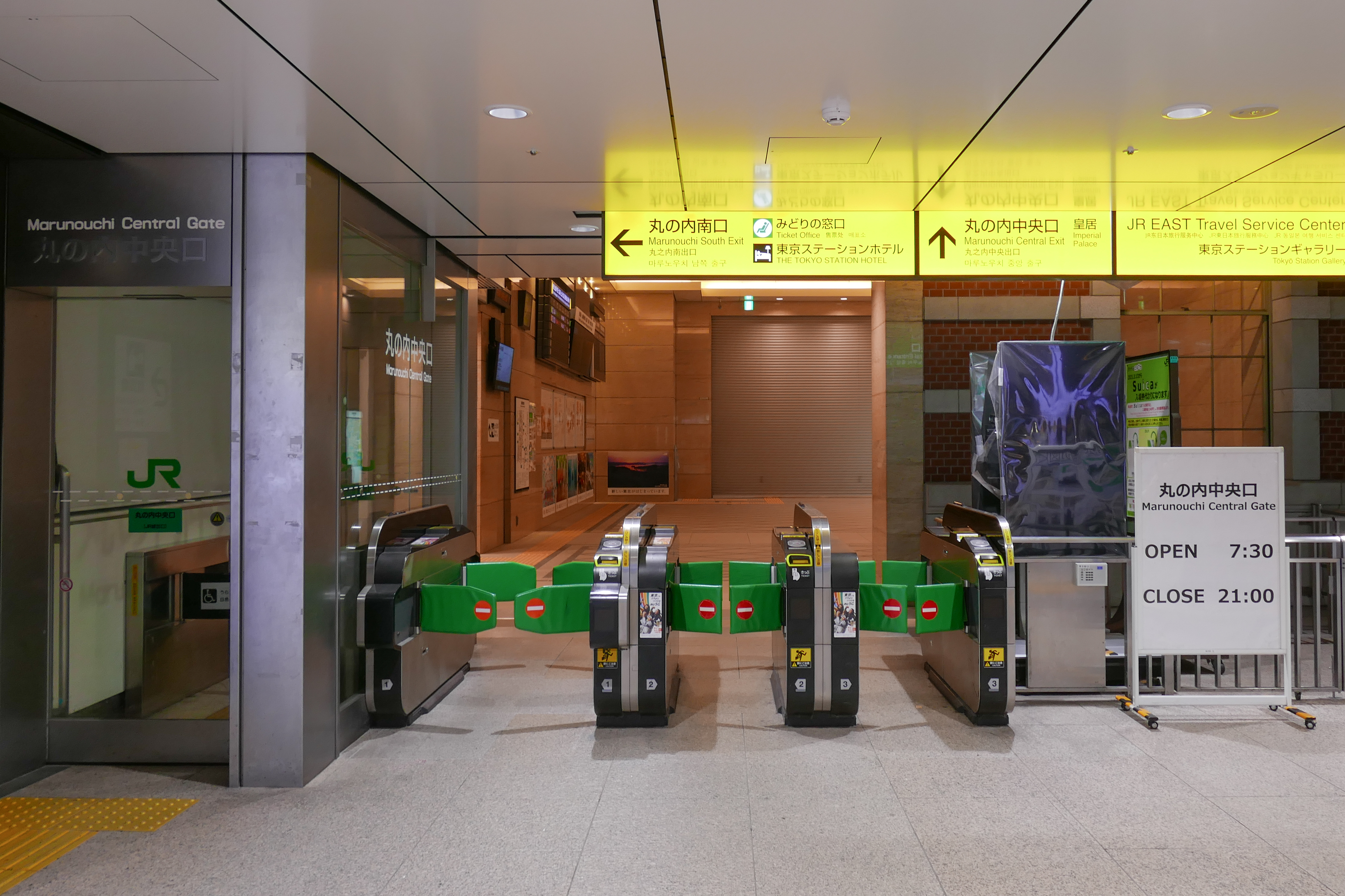
丸の内中央口改札（2021年9月）
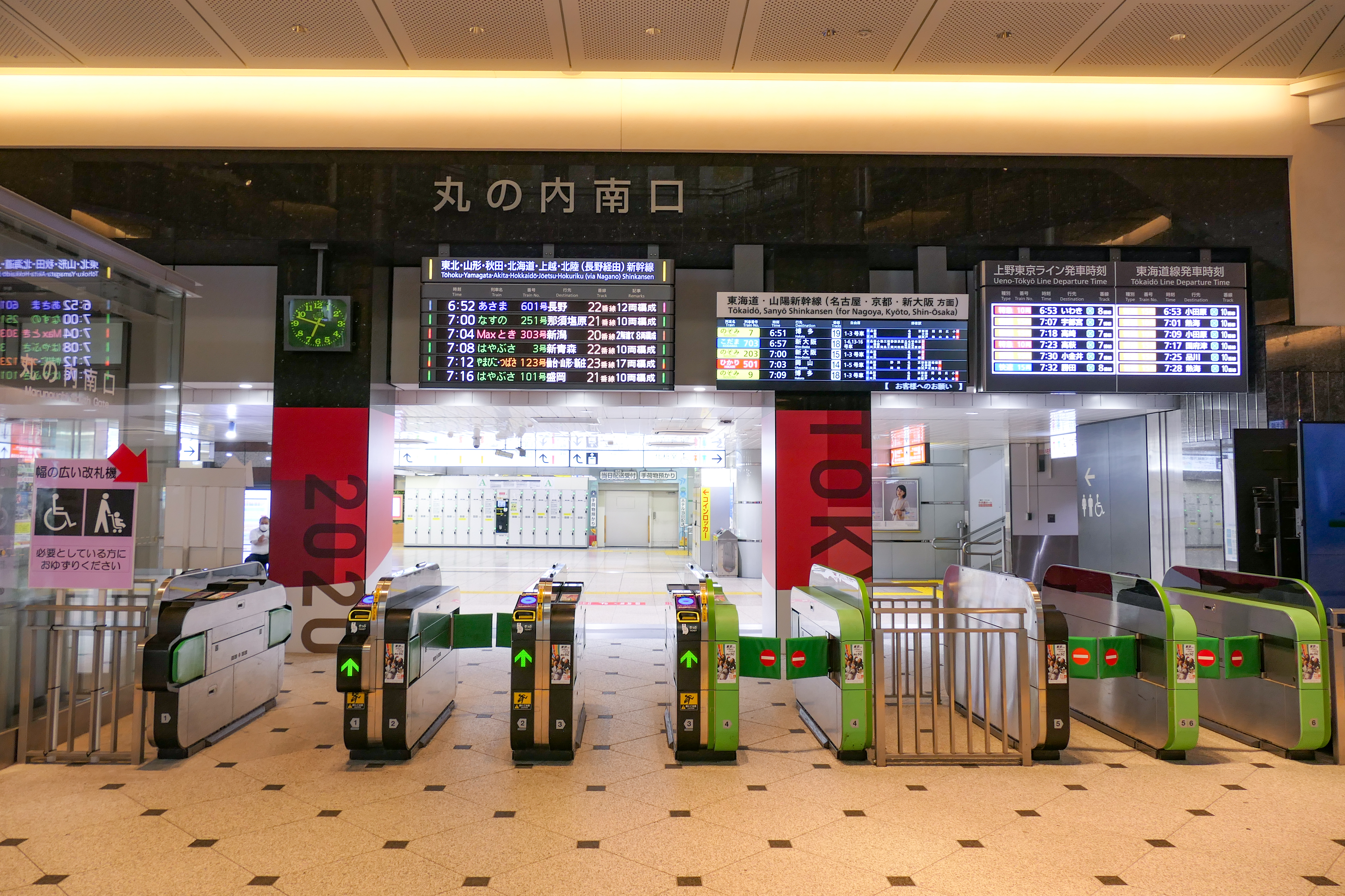
丸の内南口改札（2021年9月）
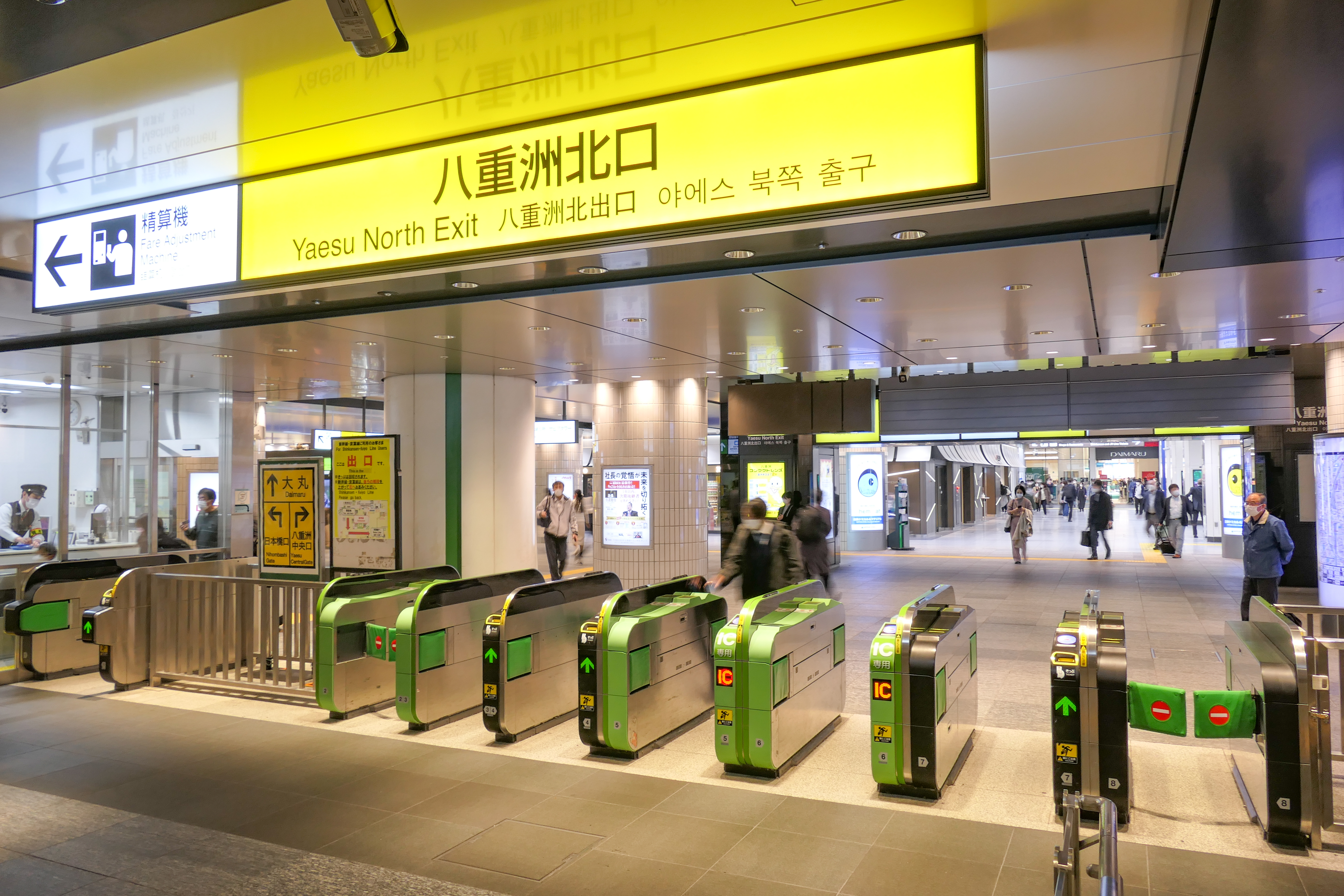
八重洲北口改札（2021年11月）
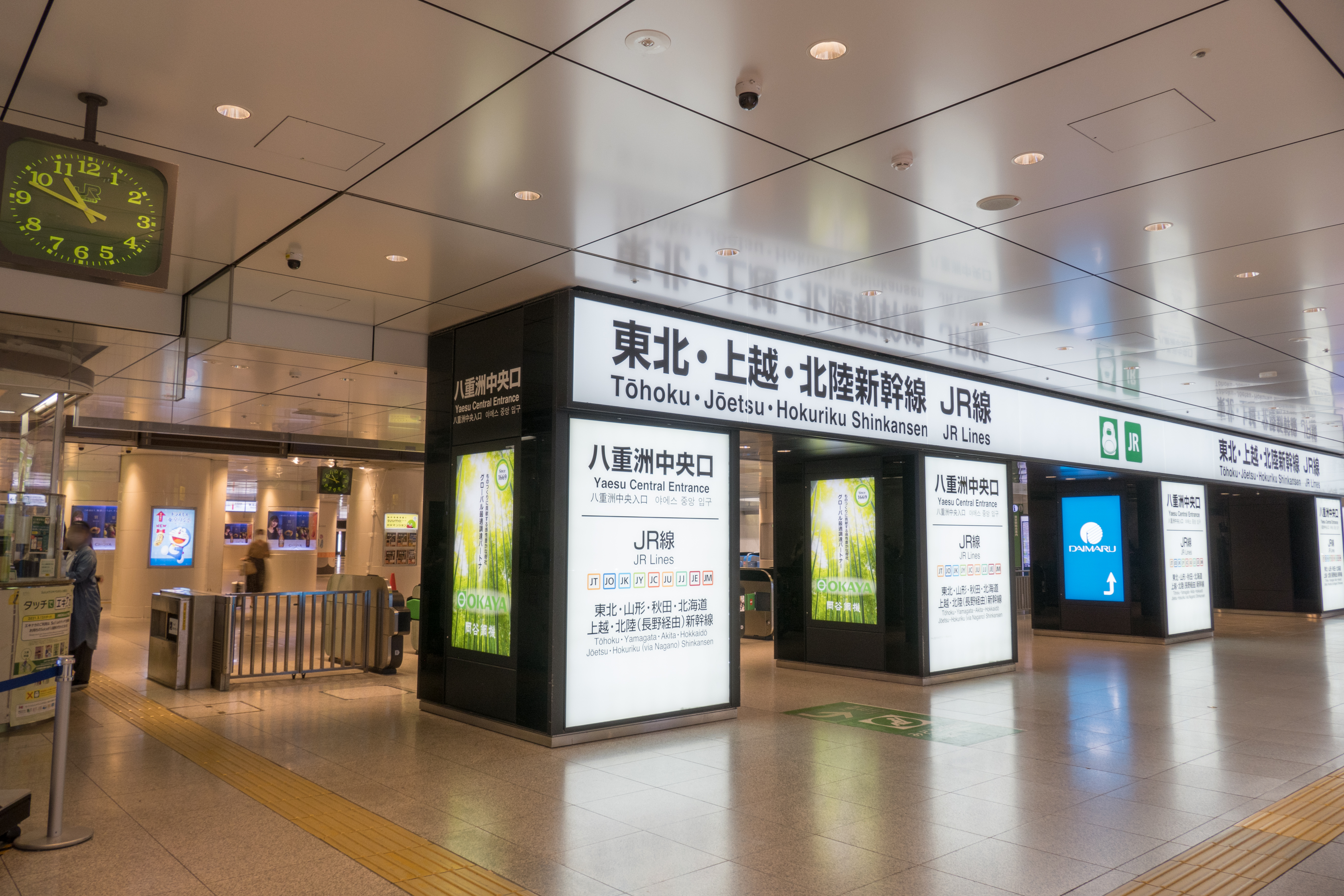
八重洲中央口改札（2021年9月）
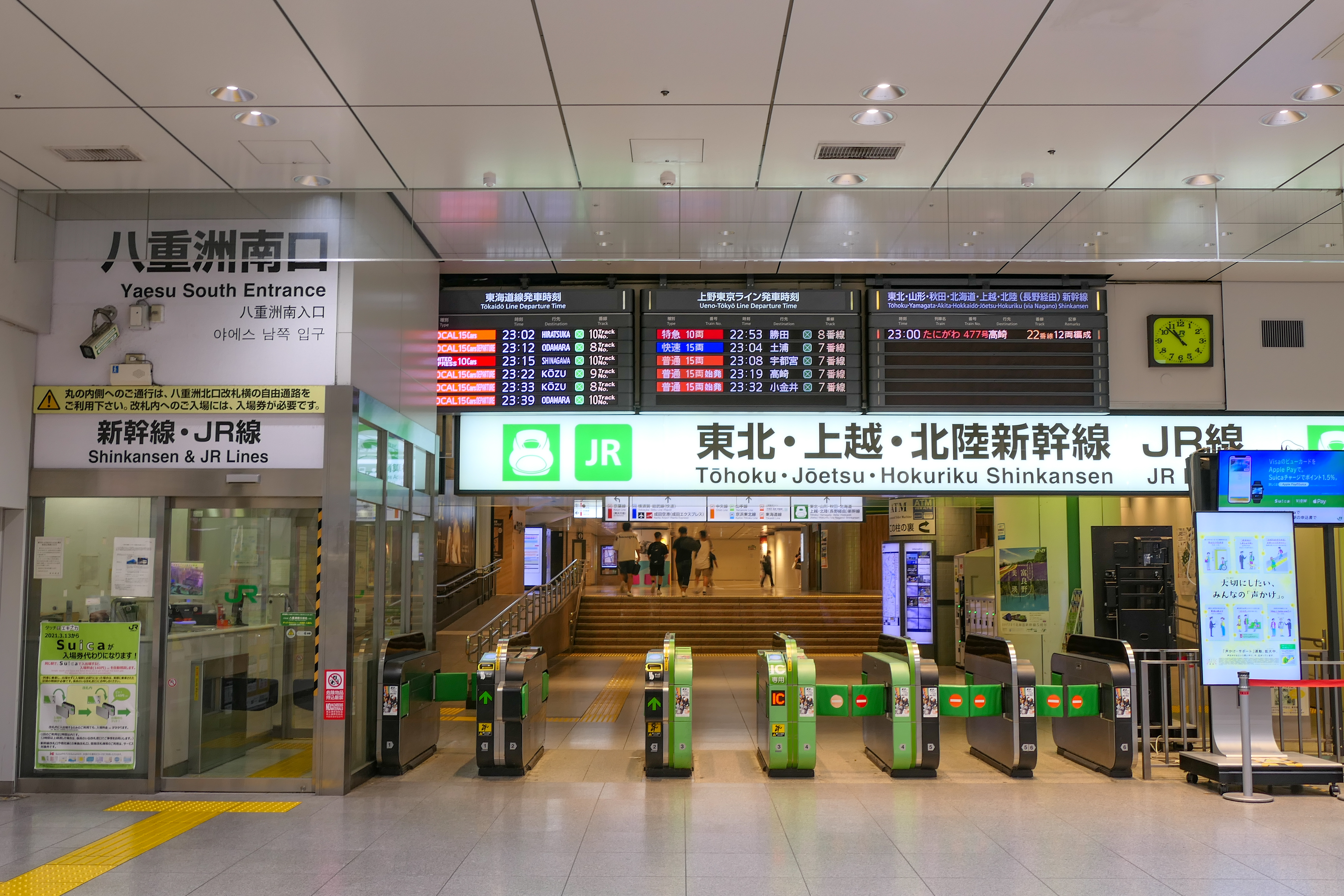
八重洲南口改札（2021年9月）
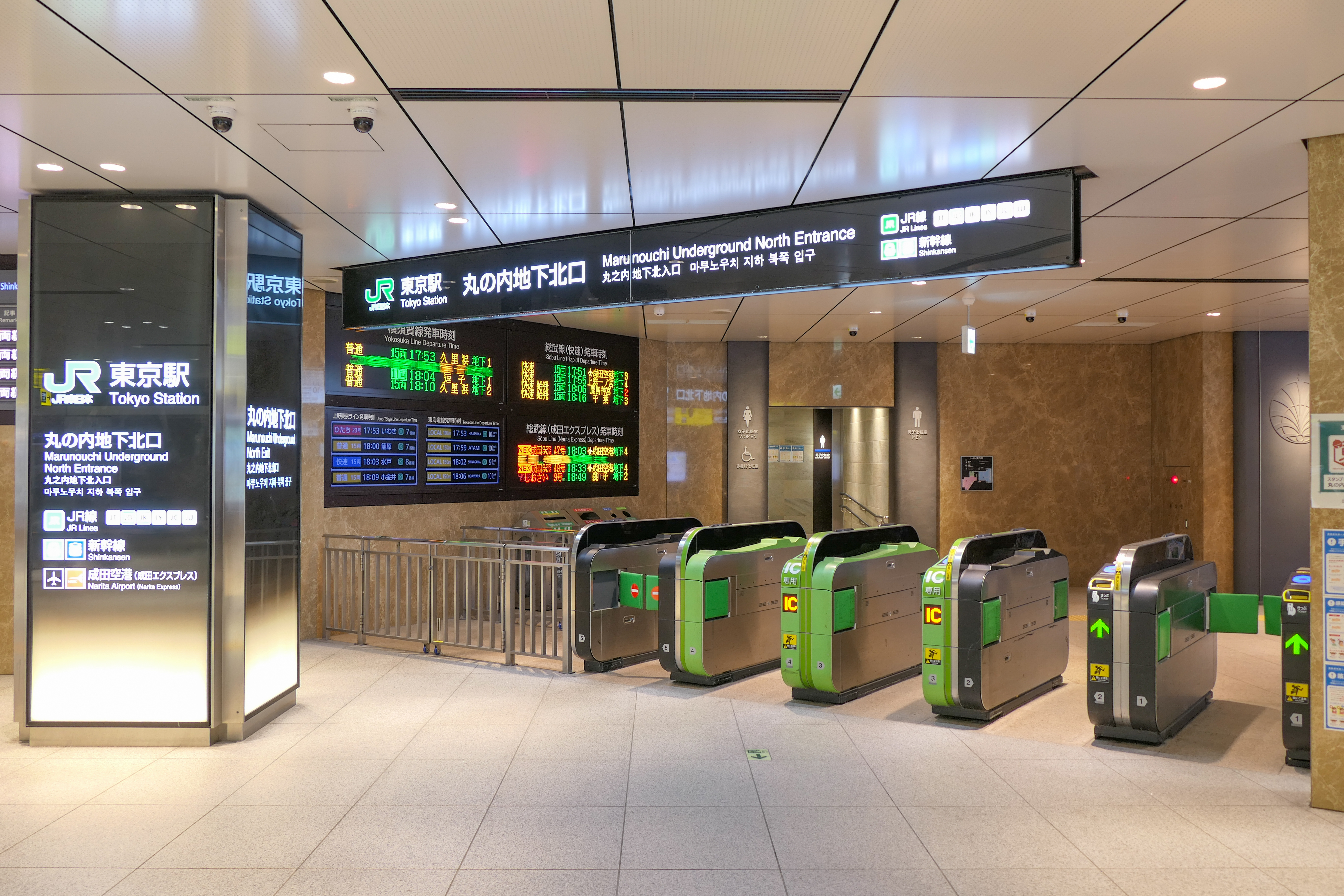
丸の内地下北口改札（2021年11月）
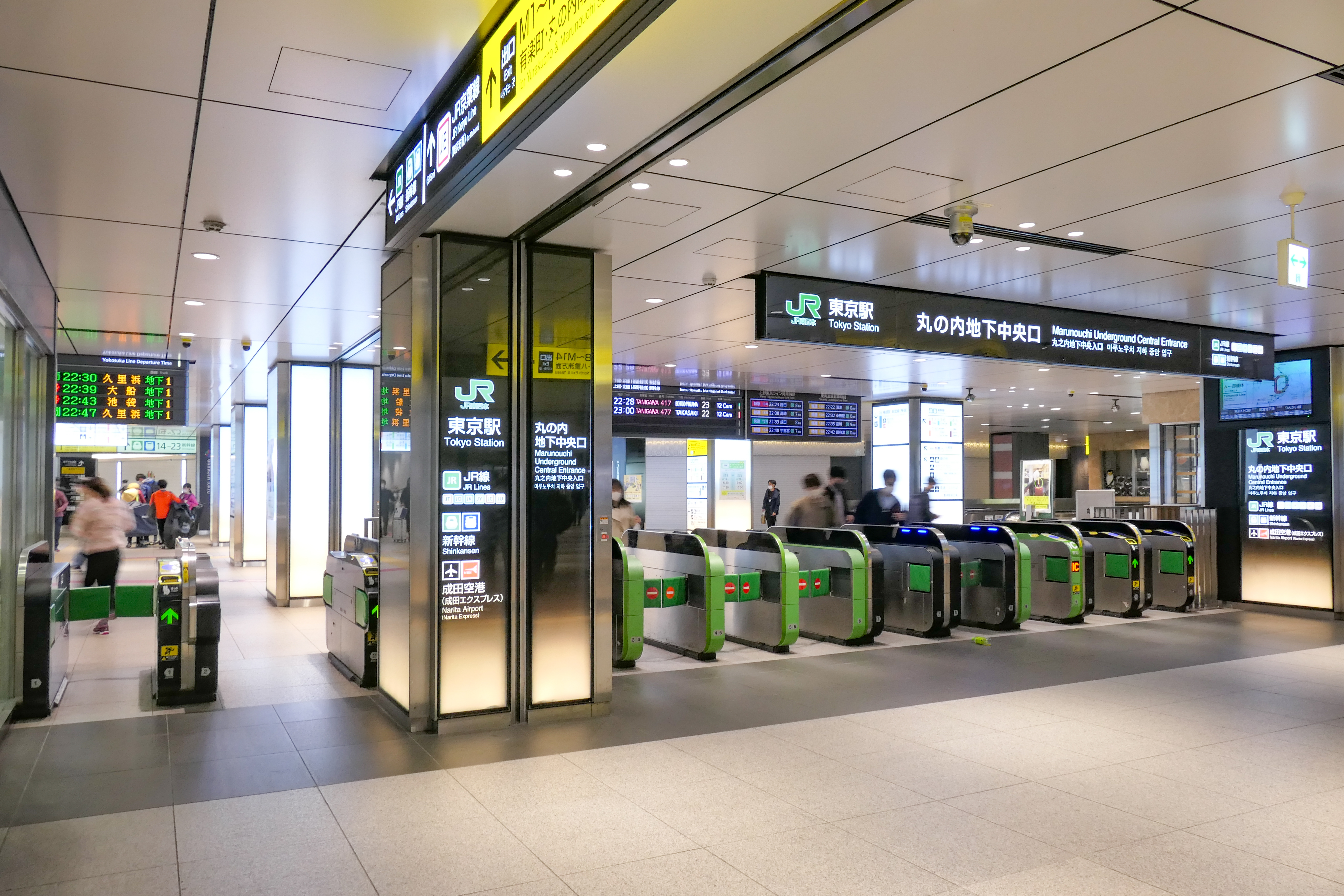
丸の内地下中央口改札（2021年10月）
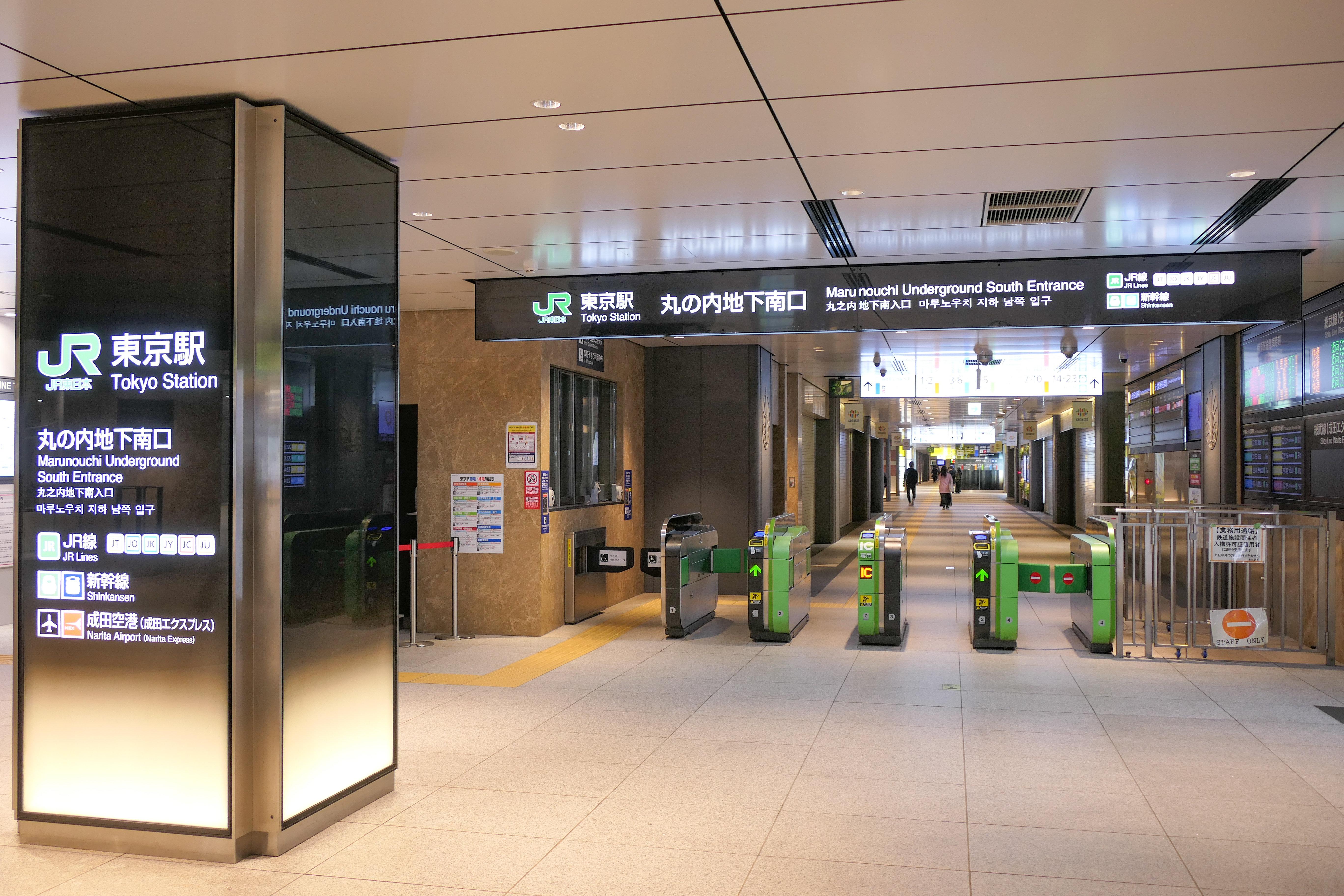
丸の内地下南口改札（2021年10月）
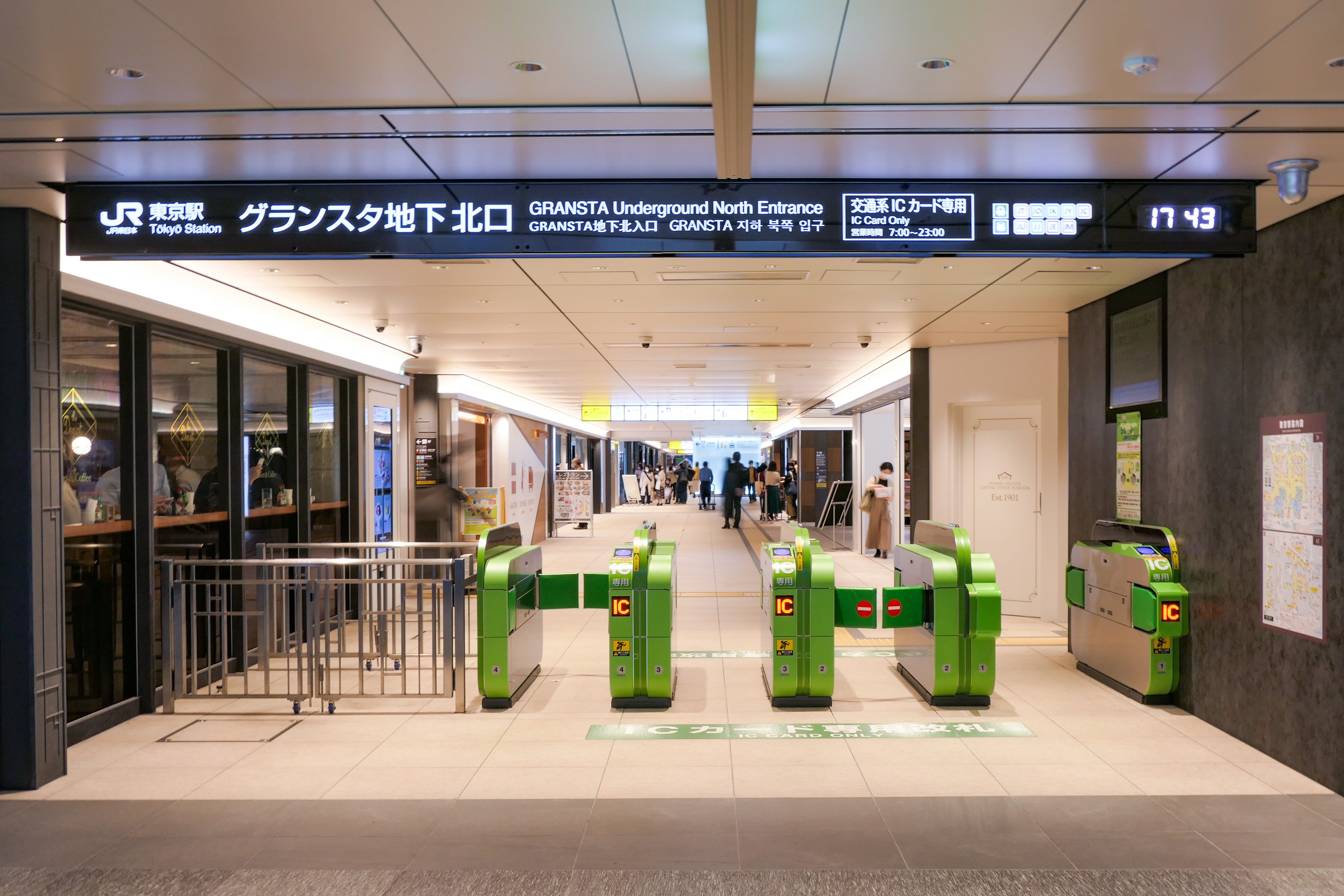
グランスタ地下北口改札（2021年11月）
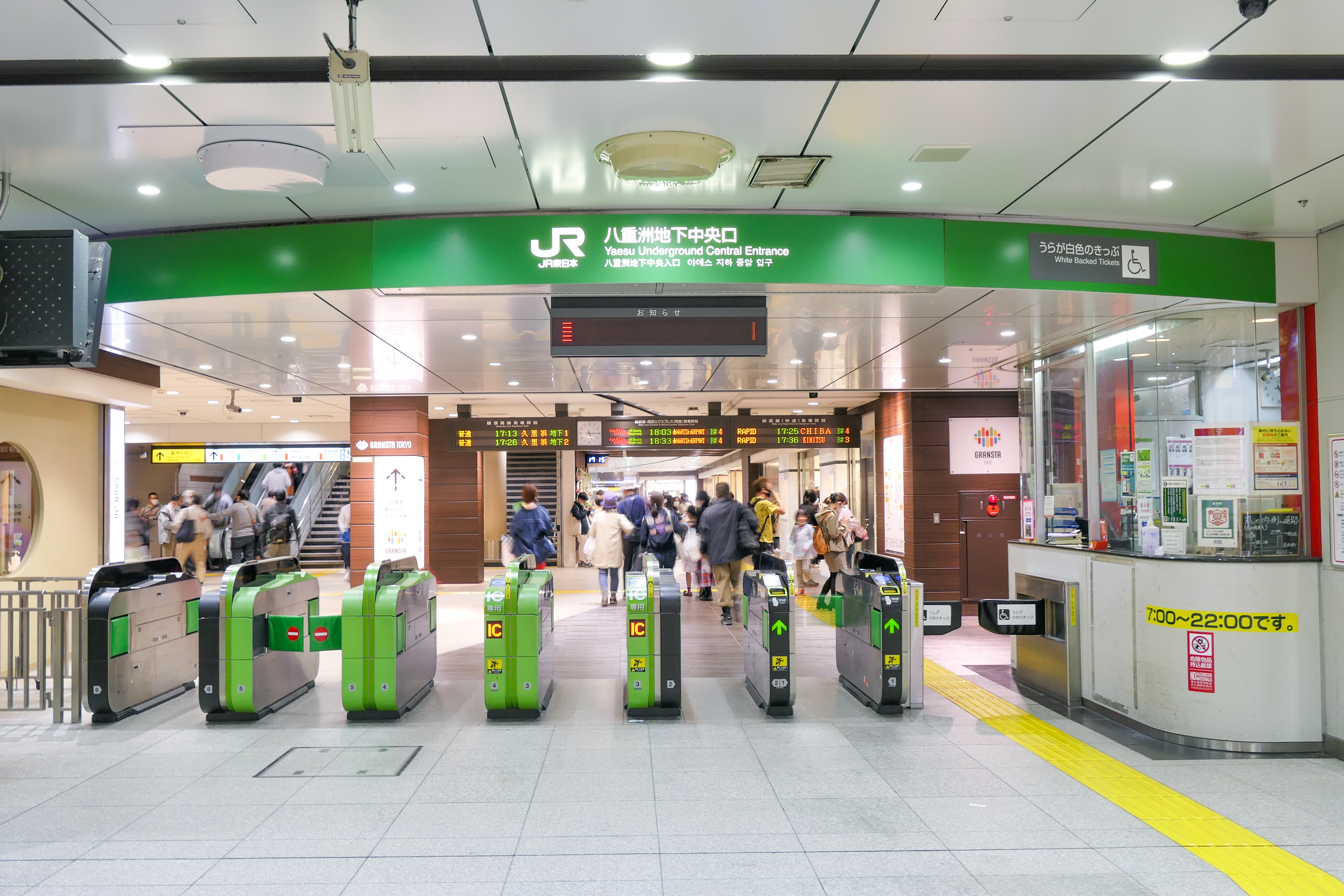
八重洲地下中央口改札（2021年11月）
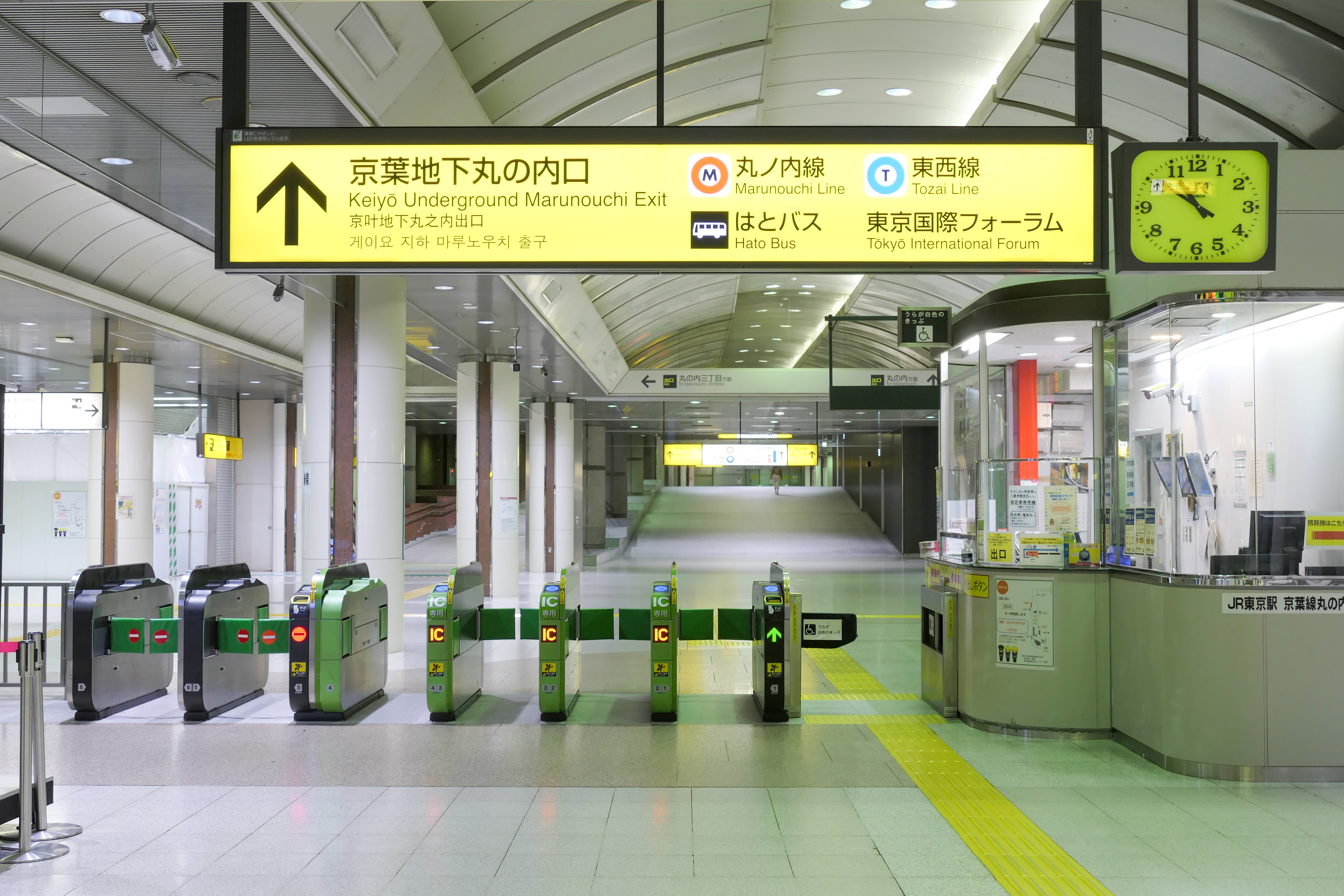
京葉地下丸の内改札（2021年10月）
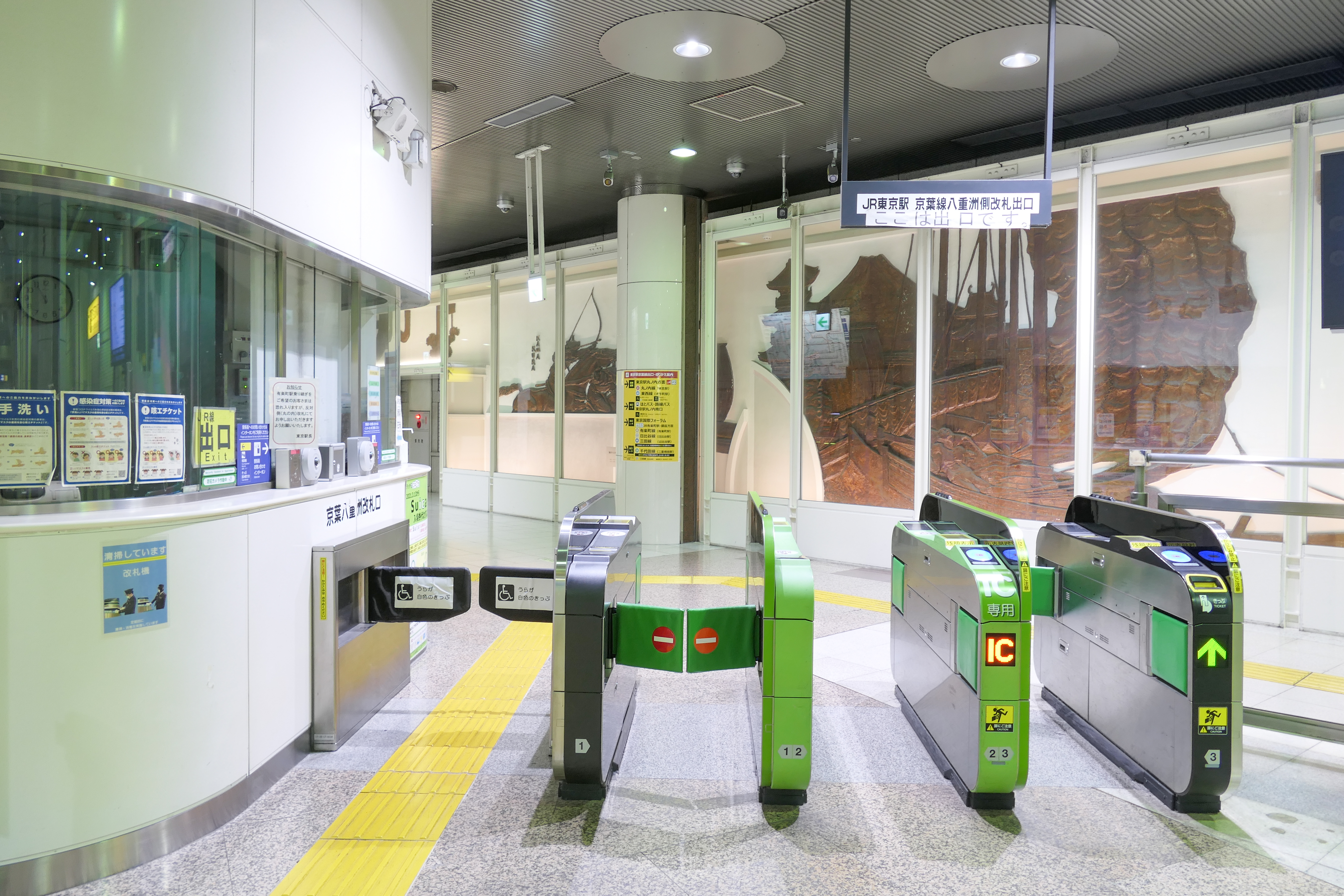
京葉地下八重洲口改札（2021年10月）
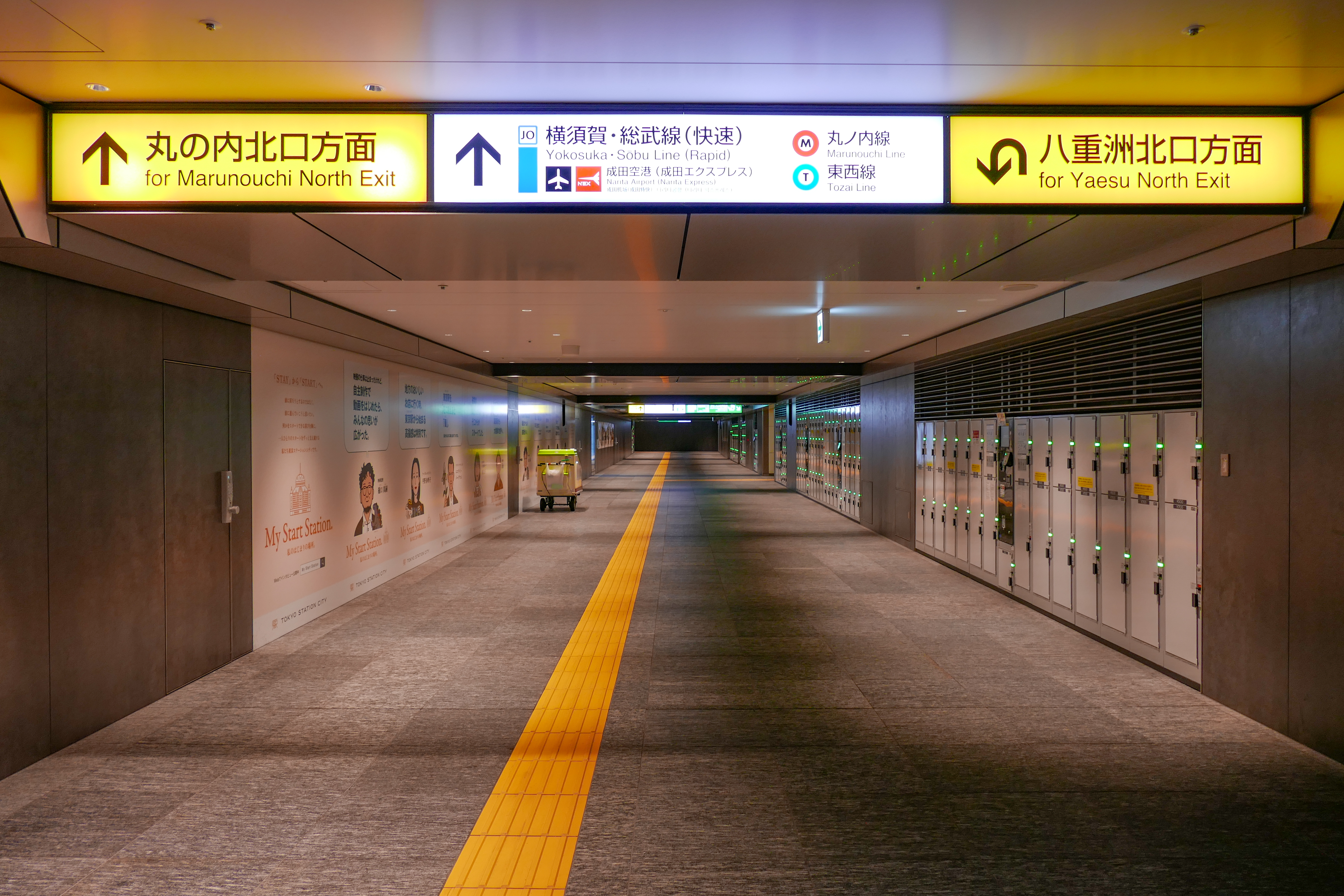
北側自由通路（2021年9月）
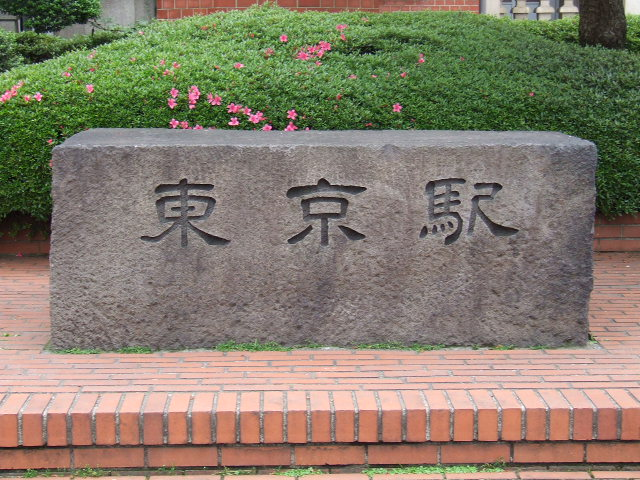
石碑（2007年5月）

#### ホーム
在来線高架ホーム（1 - 10番線）
島式5面10線の高架ホームで、丸の内側から1・2・3…と順に振られている。中央線の1・2番線は3・4番線のさらに上、3階相当の高さにあり、2番線の直下に3番線がある。1・2番線はホームの両端は階段、それ以外は長いエスカレーターとホーム中央にあるエレベーターでコンコースと結んでいるが9・10番線のエレベーターのみ地下1階まで結んでいる。9・10番線は南側のエレベーターが2つ設置されている。3 - 6番線（山手線・京浜東北線）にはホームドアが設置されている。
5・6番線有楽町方の駅事務室前には、開業当時からの面影を残すハルトゥング支柱（de:Hartungsche Säule）様の鋳鉄製の柱が2本、設置されている。柱は高さ2.6メートル、柱周470ミリメートル、下部には「明治四十一年一月 株式会社東京堅鉄製作所」と刻印されている。また、一部の屋根と柱は木造である。2014年度（平成26年度）に改修工事が行われ、老朽化が進んでいた開業時からの柱14本を含む約103メートル分が新しい屋根に置き換えられた。
9・10番線ホーム屋根には屋根材一体型のソーラーパネルが設置され、発電した電気を東京駅の照明や空調機の電力として活用している。また、発電状況を駅構内4か所の発電量表示モニターで確認できる。

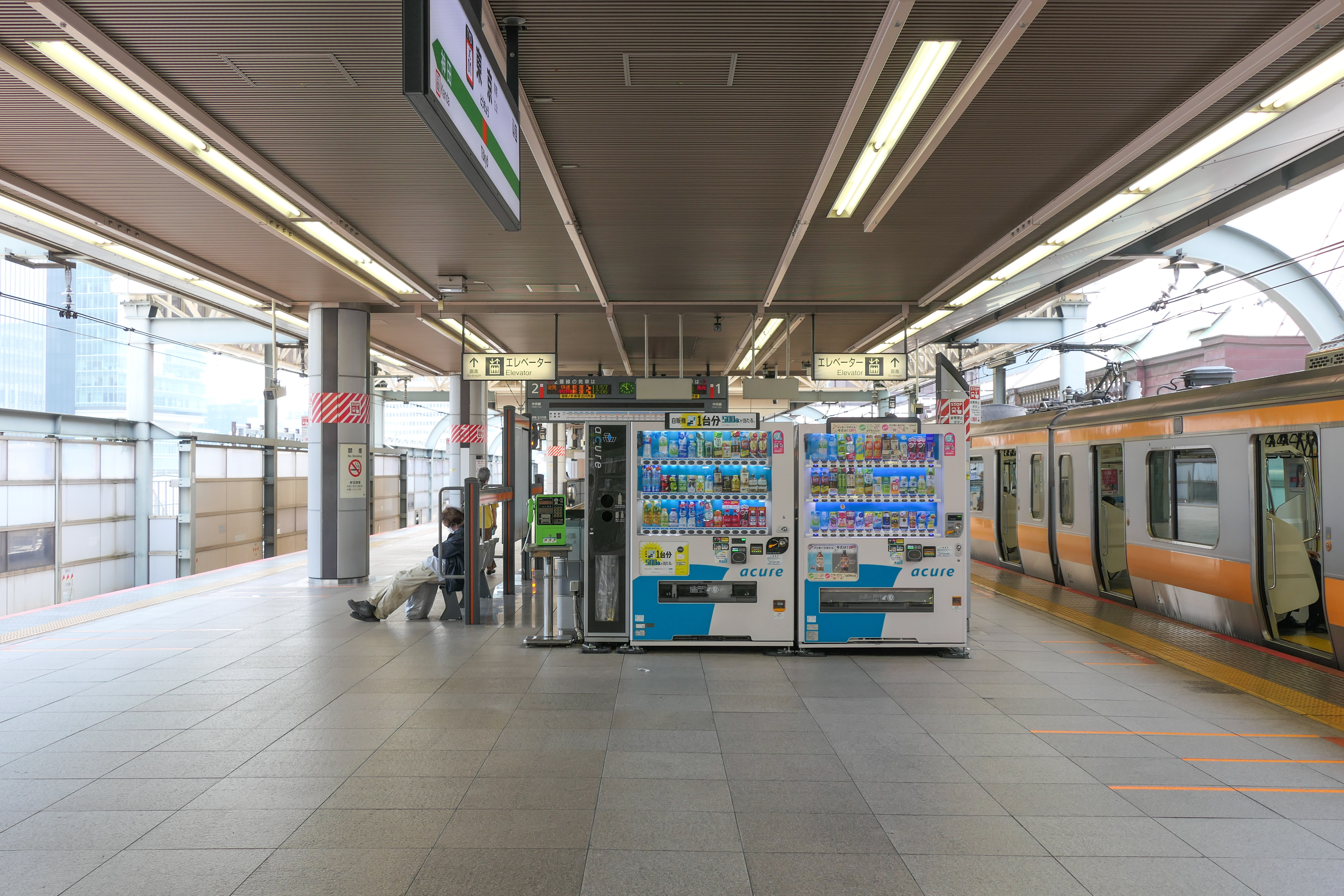
1・2番線ホーム（2021年7月）
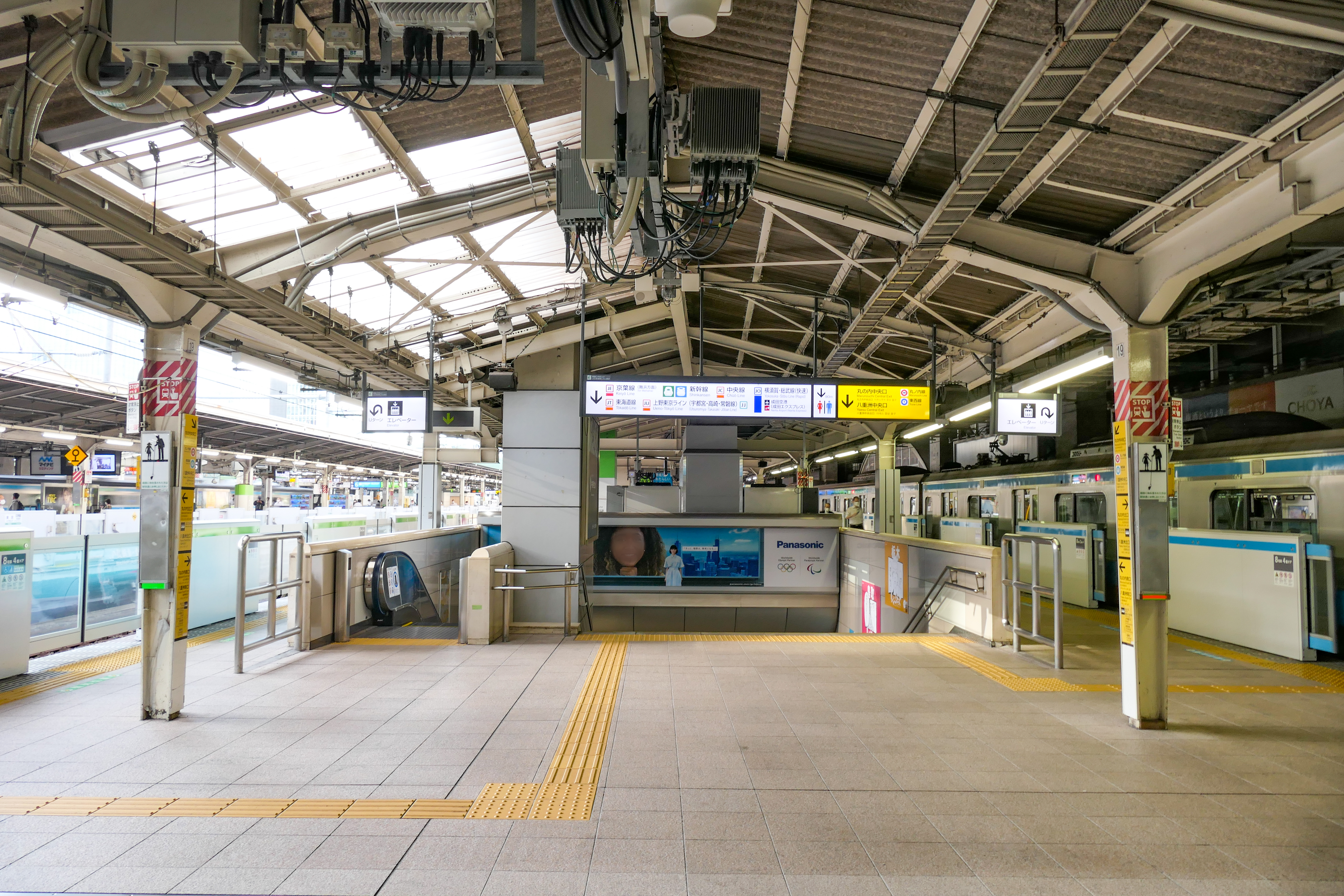
3・4番線ホーム（2021年9月）
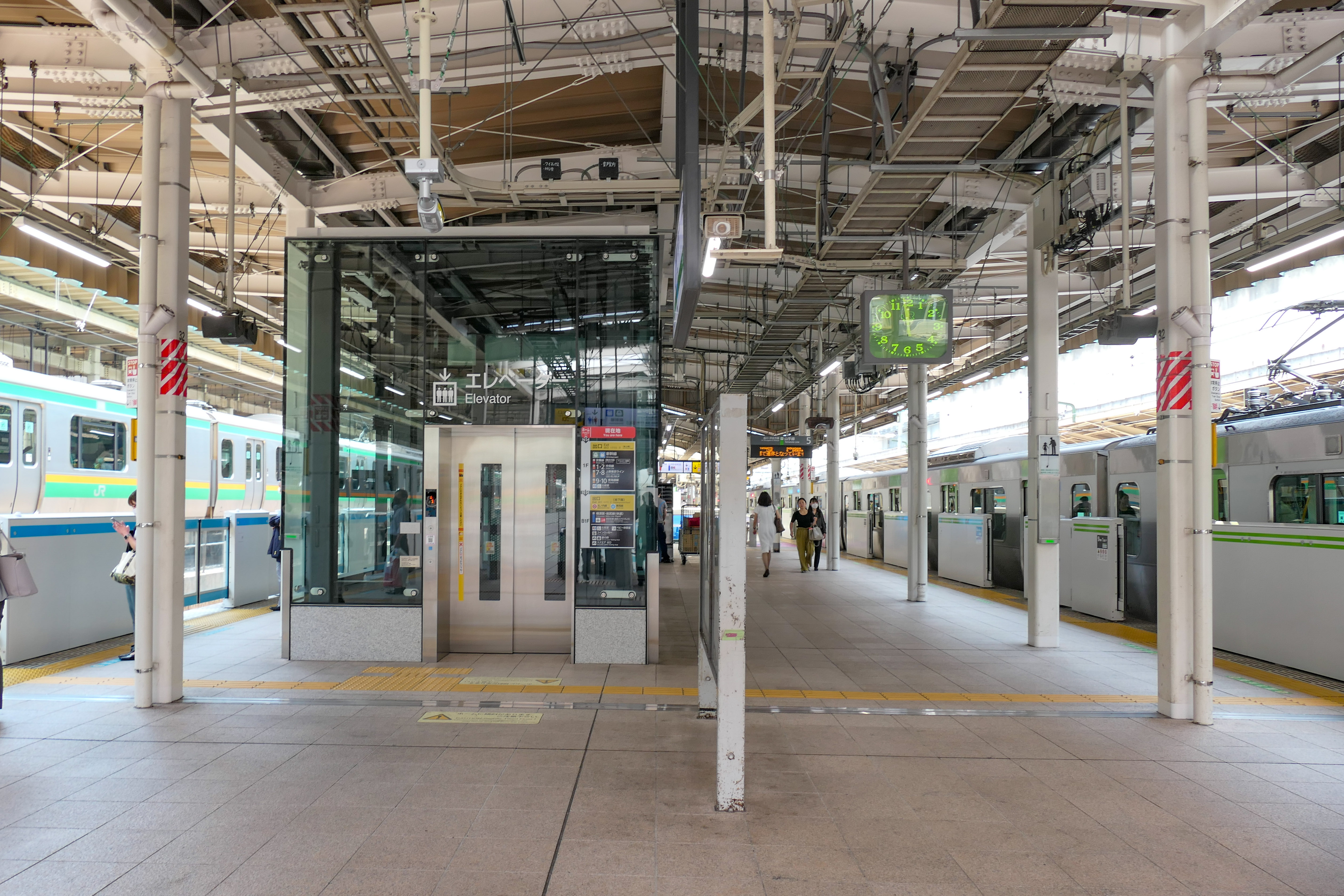
5・6番線ホーム（2021年7月）
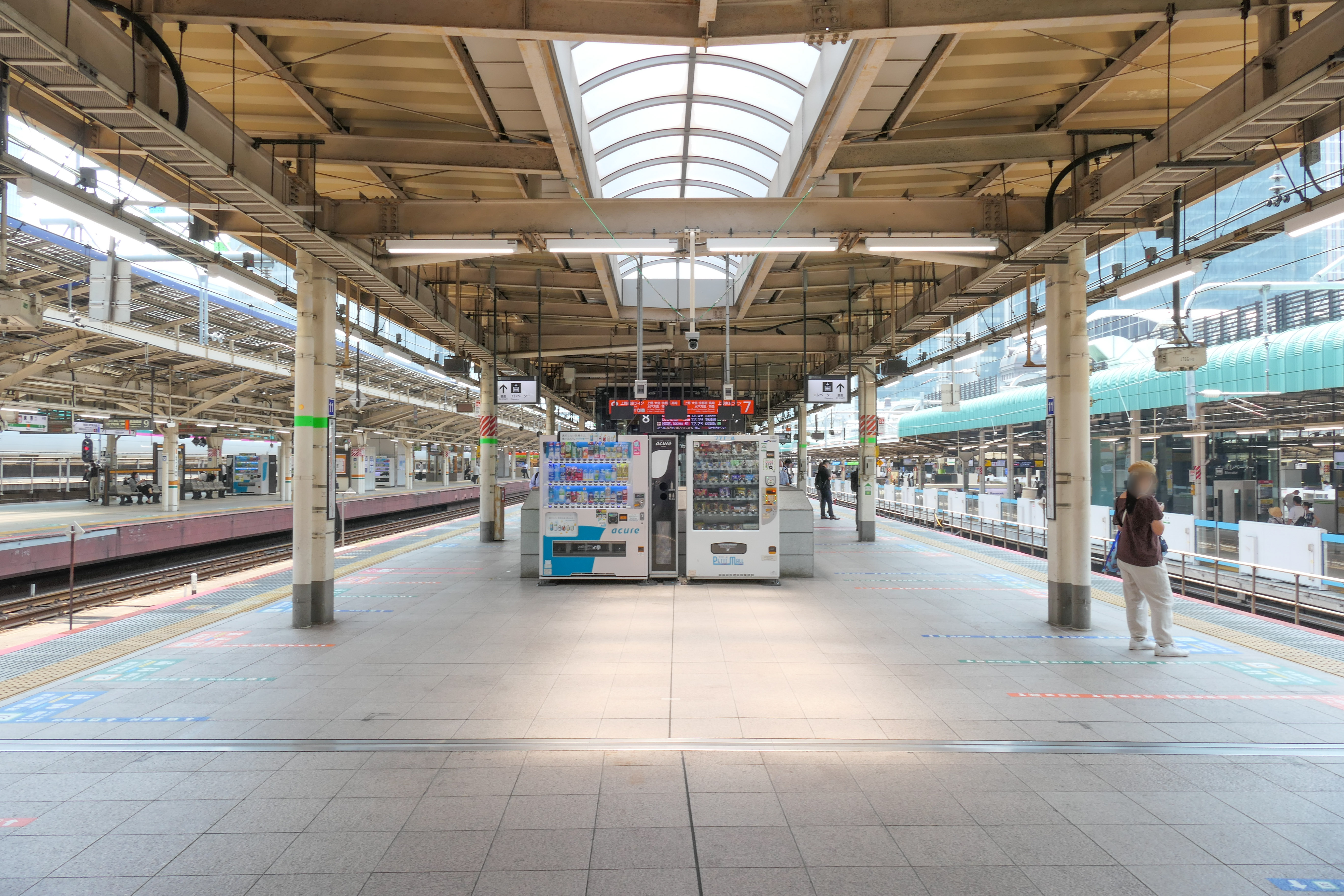
7・8番線ホーム（2021年7月）
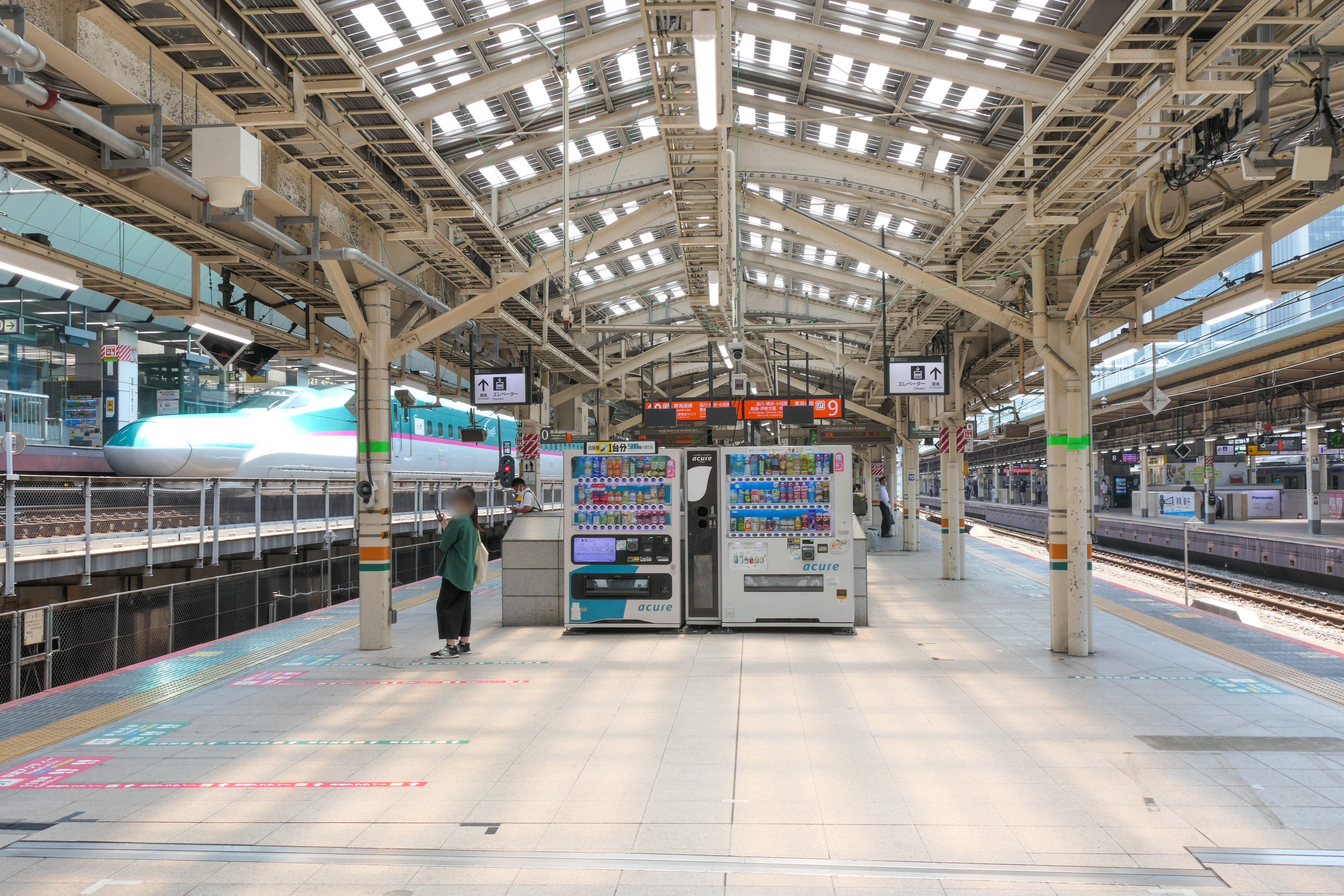
9・10番線ホーム（2021年7月）
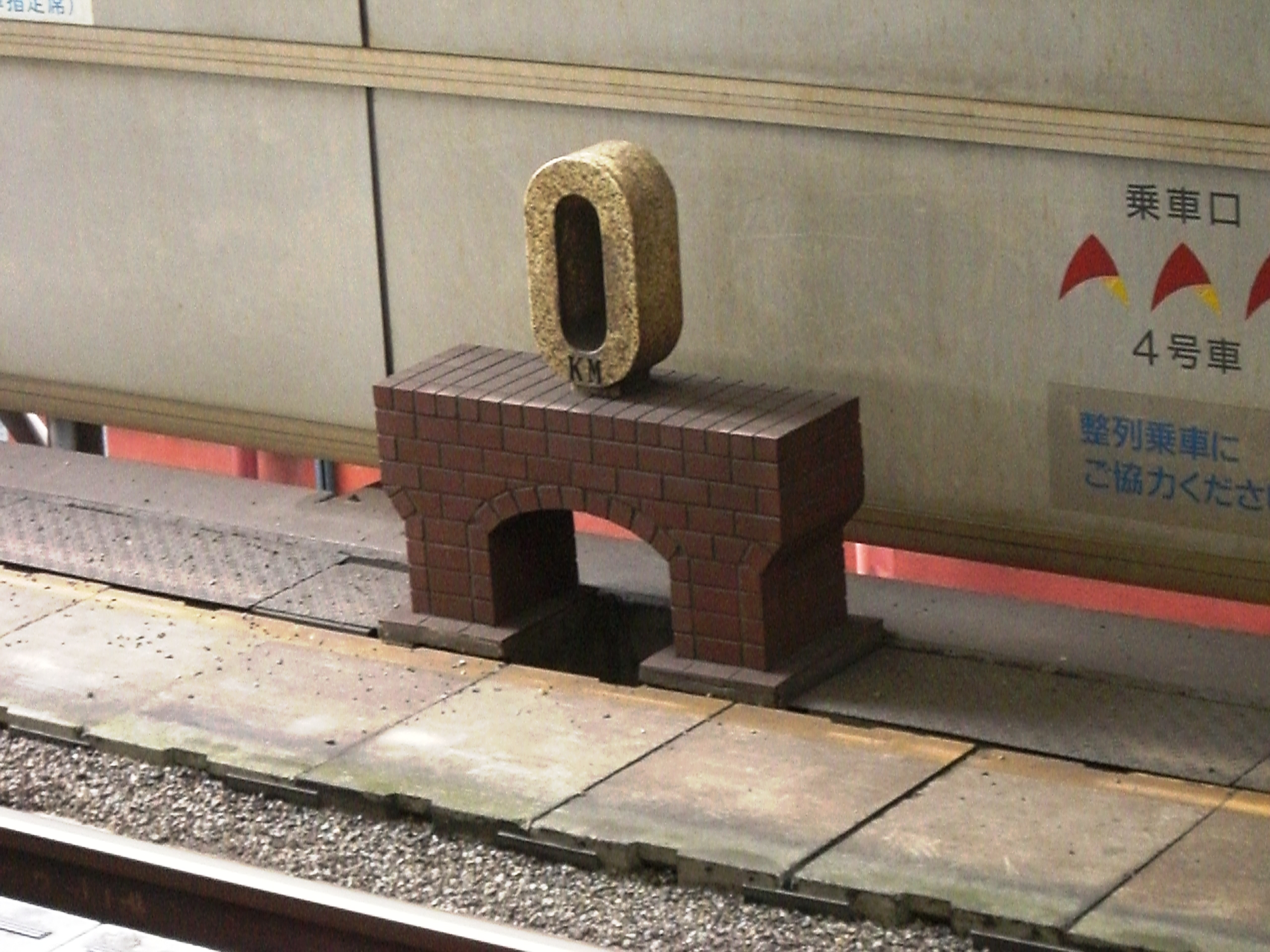
中央本線0キロポスト（2005年2月）
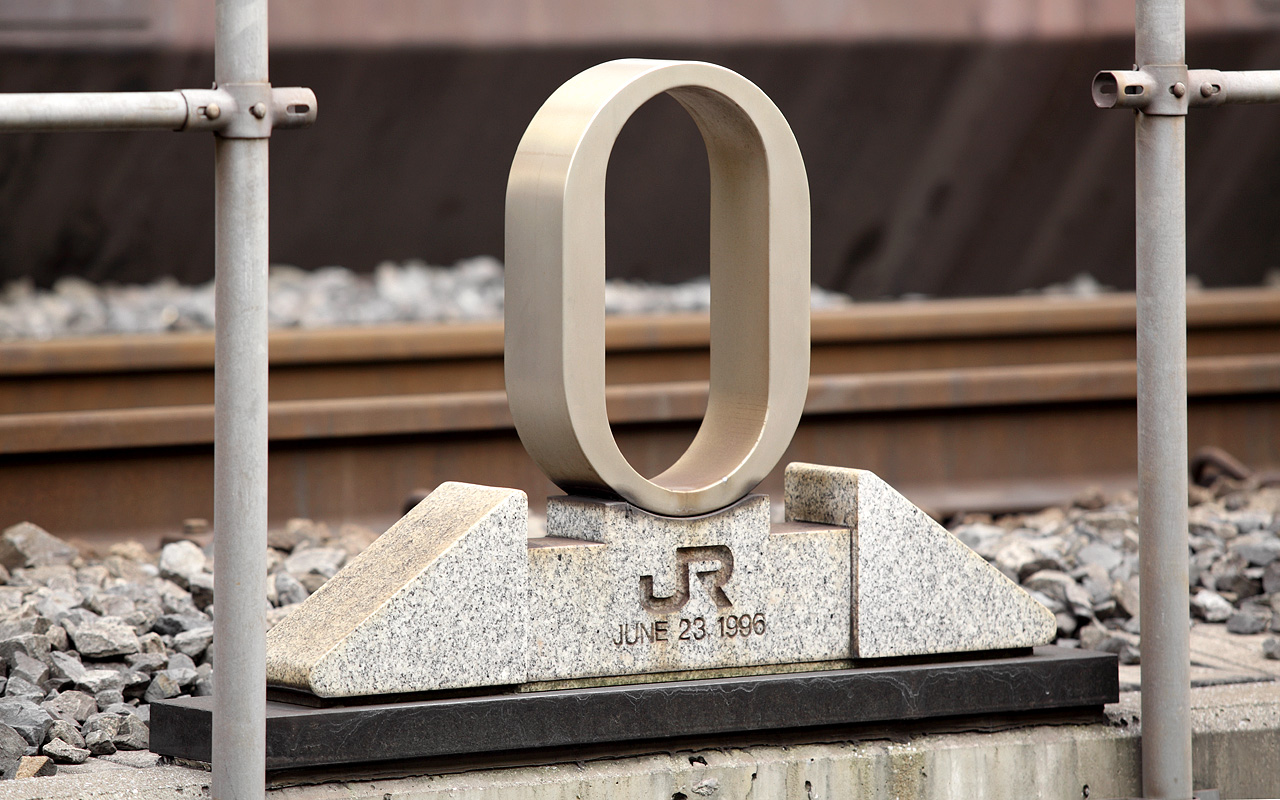
東海道本線・東北本線0キロポスト（2009年3月）

新幹線ホーム（20 - 23番線）
島式2面4線の高架ホームである。このうち20番線は10番線のすぐ東にある。当初、東北・上越新幹線が当駅に延伸した際は現22・23番線（当時12・13番線）の島式1面2線のみで発着し、一部の定期列車と臨時列車は上野駅発着を原則としていた。しかし、1997年（平成9年）10月1日の北陸新幹線高崎駅 - 長野駅開業に伴い1・2番線を高架化した上で3 - 10番線を丸の内側にスライドする工事を行い、当時9・10番線（東海道線）だったホームを20・21番線とし、現在の2面4線の構造になるとともに定期列車の全列車と臨時列車の大半が当駅発着になった。1日300本を超える列車をこの2面4線ホームで扱っている。各ホームに中央改札と各ホームを結ぶエレベーターが8号車付近に設置されている。直接改札内に入れる改札口は八重洲北側の日本橋口改札口のみ。

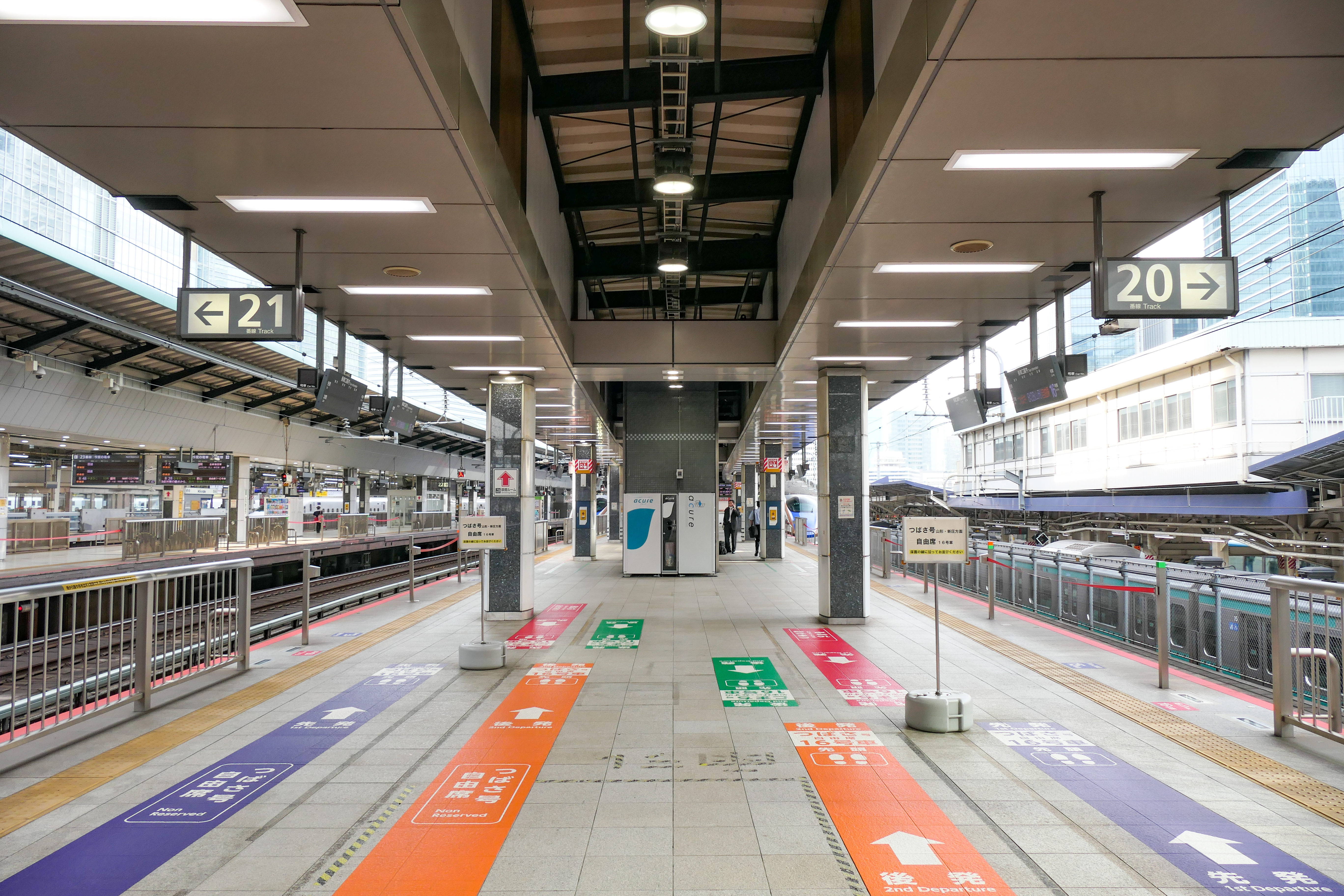
20・21番線ホーム（2021年9月）
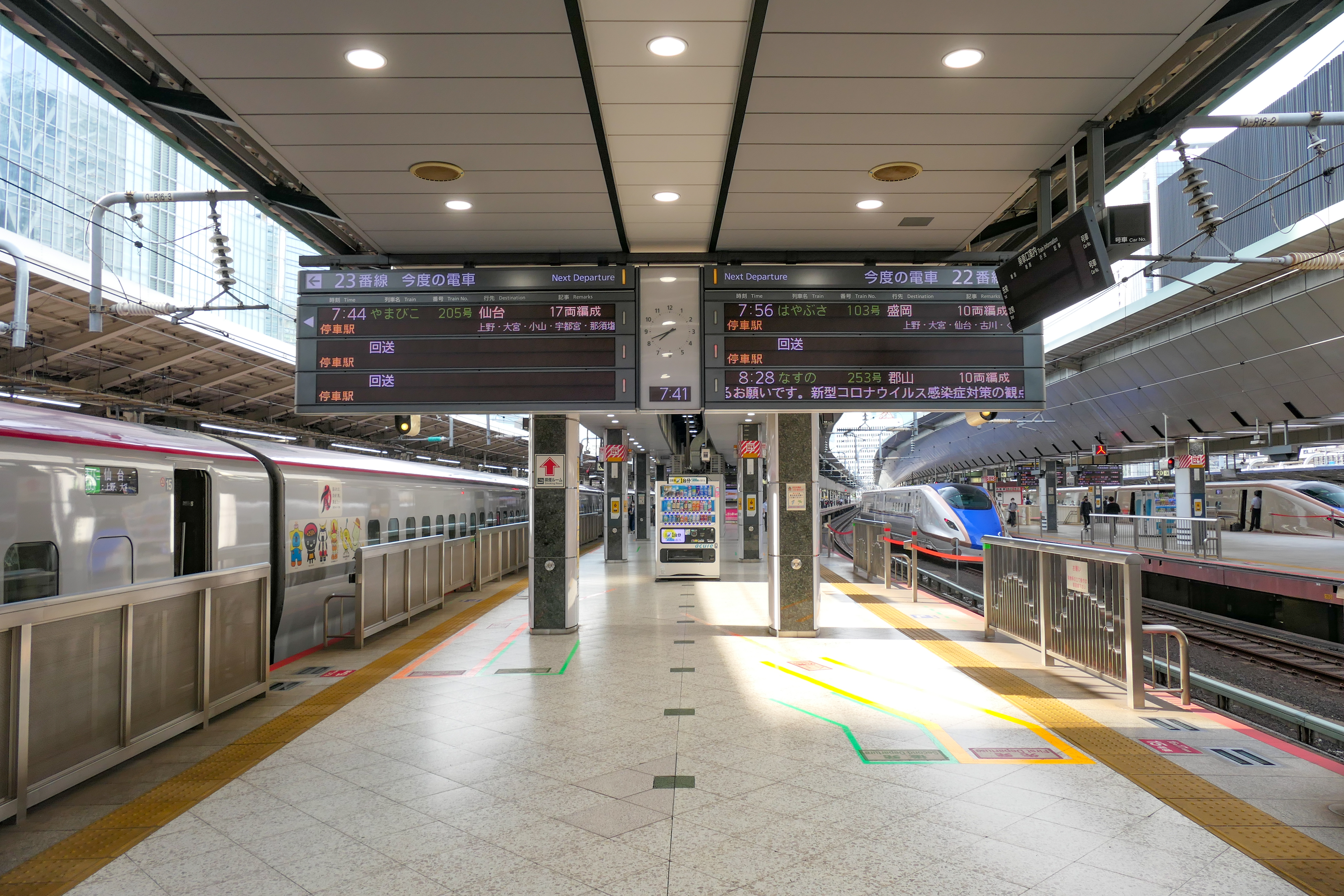
22・23番線ホーム（2021年9月）

総武地下ホーム（総武地下1 - 4番線）
島式2面4線の地下ホームで、地下5階に位置する。中央通路を丸の内側へずっと向かった階段の先にのりばがあり、東京メトロ丸ノ内線との乗り換えは比較的近いが、京葉線との改札内乗り換えは遠い。このホームと下記の京葉地下ホームは地上・高架ホームとは番線番号が通しではない。ホームへはエレベーターまたは長いエスカレーターを使用することになる。ホームがある東京トンネルの区間の保安設備は2004年（平成16年）2月にATC-5型からATS-Pに更新されている。ATS-P対応車両であればこの地下ホームへの発着が可能である。このホームは構造上、地下水上昇問題がある。

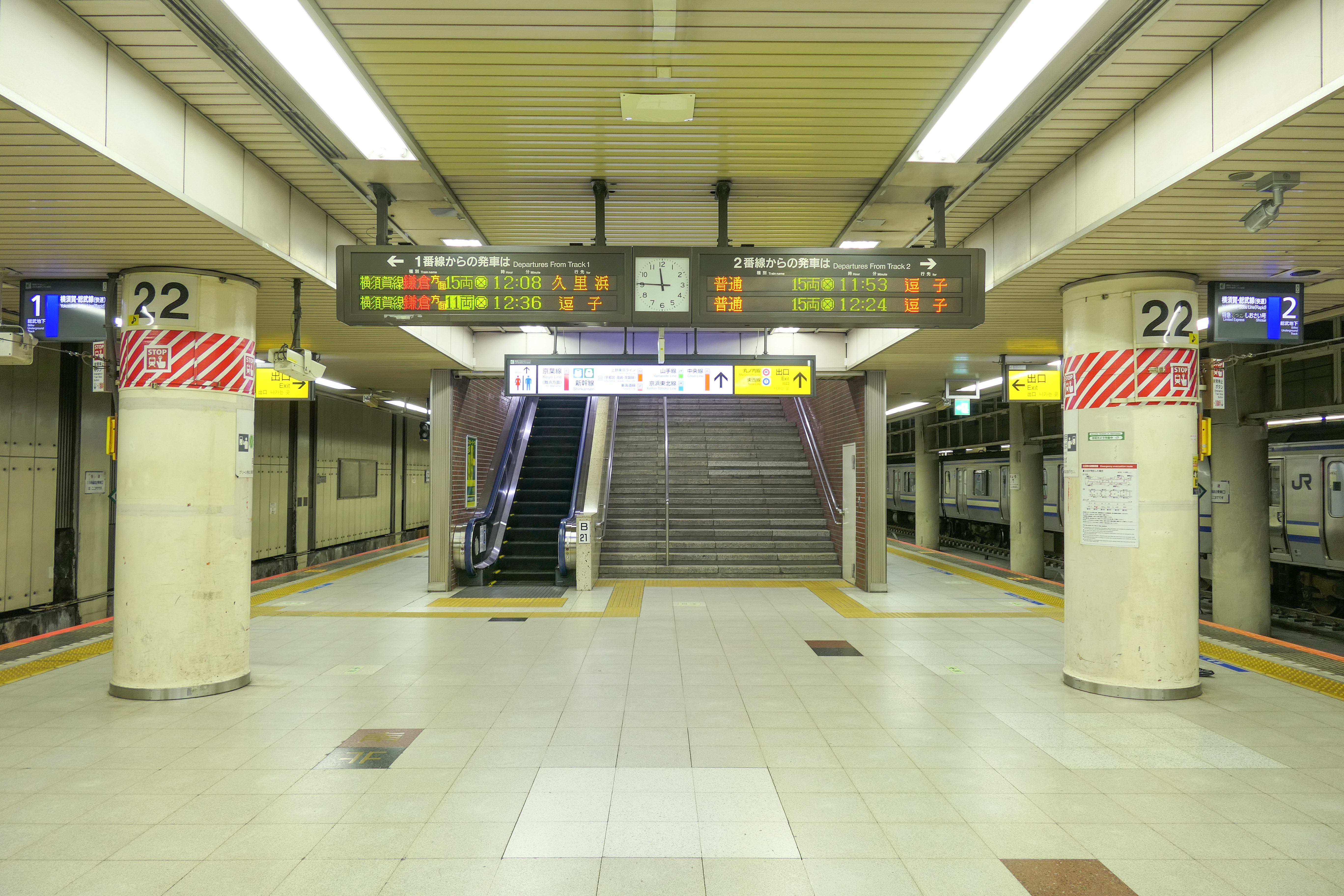
1・2番線ホーム（2021年7月）
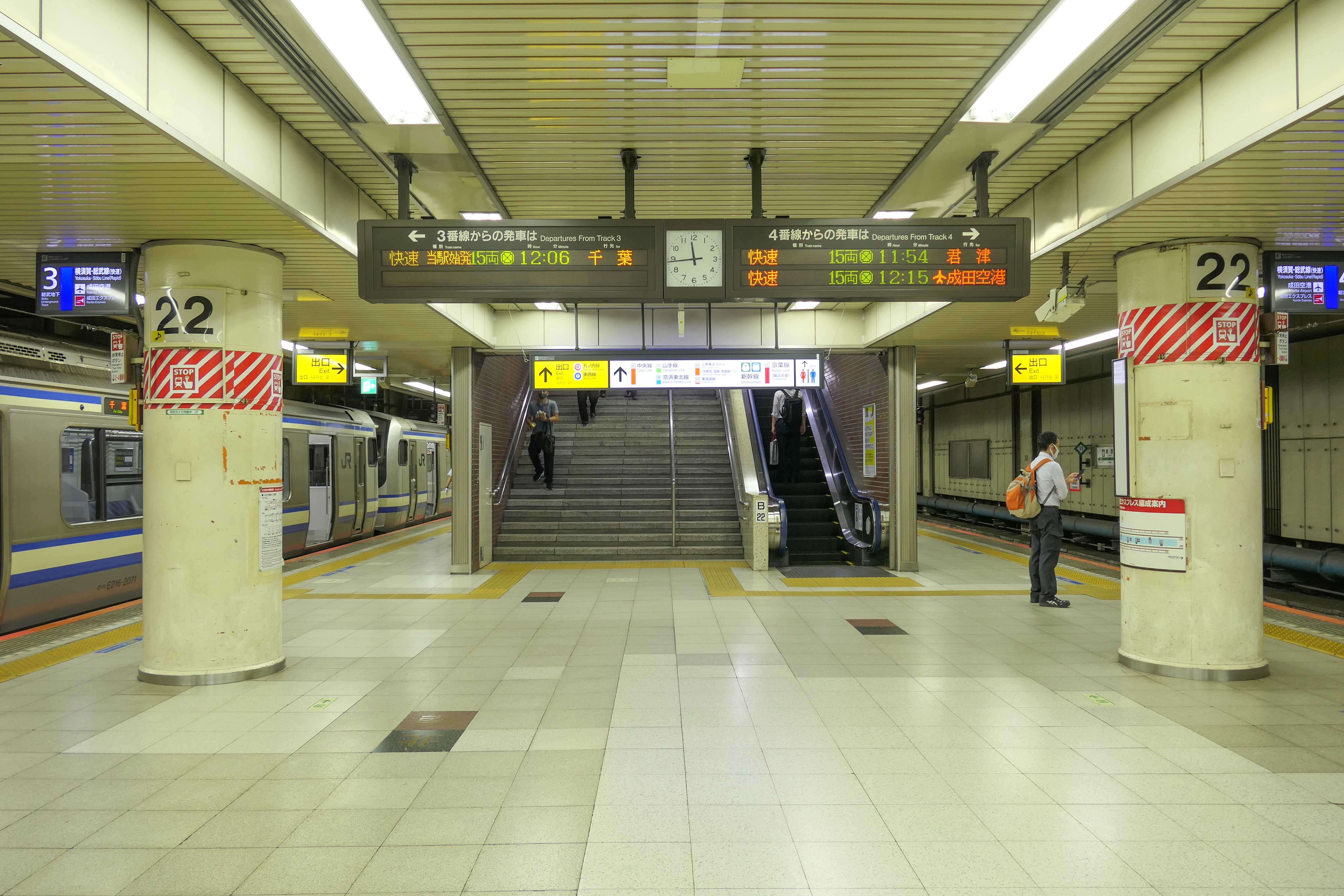
3・4番線ホーム（2021年7月）
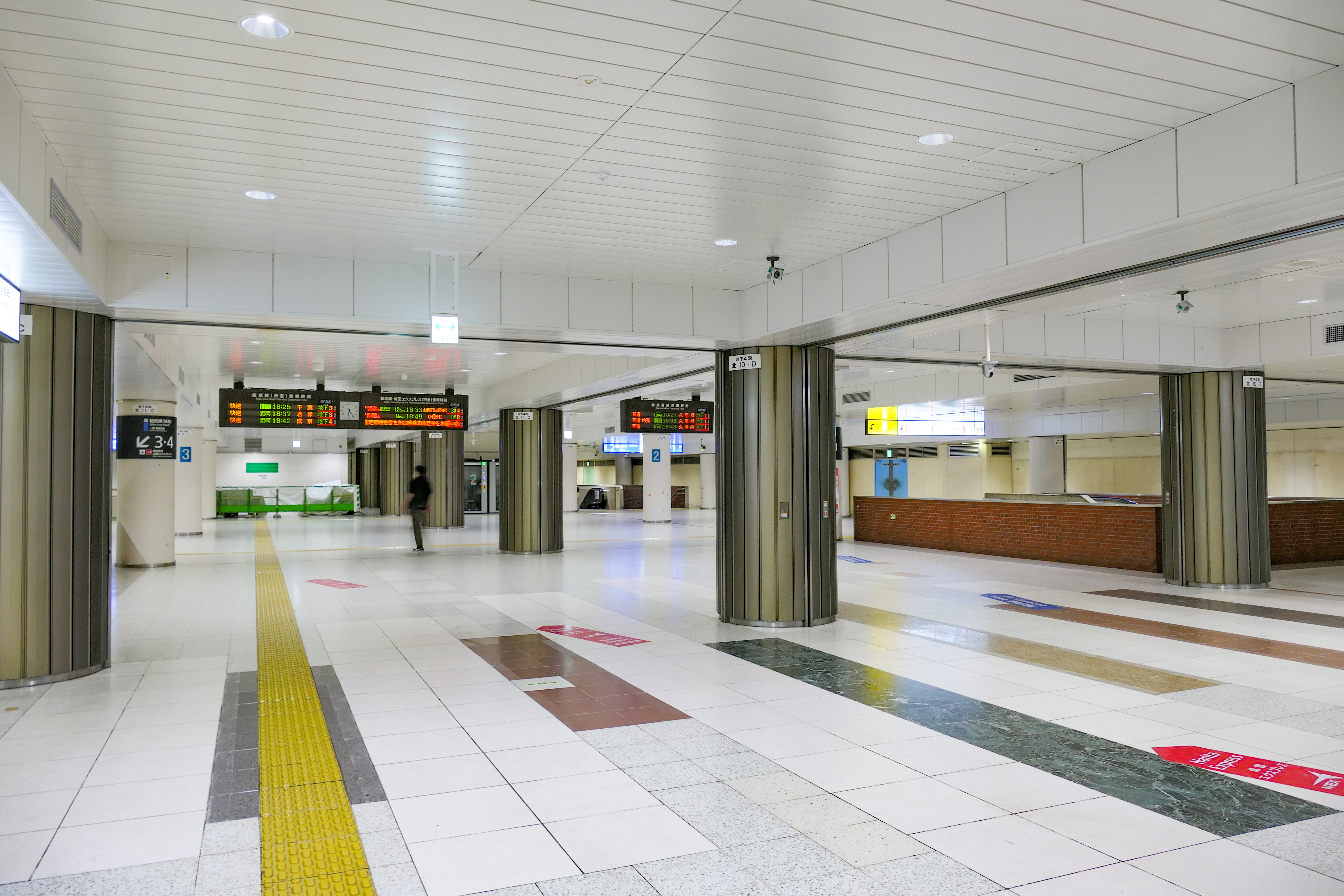
総武地下通路（2021年11月）

京葉地下ホーム（京葉地下1 - 4番線）
島式2面4線の地下ホームで、地下4階に位置する。新幹線八重洲南乗り換え口脇から南に約500メートルの所、鍛冶橋通りの地下（有楽町駅との中間点）にあり、ホームは東西に伸びる。地下3階には総武地下通路のように通路があり、皇居よりの都道402号地下では横須賀線シールドトンネルが駅躯体を横断する。エレベーターは1・2番線と3・4番線にそれぞれ1台設置されている。他のホームから離れていることから八重洲口側に動く歩道が3つ設置され、その両端にエスカレーターとエレベーターが設置されている。
この位置にはもともと、成田新幹線用の駅が計画されていた。他の乗り場から南に大きく離れたこの位置が選ばれたのは、将来的に新宿方面への延長をにらんだものであった。しかし成田新幹線は、沿線住民の反対運動によって計画が頓挫し、東京駅構内では東北新幹線の高架橋を造る工事に合わせて、現在京葉線への乗り換え通路として使われている通路が建設されただけで、乗り場部分の実際の掘削工事は行われなかった。現行のプラットホームなどがある地下部分は、京葉線に転用されることが決まってから新たに工事されたものであり、設計も在来線用に1から異なった設計がされており建設予定位置以外の共通点は存在しない。
当駅を挟む京葉線八丁堀駅以東 - 東海道本線新橋駅以南の乗車券またはICカードを所持していれば、当駅と有楽町駅の有人改札を経由しての乗り換えが可能である。

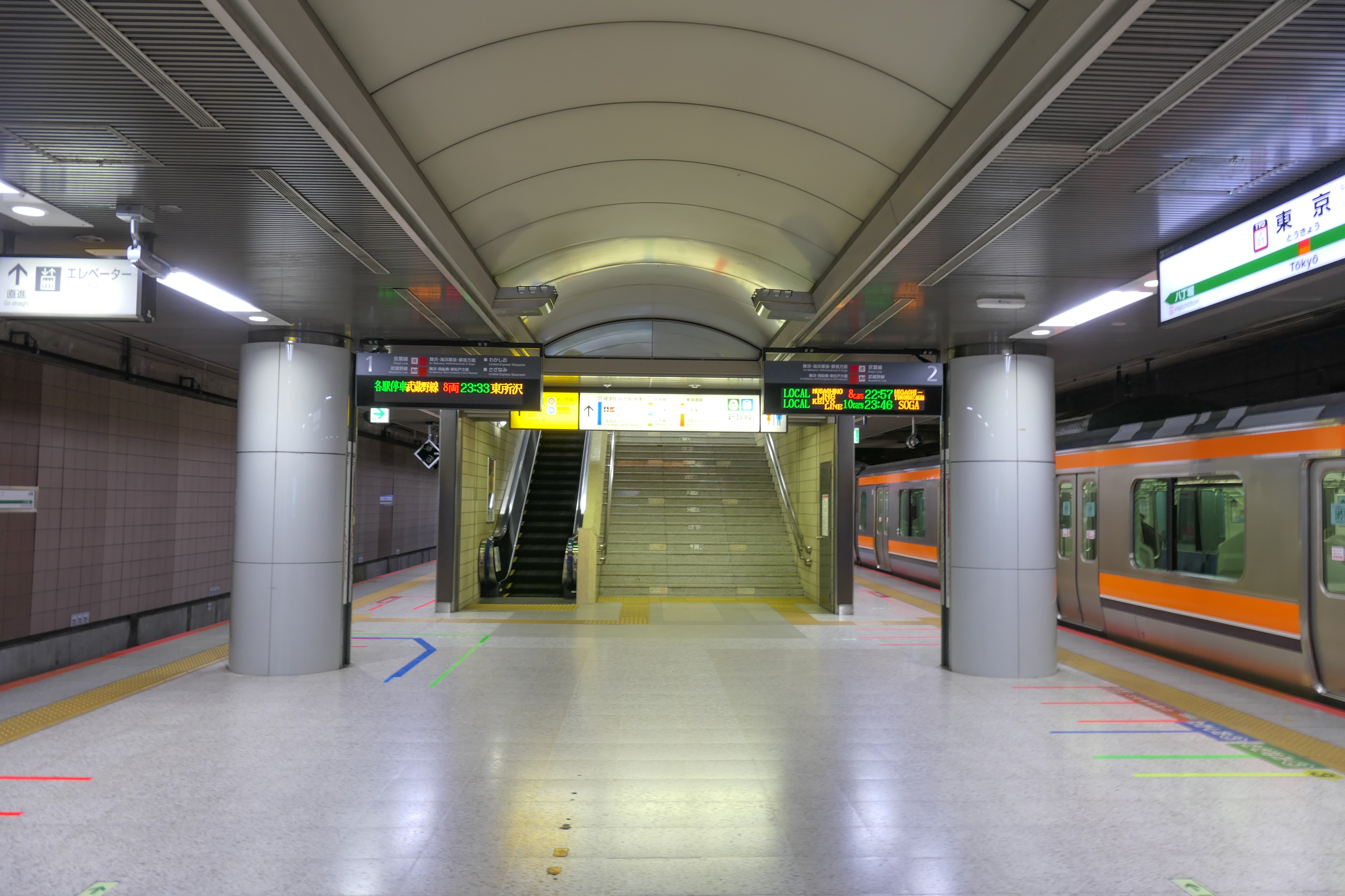
1・2番線ホーム（2021年10月）
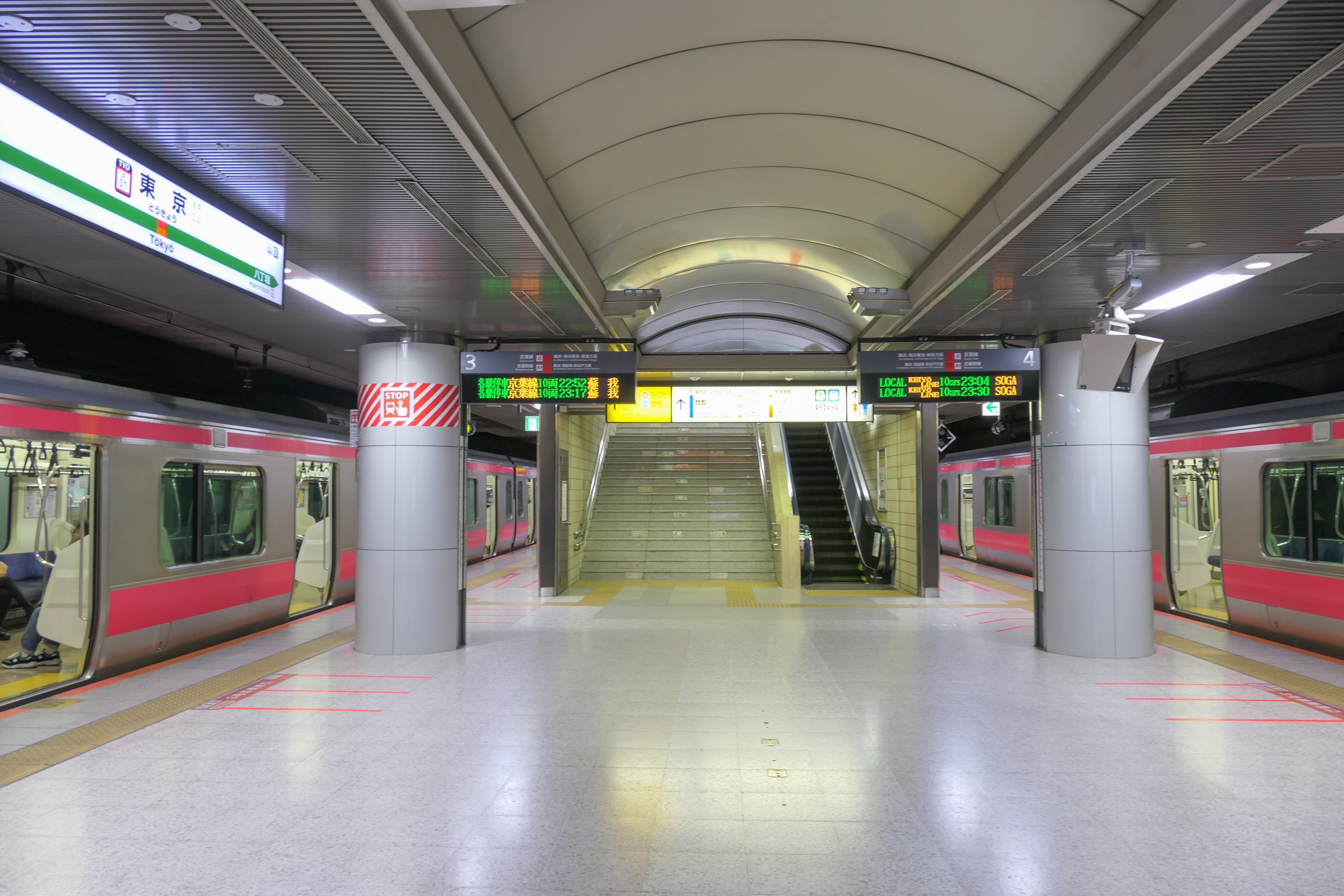
3・4番線ホーム（2021年10月）
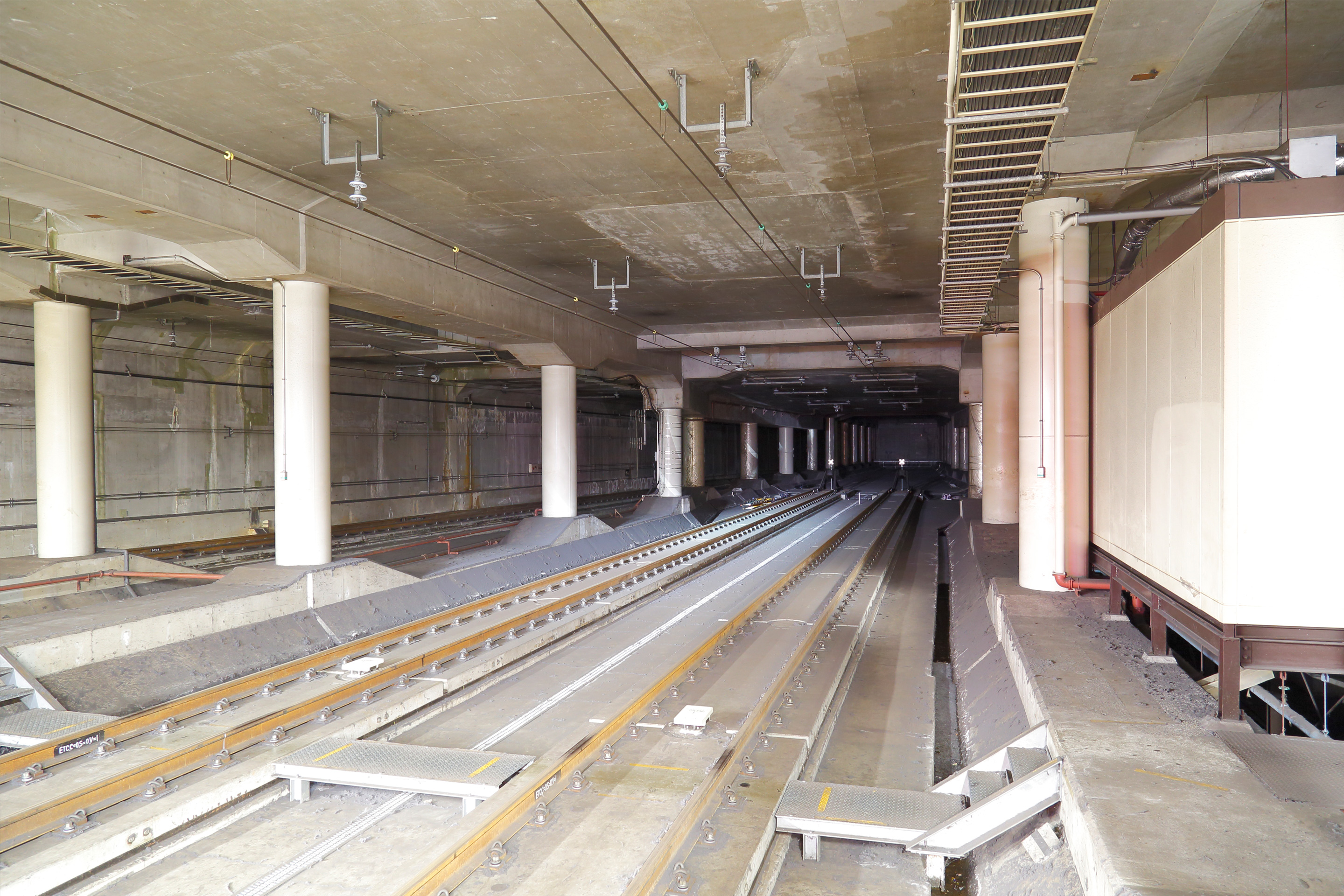
車止め側の長時間露光（2013年）
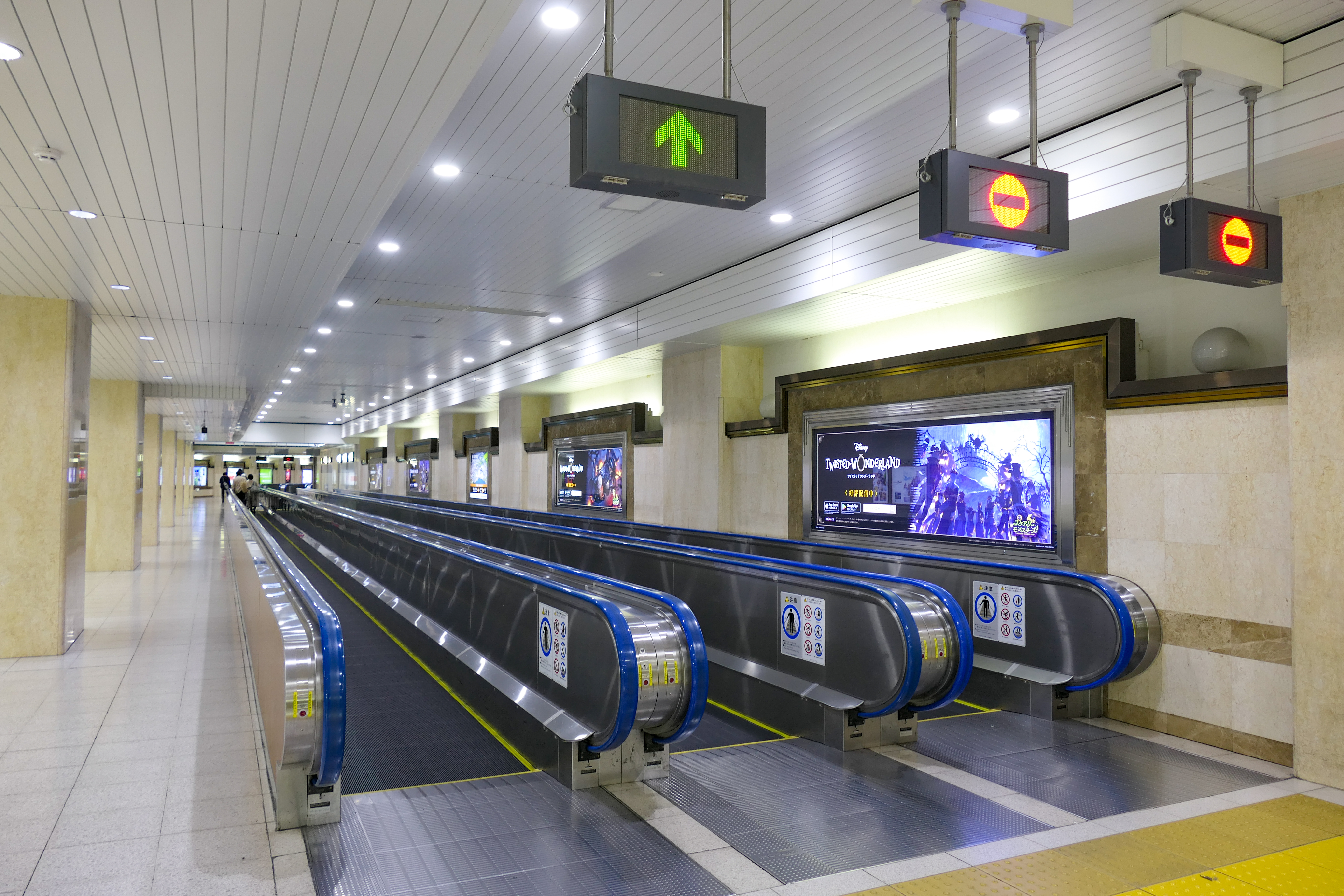
京葉地下通路（2021年10月）

#### のりば

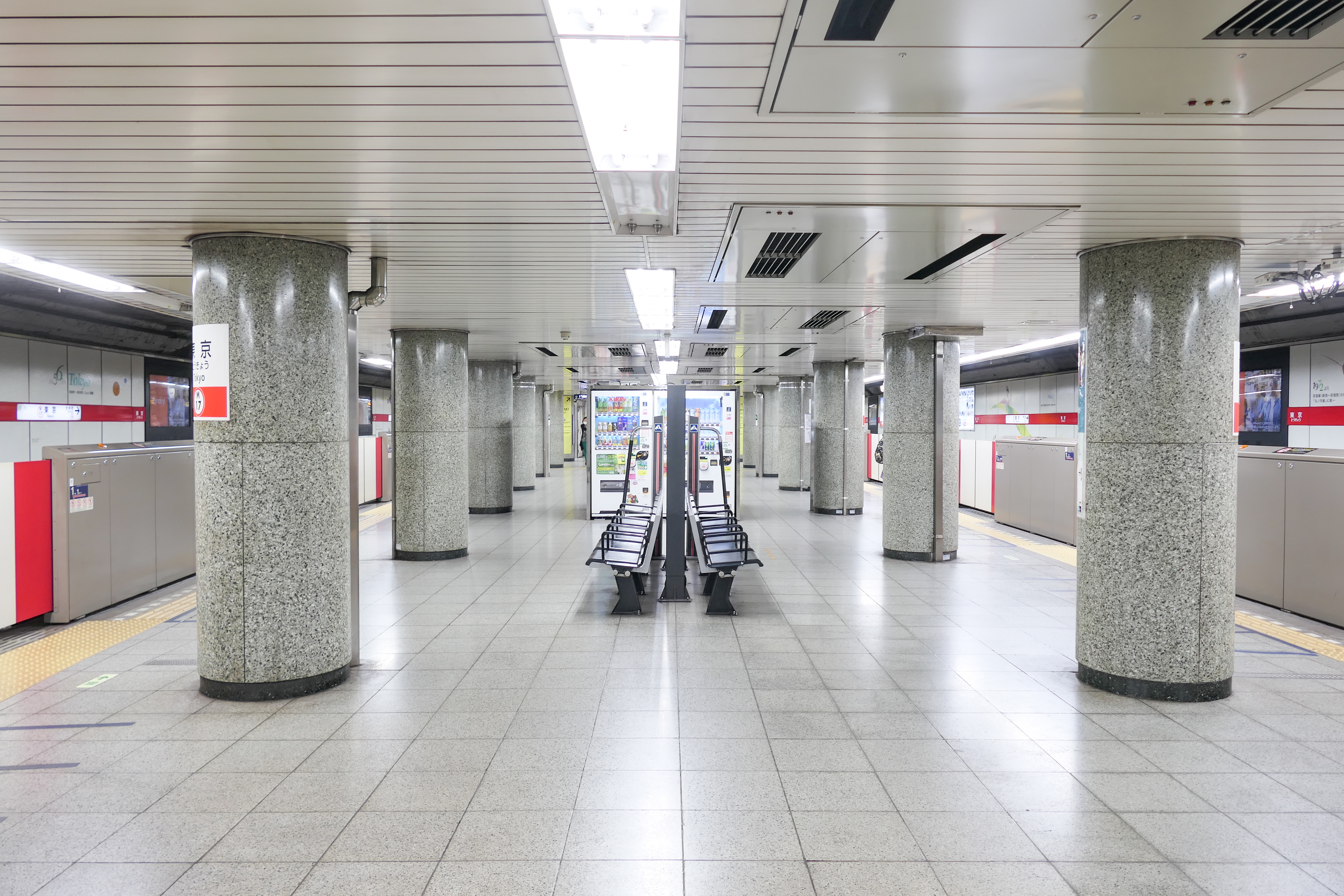
ホーム（2022年7月）

以上のように、高架・地上・地下の全ホームで計11面22線のホームがあり、JR東日本の駅では最多のホーム数である。
| 番線                  | 路線               | 方向          | 行先 | 備考                                           |
| --------------------- | ------------------ | ------------- | --- | ---------------------------------------------- |
| 在来線 地上ホーム     |                    |               | |                                                |
| 1・2                  | 中央線             | 下り          | 御茶ノ水・新宿・立川方面 □特急「あずさ」・「かいじ」                                                                 |                                                |
| 3                     | 京浜東北線         | 北行          | 上野・大宮方面 |                                                |
| 4                     | 山手線             | 内回り        | 上野・池袋方面 |                                                |
| 5                     | 山手線             | 外回り        | 品川・渋谷方面 |                                                |
| 6                     | 京浜東北線         | 南行          | 蒲田・関内方面 |                                                |
| 7・8                  | 常磐線             | 下り （北行） | 上野・大宮・宇都宮・高崎・水戸方面 □常磐線特急「ひたち」・「ときわ」                                                 | 朝・深夜帯は交互発着 それ以外の時間は主に7番線 |
| 7・8                  | 宇都宮線           | 下り （北行） | 上野・大宮・宇都宮・高崎・水戸方面 □常磐線特急「ひたち」・「ときわ」                                                 | 朝・深夜帯は交互発着 それ以外の時間は主に7番線 |
| 7・8                  | 高崎線             | 下り （北行） | 上野・大宮・宇都宮・高崎・水戸方面 □常磐線特急「ひたち」・「ときわ」                                                 | 朝・深夜帯は交互発着 それ以外の時間は主に7番線 |
| 7・8                  | 上野東京ライン     | 下り （北行） | 上野・大宮・宇都宮・高崎・水戸方面 □常磐線特急「ひたち」・「ときわ」                                                 | 朝・深夜帯は交互発着 それ以外の時間は主に7番線 |
| 9・10                 | 東海道線           | 下り （南行） | 品川・横浜・小田原・熱海・伊東方面 □特急「（サフィール）踊り子」「湘南」 □寝台特急「サンライズ出雲・サンライズ瀬戸」 | 当駅始発の一部列車は8番線から発車              |
| JR東日本 新幹線ホーム |                    |               | |                                                |
| 20 - 23               | 東北・北海道新幹線 | 下り          | 宇都宮・郡山・福島・仙台・盛岡・新青森・新函館北斗方面                                                               |                                                |
| 20 - 23               | 秋田新幹線         | 下り          | 角館・大曲・秋田方面                                                                                                 |                                                |
| 20 - 23               | 山形新幹線         | 下り          | 福島・山形・新庄方面                                                                                                 |                                                |
| 20 - 23               | 上越新幹線         | 下り          | 高崎・越後湯沢・新潟方面                                                                                             |                                                |
| 20 - 23               | 北陸新幹線         | 下り          | 軽井沢・長野・金沢・敦賀方面                                                                                         |                                                |
| 総武地下ホーム        |                    |               | |                                                |
| 1・2                  | 横須賀線           | 下り          | 横浜・鎌倉方面 □特急「しおさい」「成田エクスプレス」                                                                 | 特急「しおさい」は2番線から発車                |
| 3・4                  | 総武線（快速）     | 下り          | 市川・千葉方面 □特急「成田エクスプレス」                                                                             | 当駅始発の一部列車は2番線から発車              |
| 京葉地下ホーム        |                    |               | |                                                |
| 1 - 4                 | 京葉線             | 下り          | 舞浜・海浜幕張・蘇我方面 □特急「さざなみ」「わかしお」                                                               |                                                |
| 1 - 4                 | 武蔵野線           | 下り          | 舞浜・西船橋方面 |                                                |

- 特急「踊り子」「サフィール踊り子」「湘南」、寝台特急「サンライズ出雲」「サンライズ瀬戸」などは基本的に9番線から発車する。
- 京葉線のホームは概ね列車によって番線が使い分けられており、1番線は特急列車、2番線は武蔵野線電車、3・4番線は京葉線電車が使用することが多いが、全てがこの通りに発着するわけではない。
- 東海道線・上野東京ラインホームは、基本的に宇都宮・高崎線系統が7番線（上野方面）・10番線（品川方面）、常磐線系統及び当駅始発列車群が8番線（上野方面、当駅始発品川方面の一部）・9番線（品川方面）に発着する列車が多いが、ダイヤの関係で違うホームを使用する列車もある。
- 東海道線・上野東京ラインホーム、総武地下ホームはそれぞれ元々終端駅だった関係から、両線ともに両方向からそれぞれの4本全てのホームへ入線および出発が可能。総武地下ホームでは、総武快速線の横須賀線へ直通しない列車のうち、上り線から一番遠い下り4番線に入線して折り返す定期列車などもある。
- 当駅で夜間外泊が組まれているのは、中央線・京葉線・総武快速線・横須賀線の4路線。

配線図
| ← 錦糸町・千葉 ・成田空港・ 蘇我 方面 | JR東日本 東京駅総武地下ホーム 鉄道配線略図 | → 横浜・大船・ 久里浜 方面 |
| 凡例 出典: * 以下を参考に作成。 ** 祖田圭介、「特集 旅客ターミナル構内配線図鑑」、電気車研究会、『鉄道ピクトリアル』、第60巻1号（通巻第828号） 2010年1月号「【特集】旅客ターミナル」、20頁、「図1-1 東京駅の配線」。 |                                            |                            |

##### 発車メロディ
2025年7月1日現在、在来線全ホームでJR東日本自社管理の発車メロディが使用されている。
| 1         | 中央快速線           | JRE-IKST-016-02 |
| 2         | 中央快速線           | JRE-IKST-016-01 |
| 3         | 京浜東北線           | JRE-IKST-007-01 |
| 4         | 山手線               | JRE-IKST-010-01 |
| 5         | 山手線               | JRE-IKST-010-02 |
| 6         | 京浜東北線           | JRE-IKST-007-02 |
| 7         | 上野東京ライン       | JRE-IKST-021-01 |
| 8         | 上野東京ライン       | JRE-IKST-013-02 |
| 9         | 東海道線             | JRE-IKST-013-01 |
| 10        | 東海道線             | JRE-IKST-021-02 |
| 総武地下1 | 横須賀線             | JRE-IKST-015-01 |
| 総武地下2 | 横須賀線・総武快速線 | JRE-IKST-005-01 |
| 総武地下3 | 横須賀線・総武快速線 | JRE-IKST-005-02 |
| 総武地下4 | 総武快速線           | JRE-IKST-015-02 |
| 京葉地下1 | 京葉線               | JRE-IKST-004-02 |
| 京葉地下2 | 京葉線               | JRE-IKST-004-01 |
| 京葉地下3 | 京葉線               | JRE-IKST-001-02 |
| 京葉地下4 | 京葉線               | JRE-IKST-001-01 |

### JR東海
JR東海東海道新幹線はJR東日本の新幹線の隣の東側（八重洲寄り）にあり、その部分は自社管理区域となっていて標識のフォーマット、各種宣伝や広告などもJR東海のものが使用されている。
専用改札口は八重洲改札と、JR東日本の新幹線と並んで設置されている日本橋改札他全部で5か所がある。丸の内側からはJR東日本の在来線改札内経由（中間改札）で改札内に入れる。八重洲口を含めた出口・駅舎はJR東日本の所有のものを共同使用する形となっている。また一部の改札口には自動改札機が設置されていない。東海道新幹線とJR東日本の新幹線とを直接繋ぐ乗換口もあるが、JR他社同士で直通列車がなく、システムが統一されていないためICカード（EX-IC、Suicaなど）は利用できない（在来線乗換口を2度経由すれば利用可能）。
新幹線南乗換口の出改札業務、中央乗換口の出札業務は新幹線メンテナンス東海に委託している。
商業施設はホーム上にほぼ限られているが、2006年（平成18年）2月22日のJR東海社長の定例会見で「新幹線改札口を5か所から6か所に増やす」「内装や外装を全面的にリニューアルする」などの旨を明らかにし、2012年（平成24年）1月に完工、2月25日より「八重洲南口改札」として開設した。また、同時に「八重洲中央口改札」の名称が「八重洲中央北口改札」に変更された。
ホームの中央にエレベーターが1台設置されている。
14番 - 19番の全ホームにおいて、かつて起終点時のみ流れた「のぞみチャイム」を発車メロディとして使用している。

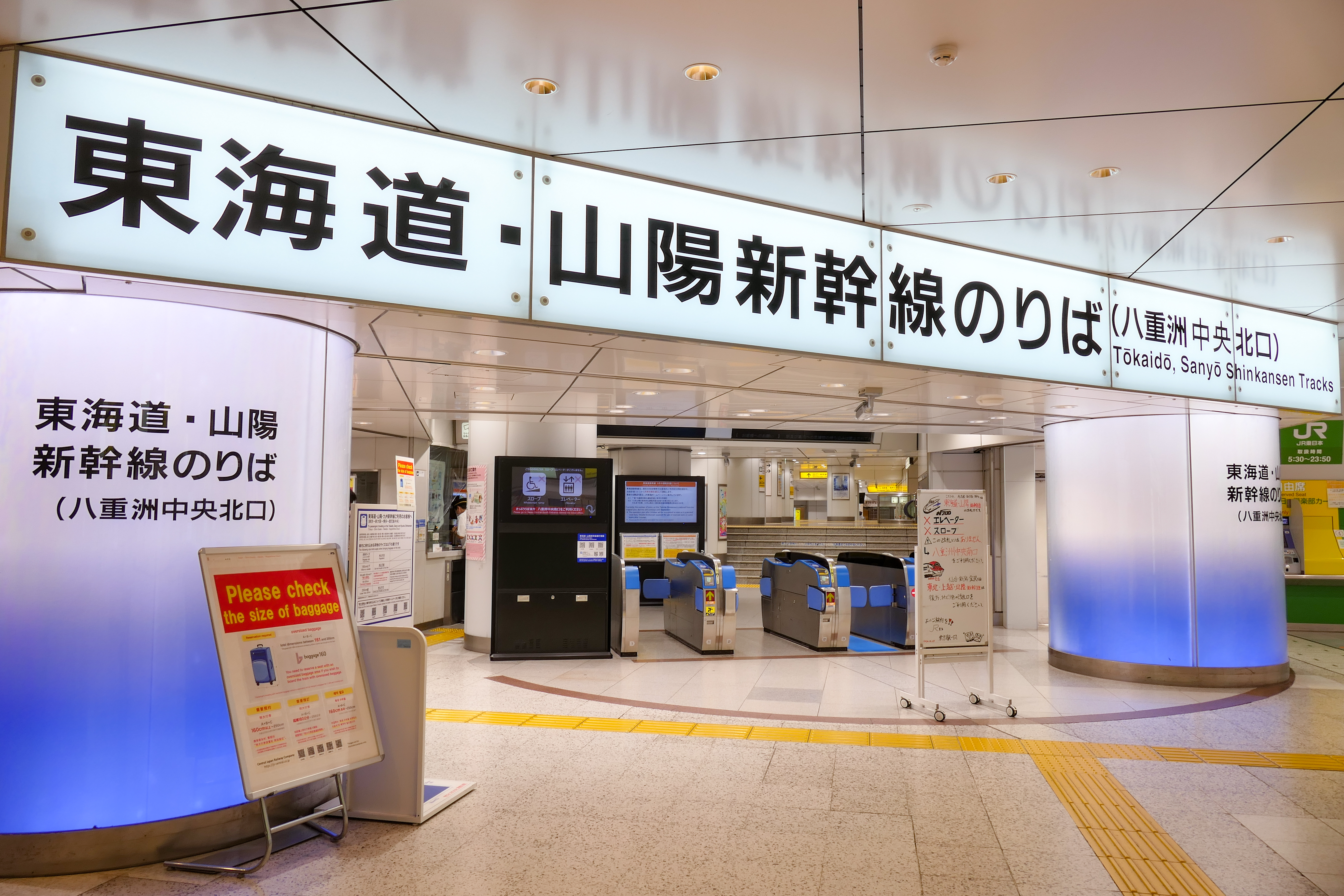
八重洲中央北口改札（2021年9月）
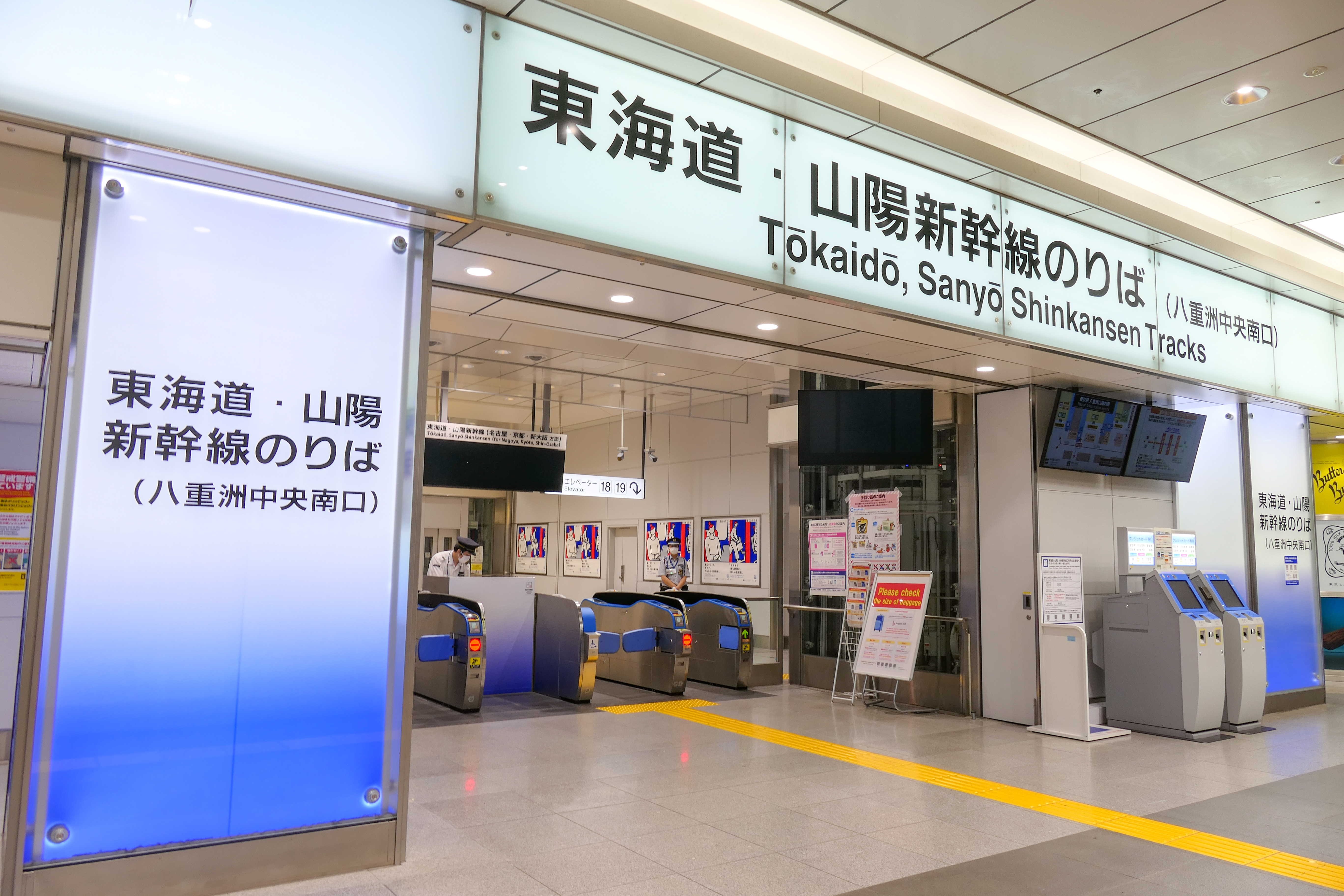
八重洲中央南口改札（2021年9月）
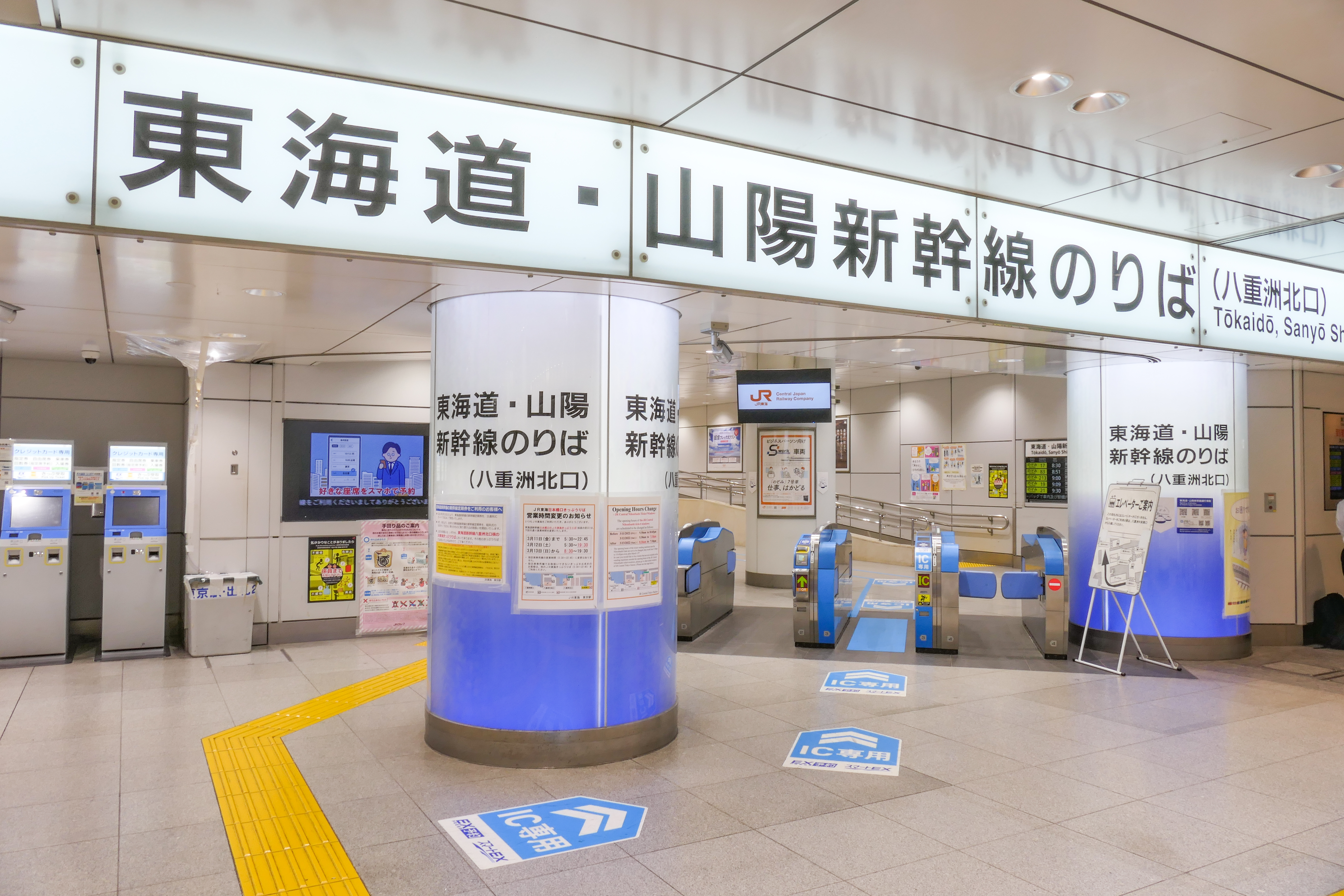
八重洲北口改札（2022年9月）
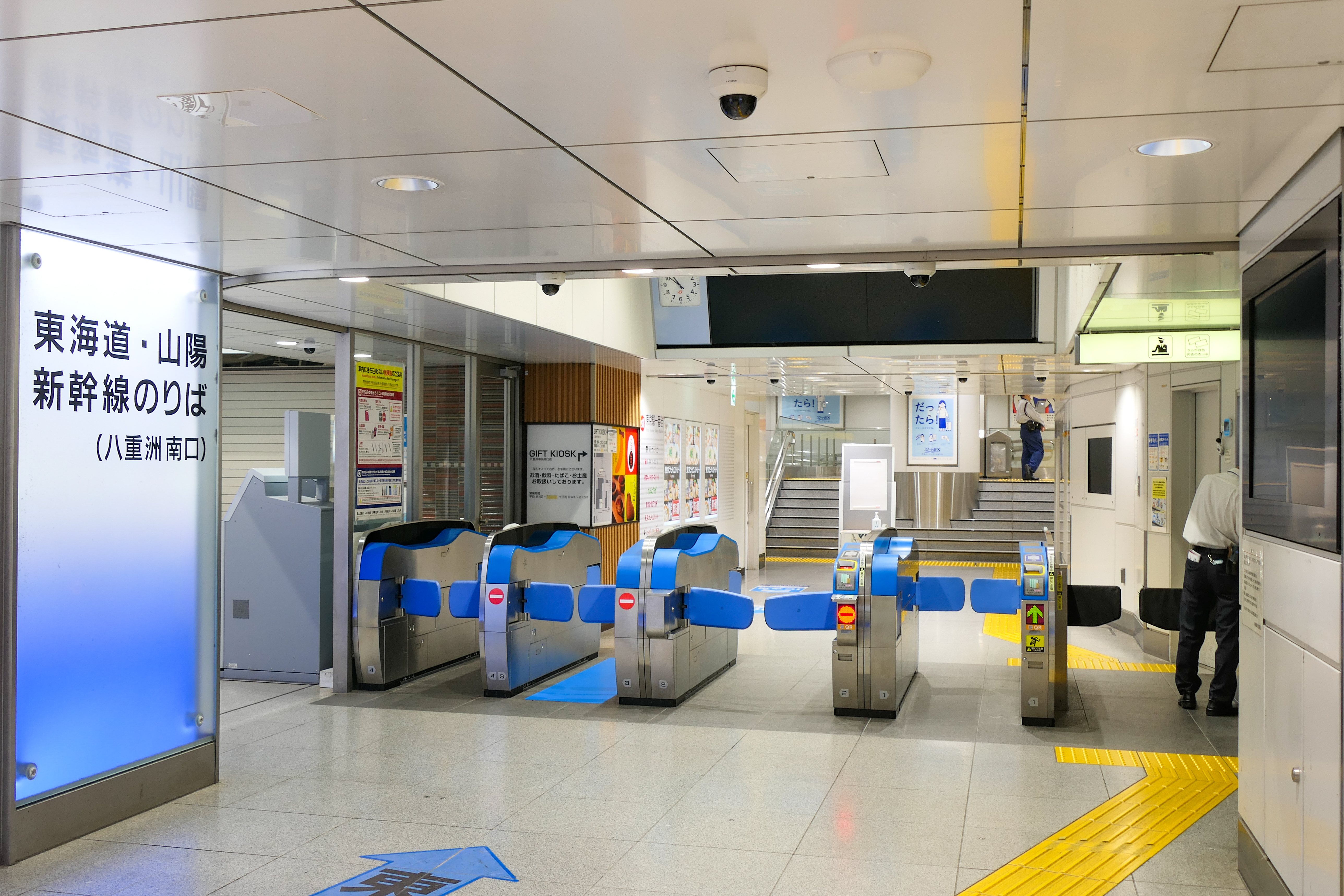
八重洲南口改札（2021年9月）
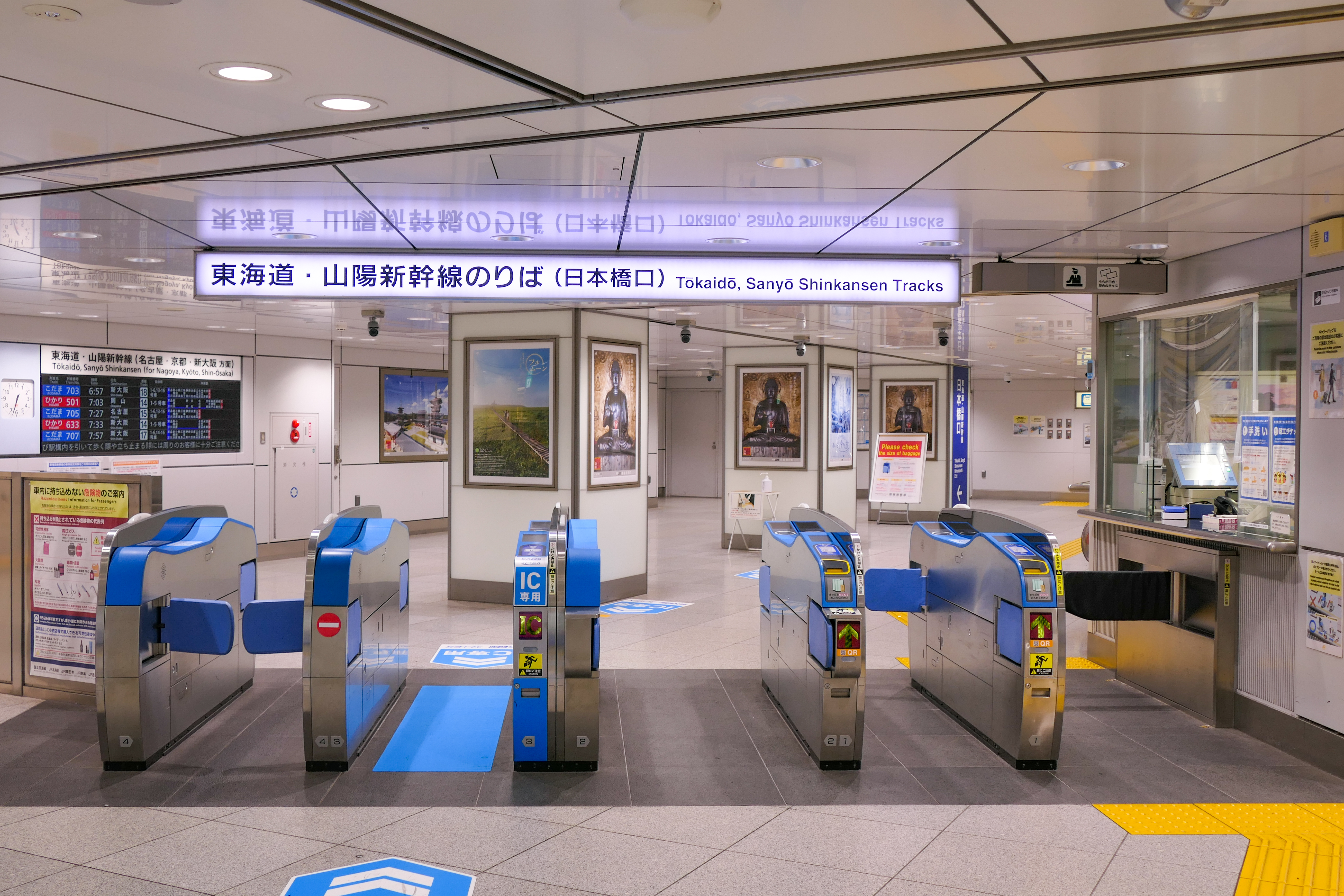
日本橋口改札（2021年9月）
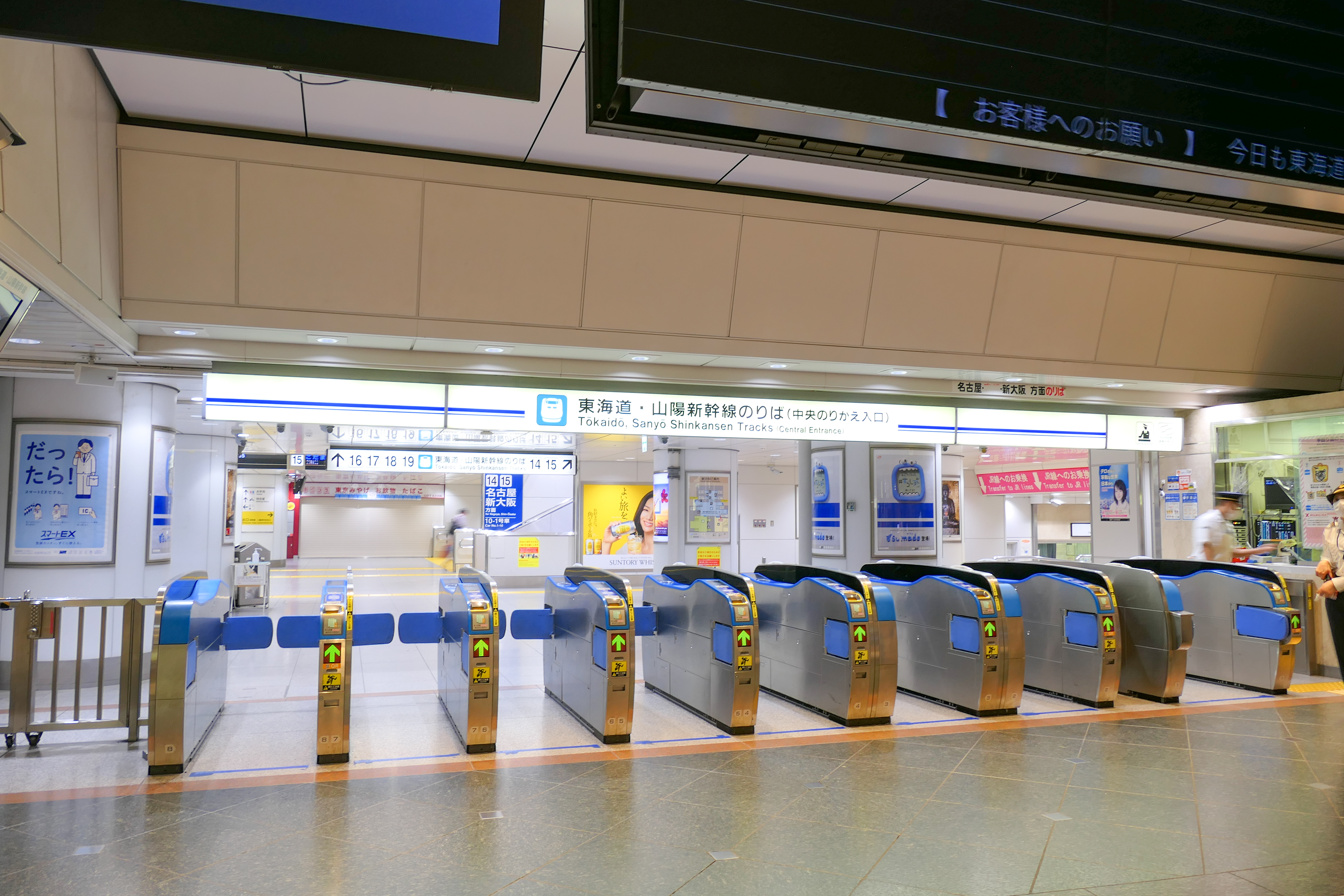
新幹線中央乗換改札（2021年9月）
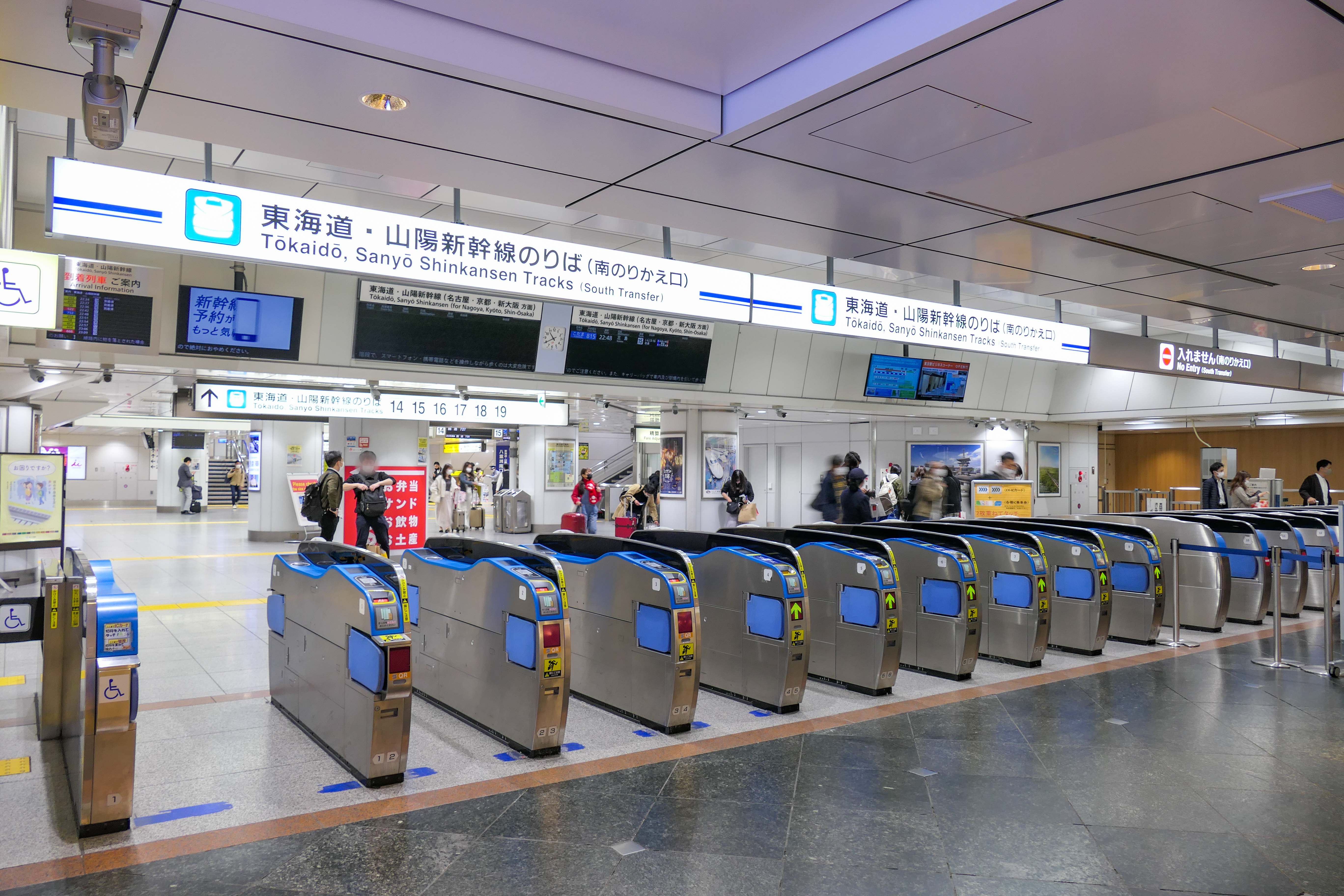
新幹線南乗換改札（2021年10月）
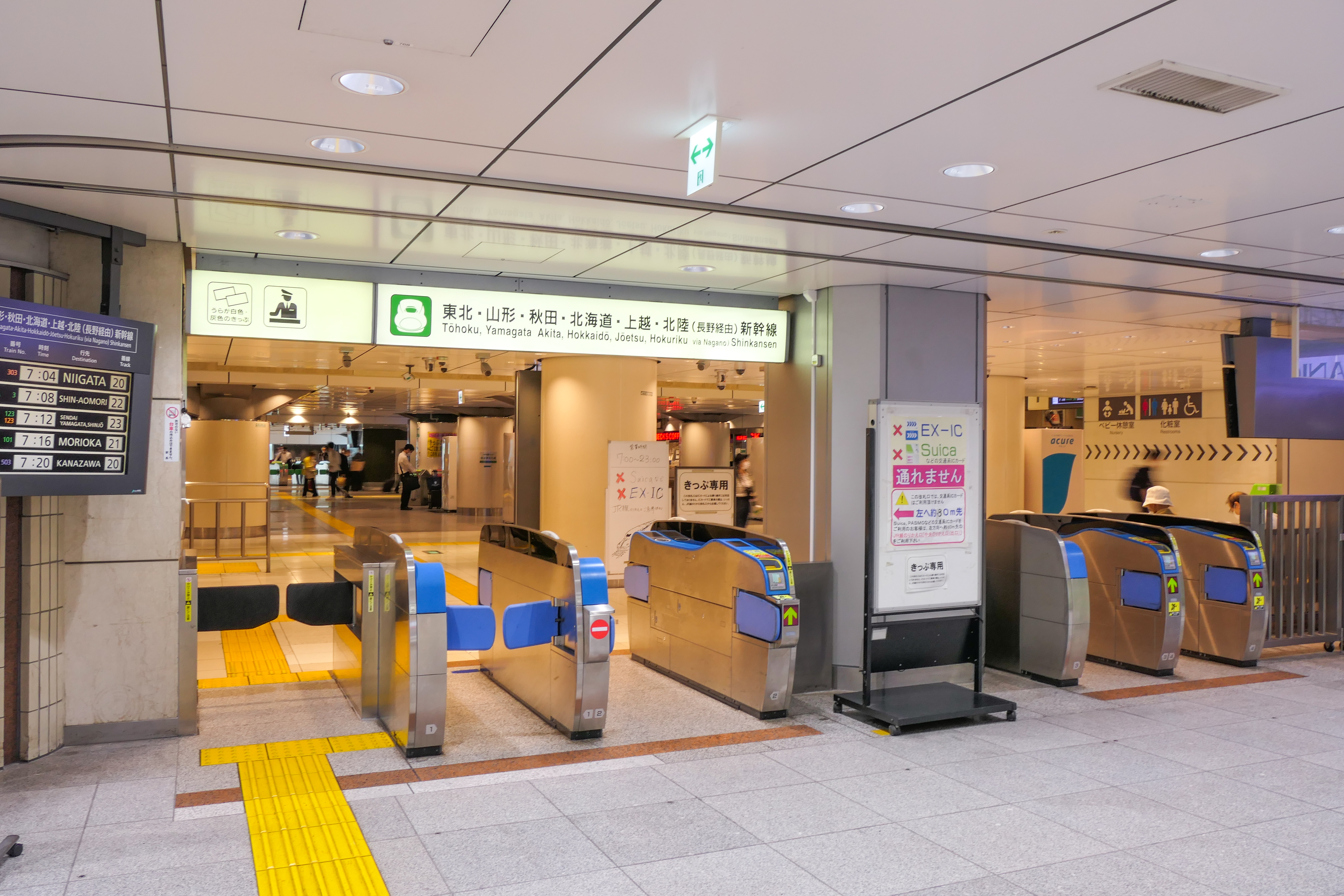
JR東海・東日本間の新幹線乗換改札（2021年9月）

島式3面6線の高架ホーム。このうち14番線は23番線のすぐ東にある。14・15番線は神田寄りが丸の内側へ湾曲しているが、これは後述するホームの変遷表でもわかるように、14・15番線は、かつて東海道本線のホームとして使用されていたためであり、在来線ホーム時代は、一部特急など、東北本線方面への旅客列車も乗り入れていた。前述したが、コンコースでは改良工事が行われている。
東海道新幹線開業にあたり、14・15番線は東海道新幹線ホームに転用されることとなったが、旧来の構造を活かし、将来的には東北新幹線との共用使用や、東北新幹線との直通運転も想定されていたとされる。
0キロポストの他、記念モニュメントも複数ある。18・19番線の8号車乗車位置付近のホーム中央床面には起点と方位を示すレリーフが、同ホーム南端には十河信二のレリーフと座右の銘「一花開天下春」があしらわれた建設碑が、同ホームの下、中央乗換口（新幹線改札内）の東端壁面には「東海道新幹線 この鉄道は日本国民の叡智と努力によって完成された」と記された銘版がある。

#### のりば
| 番線    | 路線         | 行先             |
| ------- | ------------ | ---------------- |
| 14 - 19 | 東海道新幹線 | 新大阪・博多方面 |

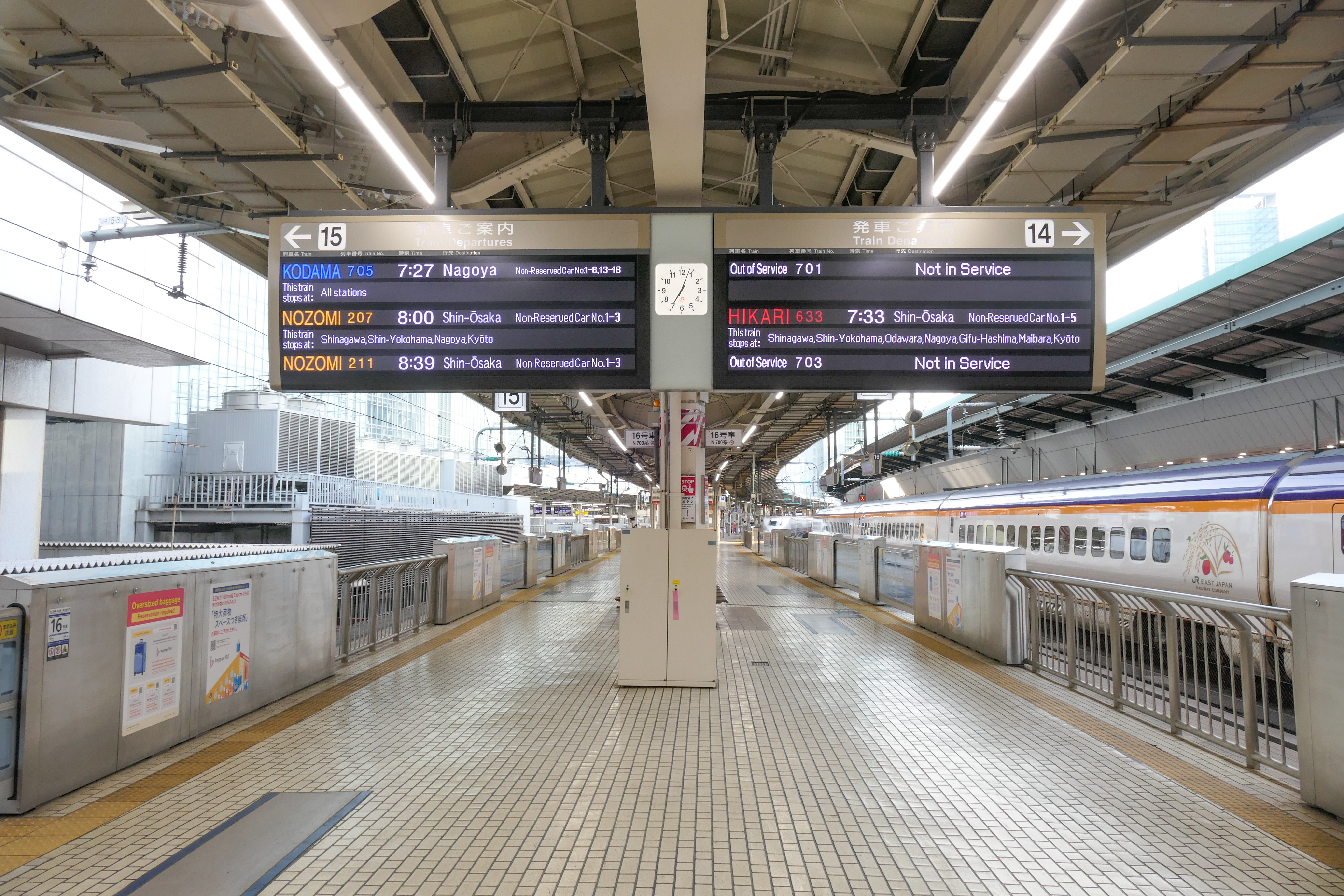
14・15番線ホーム（2021年9月）
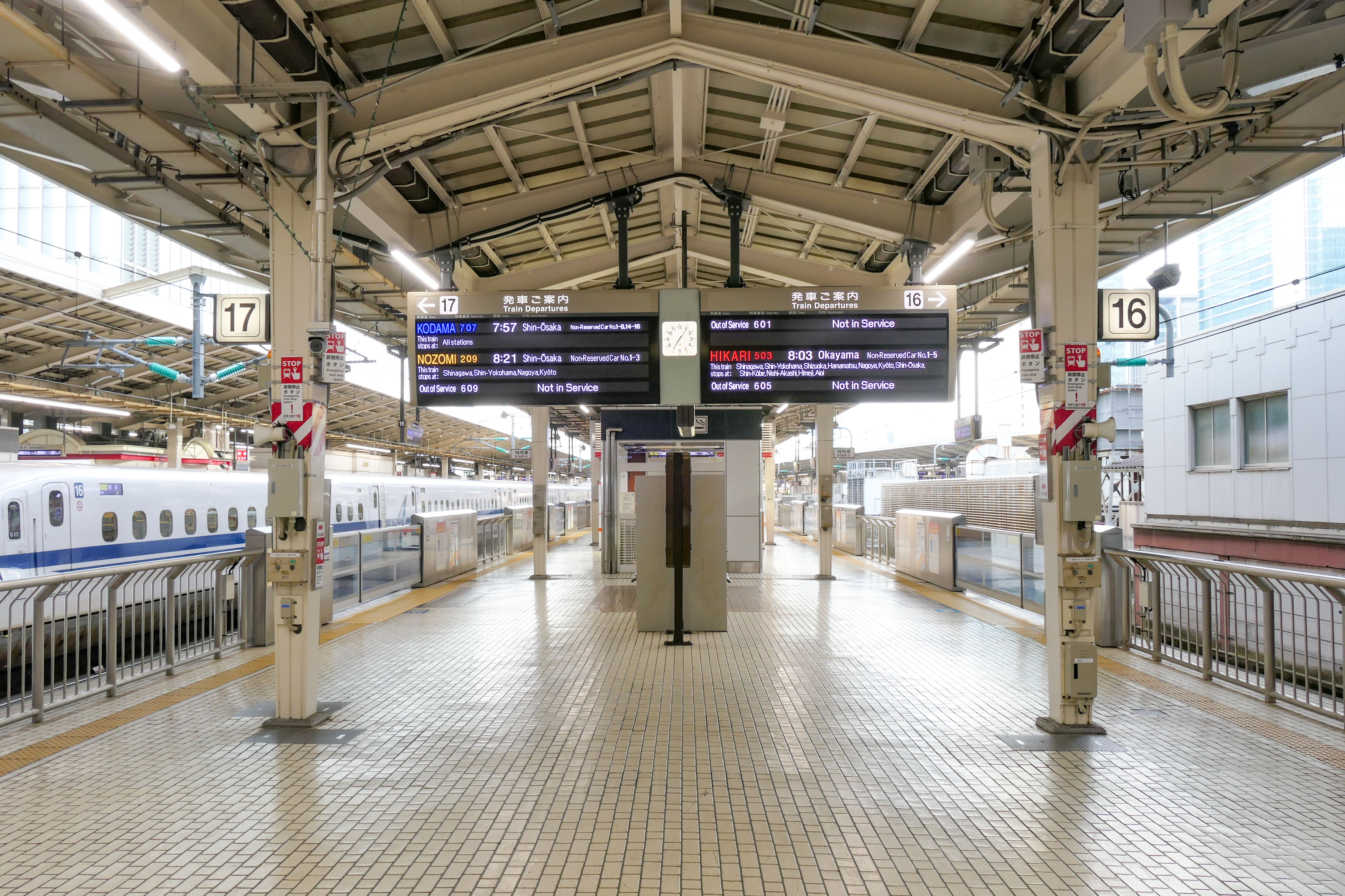
16・17番線ホーム（2021年9月）
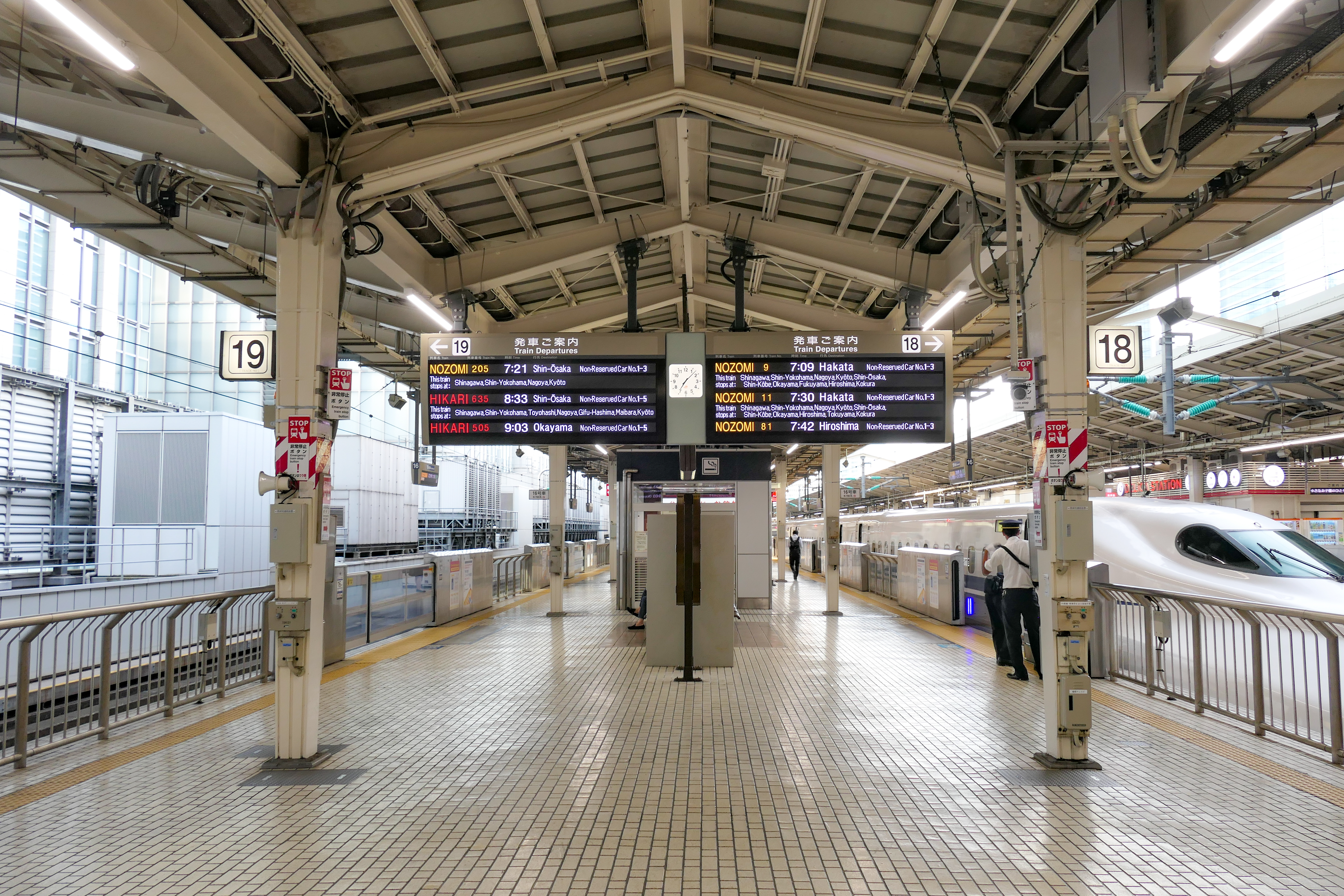
18・19番線ホーム（2021年9月）
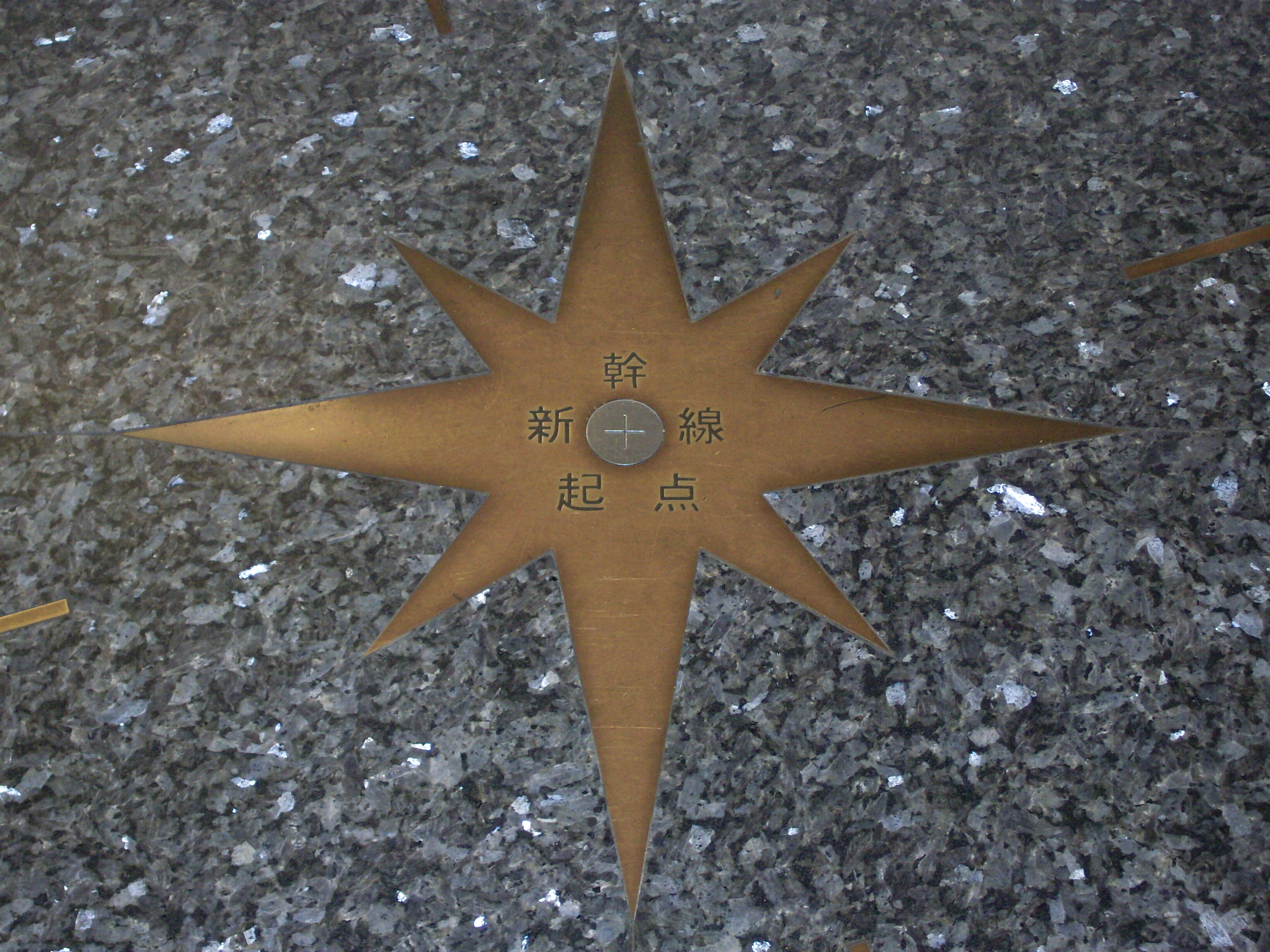
東海道新幹線ホーム上の0キロポスト
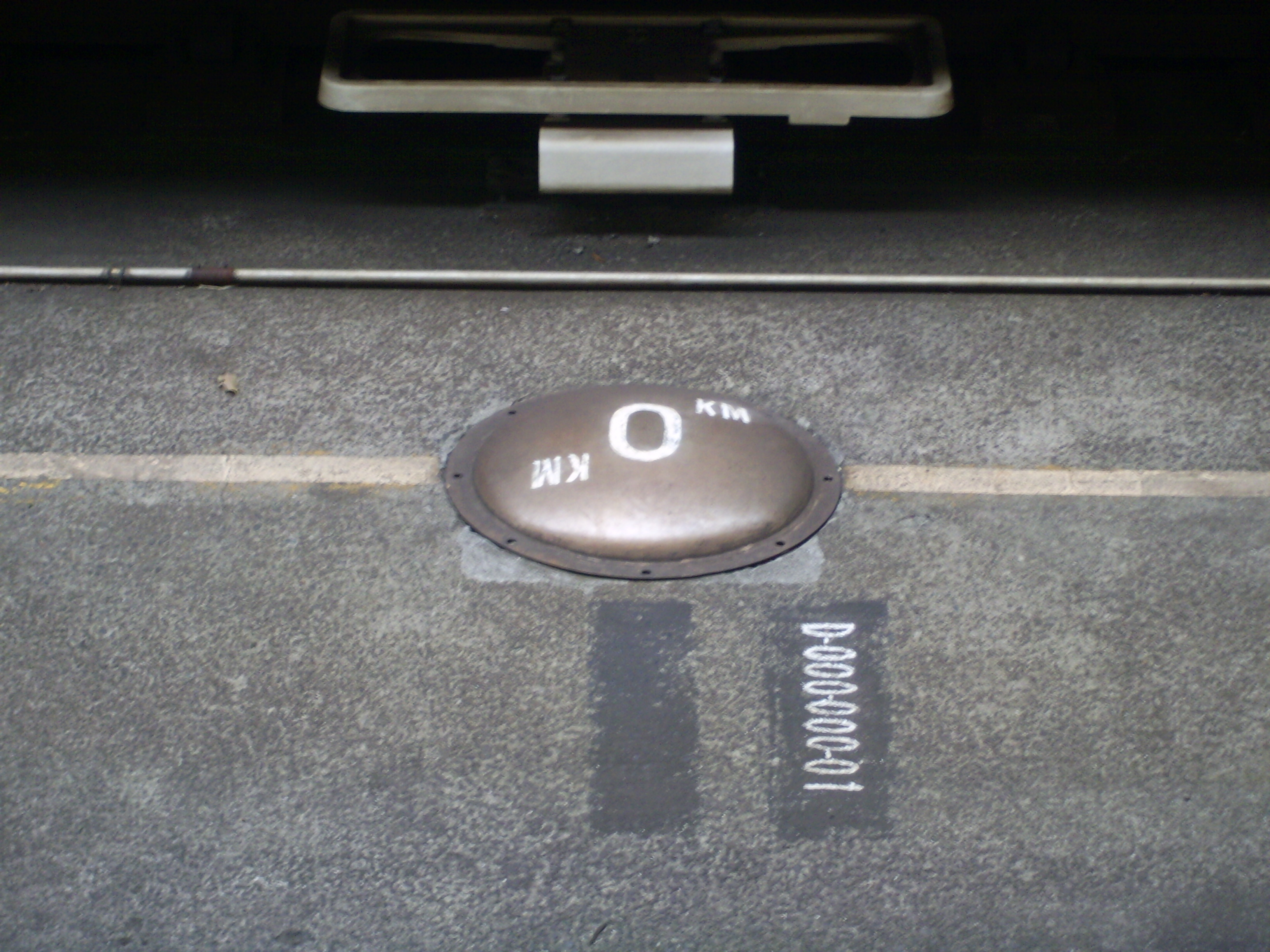
東海道新幹線線路上の0キロポスト
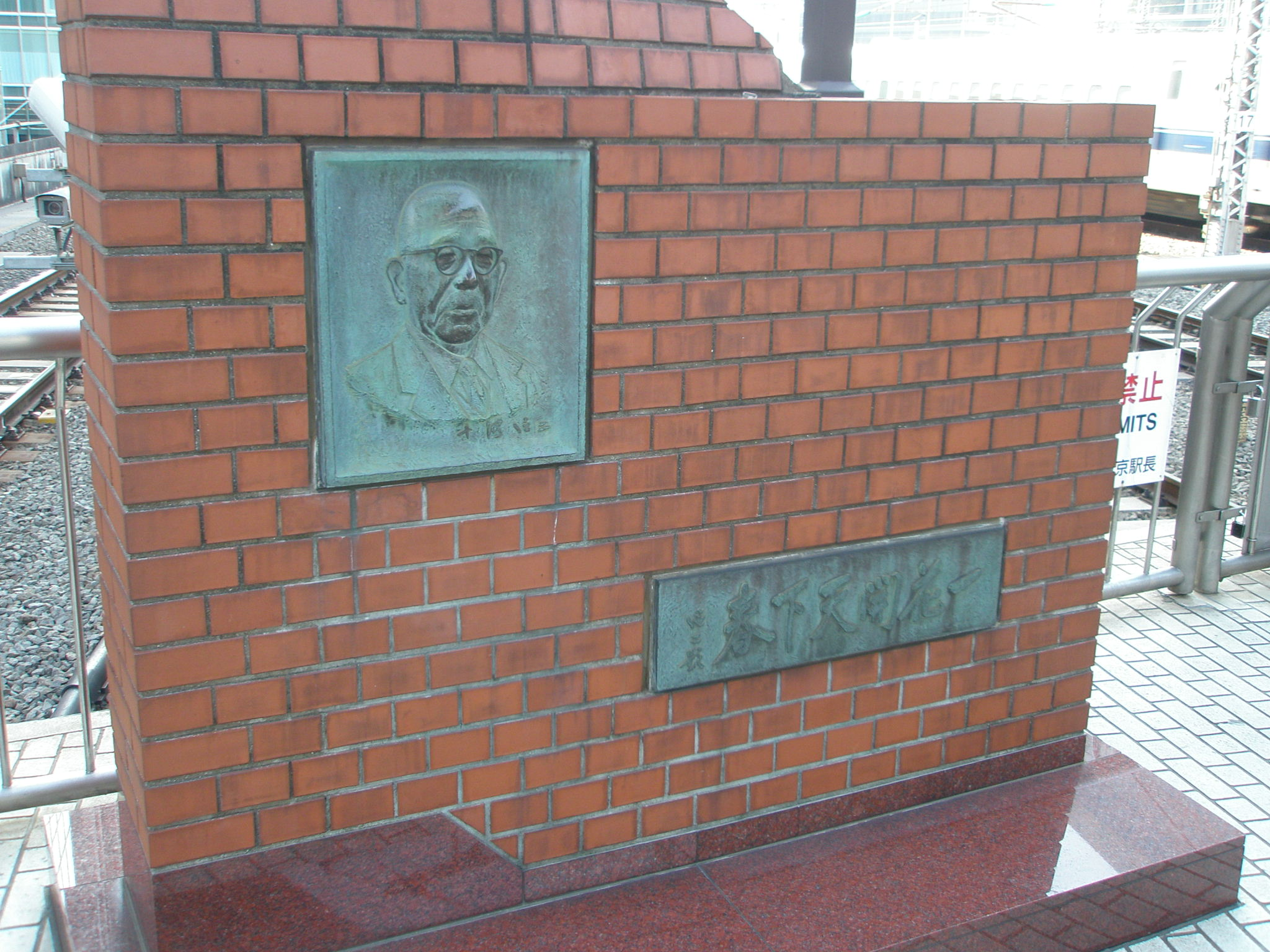
18・19番線ホーム南端にある十河信二の記念碑

### 東京メトロ
丸の内側に位置する島式ホーム1面2線を有する地下駅で、比較的地下浅い所にある。八重洲側へは、JRの北側自由通路を通るのが既存の最短ルートであるが、八重洲南口方面へは同ルートはやや迂回する形の経路となる。1990年（平成2年）12月15日に本格的な自動改札機を導入した。1993年（平成5年）11月には、御茶ノ水駅から定期券売り場が移転したが、2021年（令和3年）2月11日をもって閉鎖された。
2008年（平成20年）春に、ホームの側壁に女子美術大学の非常勤講師2名によるデザインのアートウォール「自由に走る丸ノ内線」が設置された。コンセプトは「歴史と自然とトレンドの融合」で、営団500形電車で使われていた銀色のサインウェーブを下部に再現するとともに自由に飛ぶ鳥を随所に設置した。
当駅は「東京地域」として駅を管理しているが、駅務管区所在駅は当駅ではなく後楽園駅である。

#### のりば
| 番線 | 路線     | 行先             |
| ---- | -------- | ---------------- |
| 1    | 丸ノ内線 | 荻窪・方南町方面 |
| 2    | 丸ノ内線 | 池袋方面         |

- ホーム（2022年7月）

#### 発車メロディ
ワンマン運転開始に伴い、スイッチ制作の発車メロディ（発車サイン音）が導入されている。
曲は1番線が『らくらく乗降』（串田亨作曲）、2番線が『夢心地』（福嶋尚哉作曲）である。

#### 出口
| 出口名称 | 位置                                   | 接続改札 | 備考                          |
| -------- | -------------------------------------- | -------- | ----------------------------- |
| M1       | 北緯35度40分50.2秒 東経139度45分55.0秒 | 中央改札 |                               |
| M2       | 北緯35度40分49.8秒 東経139度45分52.2秒 | 中央改札 |                               |
| M3       | ビル直結                               | 中央改札 |                               |
| M4       | 北緯35度40分53.2秒 東経139度45分51.4秒 | 中央改札 | エレベーターあり              |
| M5       | 東京メトロ千代田線二重橋前駅へ         | 中央改札 |                               |
| M6       | 東京メトロ千代田線二重橋前駅へ         | 中央改札 |                               |
| M7       | 北緯35度40分55.2秒 東経139度45分52.0秒 | 中央改札 |                               |
| M8       | 北緯35度40分57.4秒 東経139度45分54.9秒 | 北改札   |                               |
| M9       | 新丸ビル直結                           | 北改札   |                               |
| M10      | 北緯35度40分58.8秒 東経139度45分54.8秒 | 北改札   | エレベーターあり 時間制限あり |
| M11      | JR東京駅内にある                       | 北改札   |                               |
| M12      | JR東京駅内にある                       | 北改札   |                               |
| M13      | JR東京駅内にある                       | 北改札   |                               |
| M14      | JR東京駅内にある                       | 北改札   |                               |

### 国鉄・JR線地上ホームの変遷
以下の表は当駅地上ホームの変遷を記したものである。なお、下表に示す以外に工事等によりホームが一時的に撤去されている場合もある。
| 時期              | 第01ホーム         | 第1ホーム                                 | 回送線  | 第2ホーム                                          | 第3ホーム                                                                     | 第4ホーム                                                            | 第5ホーム                                                 | 回送線              | 第6ホーム                                                 | 第7ホーム                       | 回送線         | 第8ホーム                       | 第9ホーム                       |
| ----------------- | ------------------ | ----------------------------------------- | ------- | -------------------------------------------------- | ----------------------------------------------------------------------------- | -------------------------------------------------------------------- | --------------------------------------------------------- | ------------------- | --------------------------------------------------------- | ------------------------------- | -------------- | ------------------------------- | ------------------------------- |
| 1914年 12月20日 - | 未設置             | 1・2番線 ■電車線（山手線）                | ■回送線 | 3・4番線 ■電車線（京浜線）                         | 5・6番線 ■列車線                                                              | 7・8番線 ■列車線                                                     | 未設置                                                    | 未設置              | 未設置                                                    | 未設置                          | 未設置         | 未設置                          | 未設置                          |
| 1919年 3月1日 -   | 未設置             | 1・2番線 ■中央本線 ■山手線                | ■回送線 | 3・4番線 ■電車線（京浜線）                         | 5・6番線 ■列車線                                                              | 7・8番線 ■列車線                                                     | 未設置                                                    | 未設置              | 未設置                                                    | 未設置                          | 未設置         | 未設置                          | 未設置                          |
| 1925年 4月26日 -  | 未設置             | 1・2番線 ■中央本線                        | ■回送線 | 3・4番線 ■京浜線 ■山手線                           | 5・6番線 ■東海道本線到着 ■横須賀線発着                                        | 7・8番線 ■東海道本線出発                                             | 未設置                                                    | 未設置              | 未設置                                                    | 未設置                          | 未設置         | 未設置                          | 未設置                          |
| 1942年 9月25日 -  | 未設置             | 1・2番線 ■中央本線                        | ■回送線 | 3・4番線 ■京浜線 ■山手線                           | 5・6番線 ■東海道本線到着 ■横須賀線発着                                        | 7・8番線 ■東海道本線                                                 | 9・10番線 ■東海道本線                                     | 11・12番線 ■回送線  | 未設置                                                    | 未設置                          | 未設置         | 未設置                          | 未設置                          |
| 1953年 7月1日 -   | 未設置             | 1・2番線 ■中央本線                        | ■回送線 | 3・4番線 ■京浜線 ■山手線                           | 5・6番線 ■東海道本線到着 ■横須賀線発着                                        | 7・8番線 ■東海道本線                                                 | 9番線 ■東海道本線 10番線 使用停止                         | 11・12番線 使用停止 | 未設置                                                    | 14・15番線 ■東海道本線          | 16番線 ■回送線 | 未設置                          | 未設置                          |
| 1953年 9月1日 -   | 未設置             | 1・2番線 ■中央本線                        | ■回送線 | 3・4番線 ■京浜線 ■山手線                           | 5・6番線 ■東海道本線                                                          | 7・8番線 使用停止                                                    | 9番線 使用停止 10番線 ■東海道本線                         | 11番線 ■回送線      | 12番線 ■東海道本線 （湘南電車） 13番線 ■横須賀線          | 14・15番線 ■東海道本線          | 16番線 ■回送線 | 未設置                          | 未設置                          |
| 1953年 11月1日 -  | 未設置             | 1・2番線 ■中央本線                        | ■回送線 | 3・4番線 ■京浜線 ■山手線                           | 5・6番線 使用停止                                                             | 7・8番線 使用停止                                                    | 9・10番線 ■東海道本線                                     | 11番線 ■回送線      | 12番線 ■東海道本線 （湘南電車） 13番線 ■横須賀線          | 14・15番線 ■東海道本線          | 16番線 ■回送線 | 未設置                          | 未設置                          |
| 1954年 3月30日 -  | 未設置             | 1・2番線 ■中央本線                        | ■回送線 | 3番線 ■京浜東北線北行 ■山手線内回り 4番線 使用停止 | 5番線 使用停止 6番線 ■京浜東北線南行 ■山手線外回り                            | 7・8番線 使用停止                                                    | 9・10番線 ■東海道本線                                     | 11番線 ■回送線      | 12番線 ■東海道本線 （湘南電車） 13番線 ■横須賀線          | 14・15番線 ■東海道本線          | 16番線 ■回送線 | 未設置                          | 未設置                          |
| 1954年 4月15日 -  | 未設置             | 1・2番線 ■中央本線                        | ■回送線 | 3番線 ■京浜東北線北行 ■山手線内回り 4番線 使用停止 | 5番線 使用停止 6番線 ■京浜東北線南行 ■山手線外回り                            | 7番線 ■常磐線 8番線 使用停止                                         | 9・10番線 ■東海道本線                                     | 11番線 ■回送線      | 12番線 ■東海道本線 （湘南電車） 13番線 ■横須賀線          | 14・15番線 ■東海道本線          | 16番線 ■回送線 | 未設置                          | 未設置                          |
| 1956年 5月4日 -   | 未設置             | 1・2番線 ■中央本線                        | ■回送線 | 3番線 ■京浜東北線北行 ■山手線内回り 4番線 使用停止 | 5番線 ■京浜東北線南行 ■山手線外回り 6番線 使用停止                            | 7番線 ■常磐線 8番線 使用停止                                         | 9・10番線 ■東海道本線                                     | 11番線 ■回送線      | 12番線 ■東海道本線 （湘南電車） 13番線 ■横須賀線          | 14・15番線 ■東海道本線          | 16番線 ■回送線 | 未設置                          | 未設置                          |
| 1956年 11月19日 - | 未設置             | 1・2番線 ■中央本線                        | ■回送線 | 3番線 ■京浜東北線北行 4番線 ■山手線内回り          | 5番線 ■山手線外回り 6番線 ■京浜東北線南行                                     | 7番線 ■東海道本線 ■東北・高崎・常磐線 8番線 ■東海道本線              | 9・10番線 ■東海道本線                                     | 11番線 ■回送線      | 12番線 ■東海道本線 （湘南電車） 13番線 ■横須賀線          | 14・15番線 ■東海道本線          | 16番線 ■回送線 | 未設置                          | 未設置                          |
| 1957年 7月14日 -  | 未設置             | 1・2番線 ■中央本線                        | 廃止    | 3番線 ■京浜東北線北行 4番線 ■山手線内回り          | 5番線 ■山手線外回り 6番線 ■京浜東北線南行                                     | 7番線 ■東海道本線 ■東北・高崎・常磐線 8番線 ■東海道本線              | 9・10番線 ■東海道本線                                     | 11番線 ■回送線      | 12番線 ■東海道本線 （湘南電車） 13番線 ■横須賀線          | 14・15番線 ■東海道本線          | 16番線 ■回送線 | 未設置                          | 未設置                          |
| 1961年 10月1日 -  | 未設置             | 1・2番線 ■中央本線                        | 廃止    | 3番線 ■京浜東北線北行 4番線 ■山手線内回り          | 5番線 ■山手線外回り 6番線 ■京浜東北線南行                                     | 7番線 ■東海道本線 ■東北・高崎・常磐線 8番線 ■東海道本線 （湘南電車） | 9・10番線 ■東海道本線                                     | 11番線 ■回送線      | 12番線 ■東海道本線 13番線 ■横須賀線                       | 14・15番線 ■東海道本線          | 16番線 ■回送線 | 未設置                          | 未設置                          |
| 1964年 10月1日 -  | 未設置             | 1・2番線 ■中央本線                        | 廃止    | 3番線 ■京浜東北線北行 4番線 ■山手線内回り          | 5番線 ■山手線外回り 6番線 ■京浜東北線南行                                     | 7番線 ■東海道本線 ■東北・高崎・常磐線 8番線 ■東海道本線 （湘南電車） | 9・10番線 ■東海道本線                                     | 11番線 ■回送線      | 12番線 ■東海道本線 13番線 ■横須賀線                       | 14・15番線 ■東海道本線          | 16番線 ■回送線 | 17番線 ■東海道新幹線            | 18・19番線 ■東海道新幹線        |
| 1965年 10月?日 -  | 未設置             | 1・2番線 ■中央本線                        | 廃止    | 3番線 ■京浜東北線北行 4番線 ■山手線内回り          | 5番線 ■山手線外回り 6番線 ■京浜東北線南行                                     | 7番線 ■東海道本線 ■東北・高崎・常磐線 8番線 ■東海道本線 （湘南電車） | 9・10番線 ■東海道本線                                     | 11番線 ■回送線      | 12番線 ■東海道本線 13番線 ■横須賀線                       | 14・15番線 ■東海道本線          | 廃止           | 17番線 ■東海道新幹線            | 18・19番線 ■東海道新幹線        |
| 1967年 3月10日 -  | 未設置             | 1・2番線 ■中央本線                        | 廃止    | 3番線 ■京浜東北線北行 4番線 ■山手線内回り          | 5番線 ■山手線外回り 6番線 ■京浜東北線南行                                     | 7番線 ■東海道本線 ■東北・高崎・常磐線 8番線 ■東海道本線 （湘南電車） | 9・10番線 ■東海道本線                                     | 11番線 ■回送線      | 12番線 ■東海道本線 13番線 ■横須賀線                       | 14・15番線 ■東海道本線          | 廃止           | 16・17番線 ■東海道新幹線        | 18・19番線 ■東海道新幹線        |
| 1972年 3月15日 -  | 未設置             | 1・2番線 ■中央本線                        | 廃止    | 3番線 ■京浜東北線北行 4番線 ■山手線内回り          | 5番線 ■山手線外回り 6番線 ■京浜東北線南行                                     | 7番線 ■東海道本線 ■東北・高崎・常磐線 8番線 ■東海道本線 （湘南電車） | 9・10番線 ■東海道本線                                     | 11番線 ■回送線      | 12番線 ■東海道本線 13番線 ■横須賀線                       | 14・15番線 ■東海道本線          | 廃止           | 16・17番線 ■東海道・ 山陽新幹線 | 18・19番線 ■東海道・ 山陽新幹線 |
| 1973年 4月1日 -   | 未設置             | 1・2番線 ■中央本線                        | 廃止    | 3番線 ■京浜東北線北行 4番線 ■山手線内回り          | 5番線 ■山手線外回り 6番線 ■京浜東北線南行                                     | 7・8番線 ■東海道本線 （湘南電車）                                    | 9・10番線 ■横須賀線                                       | 11番線 ■回送線      | 12・13番線 ■東海道本線                                    | 廃止                            | 廃止           | 16・17番線 ■東海道・ 山陽新幹線 | 18・19番線 ■東海道・ 山陽新幹線 |
| 1975年 7月18日 -  | 未設置             | 1・2番線 ■中央本線                        | 廃止    | 3番線 ■京浜東北線北行 4番線 ■山手線内回り          | 5番線 ■山手線外回り 6番線 ■京浜東北線南行                                     | 7・8番線 ■東海道本線 （湘南電車）                                    | 9・10番線 ■横須賀線                                       | 11番線 ■回送線      | 12・13番線 ■東海道本線                                    | 15番線 ■東海道・ 山陽新幹線     | 廃止           | 16・17番線 ■東海道・ 山陽新幹線 | 18・19番線 ■東海道・ 山陽新幹線 |
| 1979年 12月1日 -  | 未設置             | 1・2番線 ■中央本線                        | 廃止    | 3番線 ■京浜東北線北行 4番線 ■山手線内回り          | 5番線 ■山手線外回り 6番線 ■京浜東北線南行                                     | 7・8番線 ■東海道本線 （湘南電車）                                    | 9・10番線 ■横須賀線                                       | 11番線 ■回送線      | 12・13番線 ■東海道本線                                    | 14・15番線 ■東海道・ 山陽新幹線 | 廃止           | 16・17番線 ■東海道・ 山陽新幹線 | 18・19番線 ■東海道・ 山陽新幹線 |
| 1980年 10月1日 -  | 未設置             | 1・2番線 ■中央本線                        | 廃止    | 3番線 ■京浜東北線北行 4番線 ■山手線内回り          | 5番線 ■山手線外回り 6番線 ■京浜東北線南行                                     | 7・8番線 ■東海道本線                                                 | 9・10番線 ■東海道本線                                     | 11番線 ■回送線      | 12番線■東海道本線 13番線 廃止                             | 14・15番線 ■東海道・ 山陽新幹線 | 廃止           | 16・17番線 ■東海道・ 山陽新幹線 | 18・19番線 ■東海道・ 山陽新幹線 |
| 1988年 3月13日 -  | 未設置             | 1・2番線 ■中央本線                        | 廃止    | 3番線 ■京浜東北線北行 4番線 ■山手線内回り          | 5番線 ■山手線外回り 6番線 ■京浜東北線南行                                     | 7・8番線 ■東海道本線                                                 | 9・10番線 ■東海道本線                                     | 廃止                | 廃止                                                      | 14・15番線 ■東海道・ 山陽新幹線 | 廃止           | 16・17番線 ■東海道・ 山陽新幹線 | 18・19番線 ■東海道・ 山陽新幹線 |
| 1991年 6月20日 -  | 未設置             | 1・2番線 ■中央本線                        | 廃止    | 3番線 ■京浜東北線北行 4番線 ■山手線内回り          | 5番線 ■山手線外回り 6番線 ■京浜東北線南行                                     | 7・8番線 ■東海道本線                                                 | 9・10番線 ■東海道本線                                     | 廃止                | 12・13番線 ■東北・上越新幹線                              | 14・15番線 ■東海道・ 山陽新幹線 | 廃止           | 16・17番線 ■東海道・ 山陽新幹線 | 18・19番線 ■東海道・ 山陽新幹線 |
| 1992年 7月1日 -   | 未設置             | 1・2番線 ■中央本線                        | 廃止    | 3番線 ■京浜東北線北行 4番線 ■山手線内回り          | 5番線 ■山手線外回り 6番線 ■京浜東北線南行                                     | 7・8番線 ■東海道本線                                                 | 9・10番線 ■東海道本線                                     | 廃止                | 12・13番線 ■東北・山形・ 上越新幹線                       | 14・15番線 ■東海道・ 山陽新幹線 | 廃止           | 16・17番線 ■東海道・ 山陽新幹線 | 18・19番線 ■東海道・ 山陽新幹線 |
| 1992年 10月4日 -  | 未設置             | 1・2番線 ■中央本線                        | 廃止    | 3番線 ■京浜東北線北行 4番線 ■山手線内回り          | 5番線 ■山手線外回り 6番線 ■京浜東北線南行                                     | 7番線 ■東海道本線 8番線 使用停止                                     | 9・10番線 ■東海道本線                                     | 廃止                | 12・13番線 ■東北・山形・ 上越新幹線                       | 14・15番線 ■東海道・ 山陽新幹線 | 廃止           | 16・17番線 ■東海道・ 山陽新幹線 | 18・19番線 ■東海道・ 山陽新幹線 |
| 1993年 7月4日 -   | 未設置             | 1・2番線 ■中央本線                        | 廃止    | 3番線 ■京浜東北線北行 4番線 ■山手線内回り          | 5番線 ■山手線外回り 6番線 ■京浜東北線南行                                     | 7番線 ■東海道本線 8番線（仮設） ■東海道本線                          | 9番線 使用停止 10番線 ■東海道本線                         | 廃止                | 12・13番線 ■東北・山形・ 上越新幹線                       | 14・15番線 ■東海道・ 山陽新幹線 | 廃止           | 16・17番線 ■東海道・ 山陽新幹線 | 18・19番線 ■東海道・ 山陽新幹線 |
| 1994年 4月10日 -  | 未設置             | 1・2番線 ■中央本線                        | 廃止    | 3番線 ■京浜東北線北行 4番線 ■山手線内回り          | 5番線 ■山手線外回り 6番線 ■京浜東北線南行                                     | 7番線 ■東海道本線 8番線（仮設） ■東海道本線                          | 9番線（仮設） ■東海道本線 10番線 廃止                     | 廃止                | 12・13番線 ■東北・山形・ 上越新幹線                       | 14・15番線 ■東海道・ 山陽新幹線 | 廃止           | 16・17番線 ■東海道・ 山陽新幹線 | 18・19番線 ■東海道・ 山陽新幹線 |
| 1995年 7月2日 -   | 1・2番線 ■中央本線 | 旧1・2番線 使用停止                       | 廃止    | 3番線 ■京浜東北線北行 4番線 ■山手線内回り          | 5番線 ■山手線外回り 6番線 ■京浜東北線南行                                     | 7番線 ■東海道本線 8番線（仮設） ■東海道本線                          | 9番線（仮設） ■東海道本線 10番線 廃止                     | 廃止                | 12・13番線 ■東北・山形・ 上越新幹線                       | 14・15番線 ■東海道・ 山陽新幹線 | 廃止           | 16・17番線 ■東海道・ 山陽新幹線 | 18・19番線 ■東海道・ 山陽新幹線 |
| 1995年 10月29日 - | 1・2番線 ■中央本線 | 3番線 ■京浜東北線北行 旧2番線 使用停止    | 廃止    | 旧3番線 使用停止 4番線 ■山手線内回り               | 5番線 ■山手線外回り 6番線 ■京浜東北線南行                                     | 7番線 ■東海道本線 8番線（仮設） ■東海道本線                          | 9番線（仮設） ■東海道本線 10番線 廃止                     | 廃止                | 12・13番線 ■東北・山形・ 上越新幹線                       | 14・15番線 ■東海道・ 山陽新幹線 | 廃止           | 16・17番線 ■東海道・ 山陽新幹線 | 18・19番線 ■東海道・ 山陽新幹線 |
| 1995年 11月5日 -  | 1・2番線 ■中央本線 | 3番線 ■京浜東北線北行 4番線 ■山手線内回り | 廃止    | 旧3・4番線 使用停止                                | 5番線 ■山手線外回り 6番線 ■京浜東北線南行                                     | 7番線 ■東海道本線 8番線（仮設） ■東海道本線                          | 9番線（仮設） ■東海道本線 10番線 廃止                     | 廃止                | 12・13番線 ■東北・山形・ 上越新幹線                       | 14・15番線 ■東海道・ 山陽新幹線 | 廃止           | 16・17番線 ■東海道・ 山陽新幹線 | 18・19番線 ■東海道・ 山陽新幹線 |
| 1995年 12月17日 - | 1・2番線 ■中央本線 | 3番線 ■京浜東北線北行 4番線 ■山手線内回り | 廃止    | 5番線 ■山手線外回り 旧4番線 使用停止               | 旧5番線 使用停止 6番線 ■京浜東北線南行                                        | 7番線 ■東海道本線 8番線（仮設） ■東海道本線                          | 9番線（仮設） ■東海道本線 10番線 廃止                     | 廃止                | 12・13番線 ■東北・山形・ 上越新幹線                       | 14・15番線 ■東海道・ 山陽新幹線 | 廃止           | 16・17番線 ■東海道・ 山陽新幹線 | 18・19番線 ■東海道・ 山陽新幹線 |
| 1995年 12月24日 - | 1・2番線 ■中央本線 | 3番線 ■京浜東北線北行 4番線 ■山手線内回り | 廃止    | 5番線 ■山手線外回り 6番線 ■京浜東北線南行          | 旧5・6番線 使用停止                                                           | 7番線 ■東海道本線 8番線（仮設） ■東海道本線                          | 9番線（仮設） ■東海道本線 10番線 廃止                     | 廃止                | 12・13番線 ■東北・山形・ 上越新幹線                       | 14・15番線 ■東海道・ 山陽新幹線 | 廃止           | 16・17番線 ■東海道・ 山陽新幹線 | 18・19番線 ■東海道・ 山陽新幹線 |
| 1996年 6月23日 -  | 1・2番線 ■中央本線 | 3番線 ■京浜東北線北行 4番線 ■山手線内回り | 廃止    | 5番線 ■山手線外回り 6番線 ■京浜東北線南行          | 7・8番線 ■東海道本線                                                          | 9番線 ■東海道本線 10番線（仮設） 使用停止                            | 廃止                                                      | 廃止                | 12・13番線 ■東北・山形・ 上越新幹線                       | 14・15番線 ■東海道・ 山陽新幹線 | 廃止           | 16・17番線 ■東海道・ 山陽新幹線 | 18・19番線 ■東海道・ 山陽新幹線 |
| 1997年 3月1日 -   | 1・2番線 ■中央本線 | 3番線 ■京浜東北線北行 4番線 ■山手線内回り | 廃止    | 5番線 ■山手線外回り 6番線 ■京浜東北線南行          | 7・8番線 ■東海道本線                                                          | 9番線 使用停止 10番線 ■東海道本線                                    | 廃止                                                      | 廃止                | 12・13番線 ■東北・山形・ 上越新幹線                       | 14・15番線 ■東海道・ 山陽新幹線 | 廃止           | 16・17番線 ■東海道・ 山陽新幹線 | 18・19番線 ■東海道・ 山陽新幹線 |
| 1997年 9月7日 -   | 1・2番線 ■中央本線 | 3番線 ■京浜東北線北行 4番線 ■山手線内回り | 廃止    | 5番線 ■山手線外回り 6番線 ■京浜東北線南行          | 7・8番線 ■東海道本線                                                          | 9・10番線 ■東海道本線                                                | 廃止                                                      | 廃止                | 12・13番線 ■東北・山形・ 上越新幹線                       | 14・15番線 ■東海道・ 山陽新幹線 | 廃止           | 16・17番線 ■東海道・ 山陽新幹線 | 18・19番線 ■東海道・ 山陽新幹線 |
| 1997年 10月1日 -  | 1・2番線 ■中央本線 | 3番線 ■京浜東北線北行 4番線 ■山手線内回り | 廃止    | 5番線 ■山手線外回り 6番線 ■京浜東北線南行          | 7・8番線 ■東海道本線                                                          | 9・10番線 ■東海道本線                                                | 20・21番線 ■上越・長野新幹線                              | 廃止                | 22・23番線 ■東北・山形・秋田新幹線                        | 14・15番線 ■東海道・ 山陽新幹線 | 廃止           | 16・17番線 ■東海道・ 山陽新幹線 | 18・19番線 ■東海道・ 山陽新幹線 |
| 2005年 12月10日 - | 1・2番線 ■中央本線 | 3番線 ■京浜東北線北行 4番線 ■山手線内回り | 廃止    | 5番線 ■山手線外回り 6番線 ■京浜東北線南行          | 7・8番線 ■東海道本線                                                          | 9・10番線 ■東海道本線                                                | 20・21番線 ■東北・山形・秋田・ 上越・長野新幹線           | 廃止                | 22・23番線 ■東北・山形・秋田・ 上越・長野新幹線           | 14・15番線 ■東海道・ 山陽新幹線 | 廃止           | 16・17番線 ■東海道・ 山陽新幹線 | 18・19番線 ■東海道・ 山陽新幹線 |
| 2015年 3月14日 -  | 1・2番線 ■中央本線 | 3番線 ■京浜東北線北行 4番線 ■山手線内回り | 廃止    | 5番線 ■山手線外回り 6番線 ■京浜東北線南行          | 7・8番線 ■上野東京ライン （■宇都宮・■高崎・■常磐線） ■東海道本線 （一部列車） | 9・10番線 ■東海道本線                                                | 20・21番線 ■東北・山形・秋田・ 上越・北陸(長野経由)新幹線 | 廃止                | 22・23番線 ■東北・山形・秋田・ 上越・北陸(長野経由)新幹線 | 14・15番線 ■東海道・ 山陽新幹線 | 廃止           | 16・17番線 ■東海道・ 山陽新幹線 | 18・19番線 ■東海道・ 山陽新幹線 |
| 2016年 3月26日 -  | 1・2番線 ■中央本線 | 3番線 ■京浜東北線北行 4番線 ■山手線内回り | 廃止    | 5番線 ■山手線外回り 6番線 ■京浜東北線南行          | 7・8番線 ■上野東京ライン （■宇都宮・■高崎・■常磐線） ■東海道本線 （一部列車） | 9・10番線 ■東海道本線                                                | 20・21番線 ■東北・山形・秋田・北海道 上越・北陸新幹線     | 廃止                | 22・23番線 ■東北・山形・秋田・北海道 上越・北陸新幹線     | 14・15番線 ■東海道・ 山陽新幹線 | 廃止           | 16・17番線 ■東海道・ 山陽新幹線 | 18・19番線 ■東海道・ 山陽新幹線 |

なお、現在のJRのホーム数合計は14面28線となり、単一の駅としてのホーム数では日本一である。

### その他
- かつては、中央線2番線（現：山手線内回り4番線）と京浜東北線北行3番線（現：山手線外回り5番線）の間には線路が1本あったが、中央線ホームの拡張により、この線路が2番線（現：4番線）となり、旧2番線は撤去された。この線路は同じく線路のみ存在していた東海道本線の11・16番線とは異なり、番線に数えられていなかった。
- 1997年（平成9年）10月の北陸新幹線高崎 - 長野開業に伴い、ホームの移転が行われた。まず1995年（平成7年）7月に中央線ホームを高架ホームに移転し、その後10月 - 12月に山手線・京浜東北線ホームを、1996年（平成8年）6月 - 1997年7月に東海道線ホームをそれぞれ1面ずつ丸の内側に移設した。なお、東海道線ホームの移設の際は、1線を撤去して2面3線化したほか、一時期に9番線が仮設ホームだったことがある。
  - 現在の中央線ホームは、丸の内口駅舎と旧中央線ホーム（現在の京浜東北線北行3番線および山手線内回り4番線）の間のやや狭い敷地内に設置されており、やや3・4番線ホームにせり出している。結果的には丸の内駅舎を取り壊さずに保存できる形となった。
- 当駅にはJR東日本とJR東海の窓口のほか、丸の内地下中央改札前にJR北海道が運営する「JR北海道プラザ東京支店」が存在していた。一般の乗車券や特急券のほか、各社のトクトクきっぷを購入することができた。株主優待などJR各社の窓口のみで扱う切符類が発券できない（「沿線の旅行会社」扱いとなる）反面、JR北海道のみで購入可能な切符類を一部を除いて取り扱っていた。また、北海道への観光PRコーナーとしても機能していた。かつては同店においてJR北海道のオレンジカードも販売されていた。後述の丸の内地下エリア再開発の影響により移転が検討されたが、収支改善の目処が立たないことなどを理由に2015年（平成27年）4月に閉店した[報道 11]。
- 山陽新幹線が博多駅まで延伸してホームを増設するまでは、7・8番線が東北本線・高崎線・常磐線用ホーム、9・10番線が近距離列車用ホーム、11番線が回送線、12・13番線が東海道本線・横須賀線用ホーム、14・15番線が遠距離列車用ホーム、16番線が回送線（後に東海道新幹線に転用）であった。新幹線の開業までは4線ともひっきりなしに列車が発着しており、13番線から15番線を見通すことができなかった。これが重要なトリックとして出てくるのが松本清張の「点と線」である。1960年（昭和35年）後半 - 1973年（昭和48年）3月31日までは東北本線・高崎線・常磐線の列車は7 - 15番線のうち、どのホームからも発車していた。
- 上記の通り、在来線は15番線まで存在していたが、1973年（昭和48年）4月に第7ホーム（14・15番線）を、1980年（昭和55年）に13番線を、1988年（昭和63年）3月に回送線だった11番線と第6ホームの12番線を、1995年（平成7年）に第5ホーム（9・10番線）をそれぞれ使用停止し、のちに新幹線のホーム増設や新設を行った。
- 戦前、鉄道省では品川 - 東京間に複線を増設し、京浜線（のちの京浜東北線）の急行（快速に相当）と横須賀線を走らせる「京浜急行線計画」が存在していた。その計画では、1・2番線が中央線、3番線が京浜緩行線北行・山手線内回り、4番線が京浜急行線終着、5・6番線が横須賀線、7番線が京浜急行線始発、8番線が京浜緩行線南行・山手線外回り、9 - 12番線が東北本線、13 - 15番線が東海道本線となる予定だった。この計画は対米戦により未成に終わったが、その一部は、京浜東北線と山手線の分離運転（「東京縦貫複々線工事」という）に活用された。
- 北陸新幹線の開業に伴って、北陸新幹線用（W7系 白山総合車両所所属）と東海道・山陽新幹線用（700系・N700系 博多総合車両所所属）の2つのJR西日本の新幹線車両が乗り入れることになった。
- 2022年（令和4年）10月15・16日に勝田 - 大船間で運転された臨時特急「海浜公園コキア大船号」は開業以降初めて特急列車が停車しなかった。なお東京駅を通過扱いする列車では毎年正月に横須賀または小田原から成田への初詣列車が存在する。過去にはお盆期間や年末年始に静岡、名古屋発青森行の急行「あおもり」や品川発東北方面への臨時急行が存在した。

#### 地下水上昇問題
当駅は元々海に近いこともあり地下水位が相対的に高く、地下水上昇によるホームの浮上問題にさらされている。特に地下総武線ホームは、丸の内側ロータリー直下にあり、上に建物などの構造物がない（地下水浮力による地下駅部分の浮き上がりを押さえ付けるおもりがない）という構造上の条件から、特に浮上の影響が顕著である。かつての相次ぐ地盤沈下により地下水の汲み上げが条例により禁止されており、このことも地下水位上昇の理由となっている。地下総武ホームではホームが地下5階なのに対し、地下水は地下3階付近まで達している。1999年（平成11年）9月には、浮上防止策として、ホーム階に鉄製おもりを置いたり、アンカーを打ち込む工事が行われた。その後2002年（平成14年）7月より、当駅から品川区の立会川まで全長12 kmに及ぶ導水管が敷設されている。湧出地下水をそのまま下水に流すと下水道料金が課金されるため、支払料金を軽減したいJR東日本と、典型的都市型中小河川で通常は水量が少なく悪臭などを発生する立会川の問題を解決したい東京都の思惑が一致した。東京駅から立会川上流部までの導水管建設費用をJRが負担する代わりに、湧出地下水を立会川に放水することで下水道料金負担がなくなり、結果として水量の増加と悪臭の発生防止が図れるという仕組みであり、副次的効果として2003年（平成15年）、海で孵化したボラの稚魚の大群が立会川に現れている。

## 再開発事業

### 事業の概要

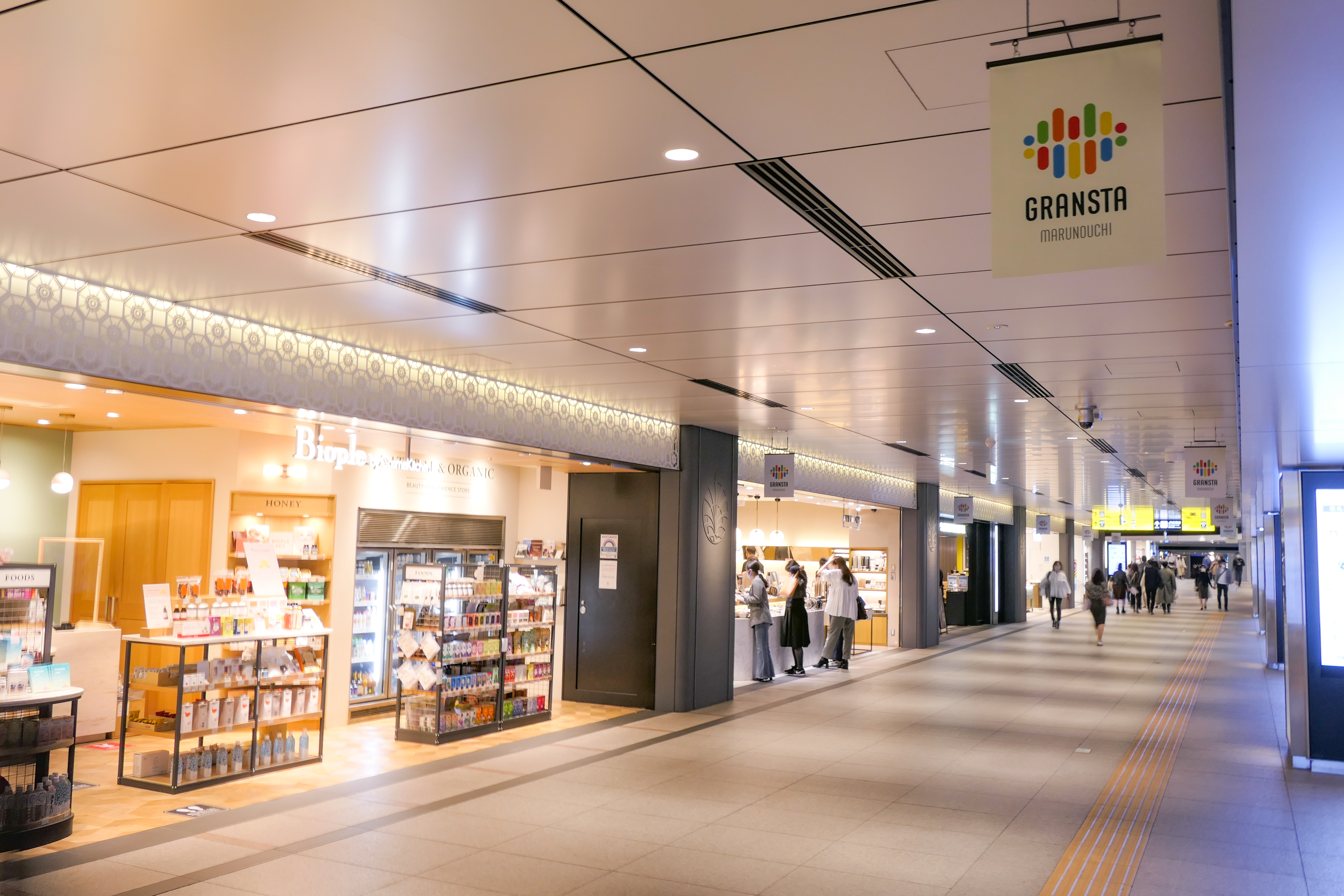
グランスタ丸の内（2021年10月）

JR東日本などが主体となって赤レンガ駅舎の復原などを内容とした当駅周辺と駅ナカの大規模な再開発事業が行われている。
この第1弾として2007年（平成19年）3月8日に日本橋口に超高層ビル「サピアタワー」が竣工した。これと同時に一連の再開発地区が「Tokyo Station City（東京ステーションシティ）」と命名 され、キャッチフレーズは「東京駅が、街になる。」に決まった。同年4月には丸の内口の行幸通り地下に「行幸地下通路」が整備され、10月25日には東京駅改札内地下1階に株式会社鉄道会館（現JR東日本クロスステーション）が運営する改札内商業施設「グランスタ」がオープンした。さらに、同年10月31日には、八重洲口にある大丸などが入居していた1954年（昭和29年）竣工の鉄道会館ビルが閉鎖され、11月6日に超高層ツインタワービル「グラントウキョウ」が竣工した。グラントウキョウノースタワー（国際観光会館ビルの跡地に建設）に大丸が移転し、グラントウキョウサウスタワーの地下に飲食店街「グランアージュ」が整備された。また、八重洲地下街からグラントウキョウサウスタワーとパシフィック・センチュリー・プレイスの地下を経由して京葉線地下改札に至る連続した地下連絡通路が整備された。その後「グランスタ」は2012年（平成24年）6月28日に丸の内側、同年7月に弁当・惣菜エリア、2019年（平成31年）4月にスイーツ・雑貨エリア のリニューアルが行われた。さらに、2014年（平成26年）3月19日には、八重洲北口にある「グラングルメ」に併設されている飲食店ゾーン「北町ほろよい通り」が「北町ダイニング」へと名称変更した上でリニューアルされた。
2010年（平成22年）3月28日には、駅改札内1階にあった改札内商業施設の「Dila東京メディアコート」の跡地が「South Court（サウスコート）」としてリニューアルされ、JR東日本ステーションリテイリングが運営する「エキュート東京」がオープン し、同年4月12日には赤レンガ駅舎から皇居まで一直線に続く行幸通りが再整備された上で開通した。さらに同年12月4日には、駅改札内1階にあった改札内商業施設の「Dila東京ダイニングコート」の跡地が「North Court（ノースコート）」としてリニューアルされ、鉄道会館が運営する「グランスタ ダイニング」がオープンした。
鉄道会館ビルが解体された後の2012年（平成24年）8月にグラントウキョウノースタワー第2期工事が竣工、2013年（平成25年）9月20日にグラントウキョウの2棟を結ぶペデストリアンデッキ「グランルーフ」が竣工、同年12月11日に八重洲口駅前広場のバスターミナルが竣工、2014年（平成26年）秋に八重洲口駅前広場の全体工事が竣工した。八重洲通りの突き当たりに、壁になる形で存在していた鉄道会館ビルが解体されたことにより、東京湾側から皇居側へ向かう海風が通り抜けやすくなり、ヒートアイランド現象の改善が期待されている。なお、「グランルーフ」の開業に併せて、八重洲地下1階より「グランルーフ」へと接続する「キラピカ通り」も2013年（平成25年）10月1日にリニューアルされ、名称も「グランルーフ フロント」へと変更された。
丸の内口側においては、2007年（平成19年）から2012年（平成24年）まで赤レンガ駅舎の復原工事が行われた（#赤レンガ駅舎の復原）。この復原工事の完了に伴って、赤レンガ駅舎前にガードレールによる仮設の交通広場が設けられたが、2015年（平成27年）冬までに丸の内南口前の交通広場の再整備を行い、2017年（平成29年）5月末に丸の内中央口前の「丸の内中央広場」を完成させ、同年12月7日に丸の内北口前の交通広場を含めた丸の内駅前広場全体の再整備を完了させ供用を開始した。また、2014年2月までに駅前広場にある横須賀・総武線地下ホーム用の換気塔を高さ13 mから4 mまで切り下げると同時にデザインを変更し、駅前景観を改善させた。
さらに、2014年（平成26年）末までに丸の内地下エリアに地下南口待合広場を整備した。これと並行して改札外商業施設「グランスタ丸の内」の開業および「グランスタ」の増床に関する事業が行われ、2016年（平成28年）7月27日に第1期、2017年（平成29年）4月27日に第2期、同年6月28日に第3期が開業 し、同年8月30日にグランドオープンした ことで、丸の内地下エリアの全体的な再開発を完了させた。この再整備により、丸の内地下エリアの内装デザインが「格調高く賑わいのある」ものへ一新され、地下中央口から東京メトロ丸ノ内線に繋がるコンコースが拡幅され、店舗や飲食店、トイレや改札、コインロッカーが再配置された。
また、2012年（平成24年）から、丸の内北口と八重洲北口を繋ぐ駅構内1階の北通路の拡幅工事と周辺の商業施設の再整備と、その直下の地下1階に開業する新たな商業施設と待合広場の再整備と、両階を吹き抜け空間で接続する工事を行っている。2020年（令和2年）8月3日に待合広場の名称を「スクエア ゼロ」、旧グランスタと旧グランスタダイニングを含めた改札内商業施設の名称を「グランスタ東京」とし、北通路の拡幅および北地下自由通路に直結する「グランスタ地下北口」改札（ICカード専用）が供用開始されている。なお、先行して、2018年（平成30年）1月18日と2月6日にかけて3店舗、2019年（令和元年）7月10日に3店舗が開業している。
2022年（令和4年）4月から、八重洲北口改札外に飲食店街「グランスタ八重北（ヤエキタ）」が順次開業している。ヤエキタは2005年（平成17年）に開業した「グラングルメ」が改装されたものであり、地下1階「黒塀横丁」、1階「八重北食堂」、2階「北町酒場」の45店から成る。
2022年（令和4年）3月に、八重洲側と丸の内側の地下1階を結ぶ全長290メートル、幅8メートルの「東京駅南部東西自由通路」の工事に着手した。完成は2029年（令和11年）ごろである。

### 赤レンガ駅舎の復原

#### 復原に至る経緯
かつての丸の内側の赤レンガ本駅舎は1945年（昭和20年）5月25日のアメリカ軍による空襲（東京大空襲）により炎上、内装と屋根を焼失した。戦災復興工事によって、失われたドーム屋根にかわって木造8角形の屋根が載せられ、内部は3階の窓の開口部は保持されたが、残存したアーチなどのレリーフは新設されたローマのパンテオン風の意匠によるジュラルミン製のドームによって隠された。終戦後の1947年（昭和22年）、開業当初の状態より一回り規模を縮小して修復された。GHQの体制下応急処置的に工事が行われ、屋根の小屋組については復員してきた海軍の技師が5年もてばよいということで、薄い木材のトラス造りで応急的に工事をしたという。一方、実際に工事にあたった関係者は、あくまで国鉄内部の技術者が修理したのであって旧海軍の技術者が関わったという説は何の根拠もないと主張している。この復旧された駅舎は、応急復旧のままで60年余りが過ぎることになった。旧・日本国有鉄道（国鉄）は戦後度々赤レンガ駅舎の建て替え構想を出しては延期しており、1987年（昭和62年）4月1日の分割民営化の時には当駅全体の土地の3分割を伴った再開発構想が提案され、赤レンガ駅舎の建て替え高層化か保全をするかが本格的に課題となった。これに対して、「赤レンガの東京駅を愛する市民の会」などによる赤レンガ駅舎保存の市民運動が起こった。
1988年（昭和63年）、政府は学識者の委員会による東京駅周辺地区再開発構想を取りまとめ、赤レンガ駅舎の現在地での形態保全の方針を決定し、JR東日本などの検討により1999年（平成11年）、本来の形態に復原することとなった。また、2003年（平成15年）4月18日には国指定の重要文化財に指定された。

#### 復原工事
復原工事に先立って2006年（平成18年）3月17日 - 31日に丸の内駅舎内で「東京駅ルネッサンス」が開催され、2007年（平成19年）5月30日より、鹿島・清水・鉄建 建設共同企業体が担当となって、駅舎を本来の姿に近い形態に復原する工事が開始された。この工事では、鉄骨鉄筋コンクリート壁で躯体を増築して建築当初の3階建てに戻した上で、外壁、尖塔、南北両ドームの内外の意匠も再現し、新たに地下1・2階を増築し免震装置を設置した。免震装置には地上部分と地下部分との間に免震ゴムとオイルダンパーを設置した。
3階の外壁は、創建当初と同じ仕様の厚さ15 mmの化粧煉瓦を貼った外壁に復原した。戦後の修復で2階に移されていたイオニア式柱頭も当初の3階に移設し、支柱の形状も創建時のものに戻した。失われていた花崗岩の柱頭飾り、銅の高欄はモックアップを用いてディテールや施行方法を検証し、創建当時の意匠に復原した。2階以下は既存の構造煉瓦と同じ厚さ15 mmと45 mmの化粧煉瓦を貼った（下駄っ歯積み）。線路側はコンコース側の壁を撤去し、トップライトから採り入れる自然光で復原された丸の内駅舎を見ることが出来るようにした。
ドーム内部の保存と復原の基本方針は部位によって異なり、3階以上の壁面と天井面は、干支や2メートルを超える大きさのワシの彫刻やレリーフが存在した創建時の意匠を忠実に再現し、1階と2階は、3階以上の部分と調和を図りながらも機能性に優れた新しいデザインとした。3階張出部を支えていた装飾付きの鉄骨支柱は、RCで補強され円柱にかわったために、全体としては機能的な装飾のない意匠となった。ドームに施されたレリーフは南北のドームで全く同じである。
工事による一時解体に伴い、それまで使用していた雄勝石の屋根材65,000枚は産地でもある宮城県石巻市雄勝町の業者に送られて、選別・清掃・補修した上で倉庫に保管されていた が、東日本大震災による津波で塩害を蒙った。このため、使用可能と判断された45,000枚のみが復原駅舎でも再利用され、不足した2万枚はスペイン産のスレートで補われた。なお、工事全体では約457,000枚のスレートが必要とされていたため、再利用分を除いた残りのうち15,000枚は石巻市の業者が製作したものを使用し、残りはスペイン産で補う計画であったが、この業者の工場も津波によって壊滅し、出荷前の天然石スレートも津波に流された。震災後、流されたスレートは回収・洗浄・検品され、使用可能な7000枚が東京に送られた。
ドーム部分の屋根は、建設当時の銅板葺きに戻され、0.4 mmの銅板が合計1トン使用された。時計下の外壁レリーフは2メートル四方の銅板3枚を使って叩き出されたものを使用した。線路側の中央部の屋根はガラス化して、屋根裏をホテルのゲストラウンジにした。外観はどうなっていたかはわかるにしても裏側がどうなっていたかがなかなかわからなかったが、幸いにも写真が見つかり、細部はコンピューター処理で解析をした。復原に際しては屋根裏に残されていたものを一部再利用している（長らく屋根裏に高熱で曲がった鉄骨まで残されていた）。
外壁の花崗岩は、中央部御車寄せ周りと1階腰石が北木産花崗岩（北木石）で、その他は全て稲田産花崗岩である。保存・復原工事に際しては、広場側復原部には稲田産花崗岩、線路側は中国産花崗岩をそれぞれ使用したが、国内では職人の数も減り、丸の内駅舎の全ての花崗岩を加工することは難しいことから、中国での加工とした。稲田産花崗岩は日本で切り出し、中国へ運び、中国で加工のうえ、日本へ戻し丸の内駅舎へ取り付けた。タイルレンガの目地には覆輪目地が施工されているが、既に失われた施工方法となっており、職人が3か月間の試行錯誤で、技術と道具を復活させて再現している。
窓枠には全て三協立山製のサッシが採用された。新しい窓枠はアルミニウムにフッ素樹脂塗装されたものであるが、大正時代には木製建具が主流であったことから、過去の文献の調査だけでなく辰野金吾が設計した岩手銀行中ノ橋支店を視察するなど試行錯誤の末、色合いを木の風合いにできる限り近づけた「東京駅専用ビル用サッシ」を新たに開発した。また窓の装飾に使われるアルミ製鋳物も三協立山が手掛けた。
2012年（平成24年）6月10日に、復原された駅舎の一部（1階部分）が再開業し、同年10月1日に全面再開業した。また、復原工事に伴って2006年（平成18年）4月から営業を休止していた駅舎内の「東京ステーションギャラリー」（東日本鉄道文化財団運営）も全面再開業と同日に拡大再開業し、翌々日の3日には「東京ステーションホテル」も規模を拡大して再開業した。地下には新規にレストランが開業した。
さらに、丸の内駅舎の復原工事に併せて、改札内1階に商業施設「Central Street（セントラルストリート）」を開業する工事が行われた。同年8月9日に2店舗が先行開業 し、同年10月1日にグランドオープンした。
復原工事費用（約500億円と新聞などで伝えられている）はJR東日本などが「空中権の売買」を行って捻出した（詳細は「特例容積率適用区域制度」参照）。

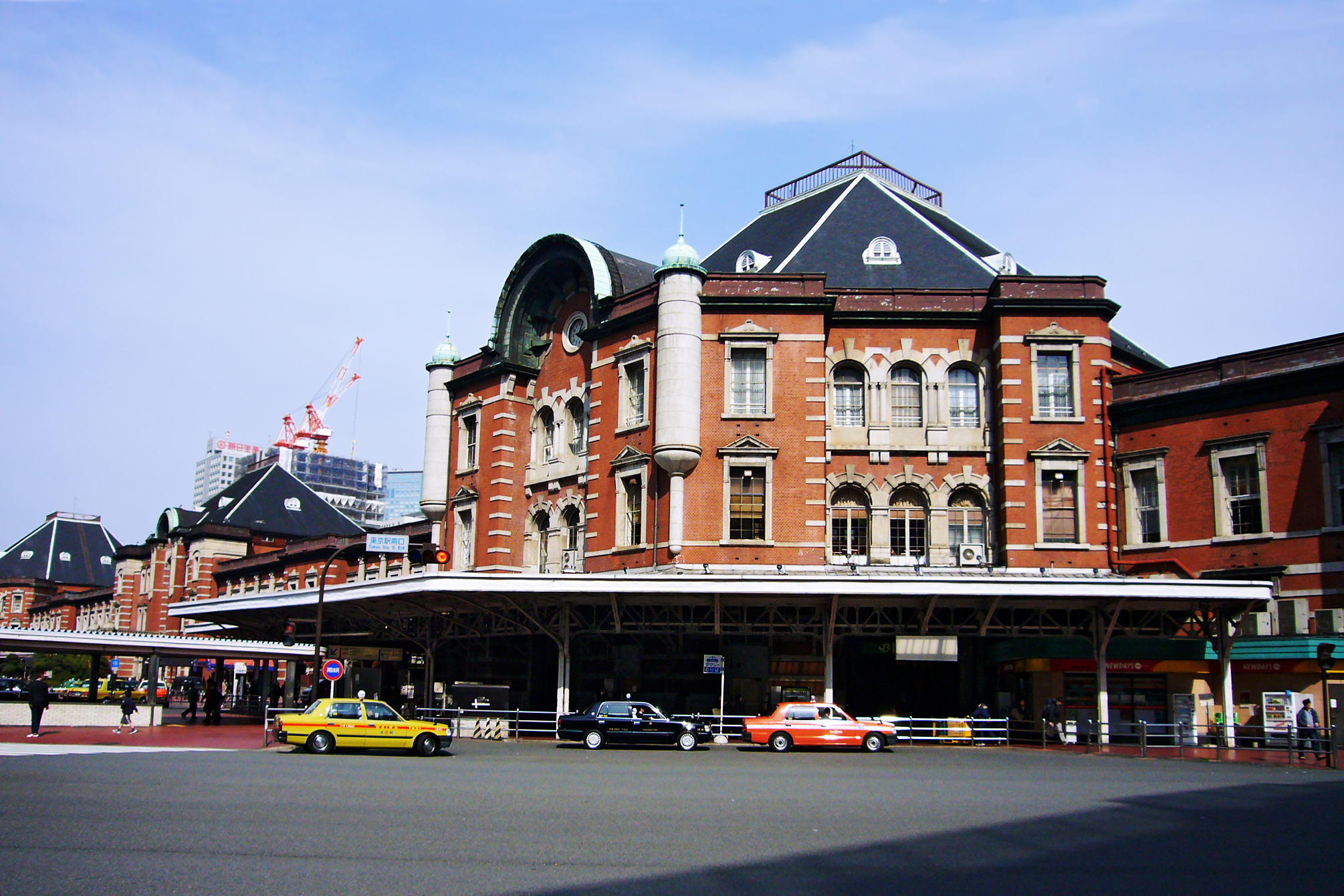
改修前の駅舎（2006年3月）
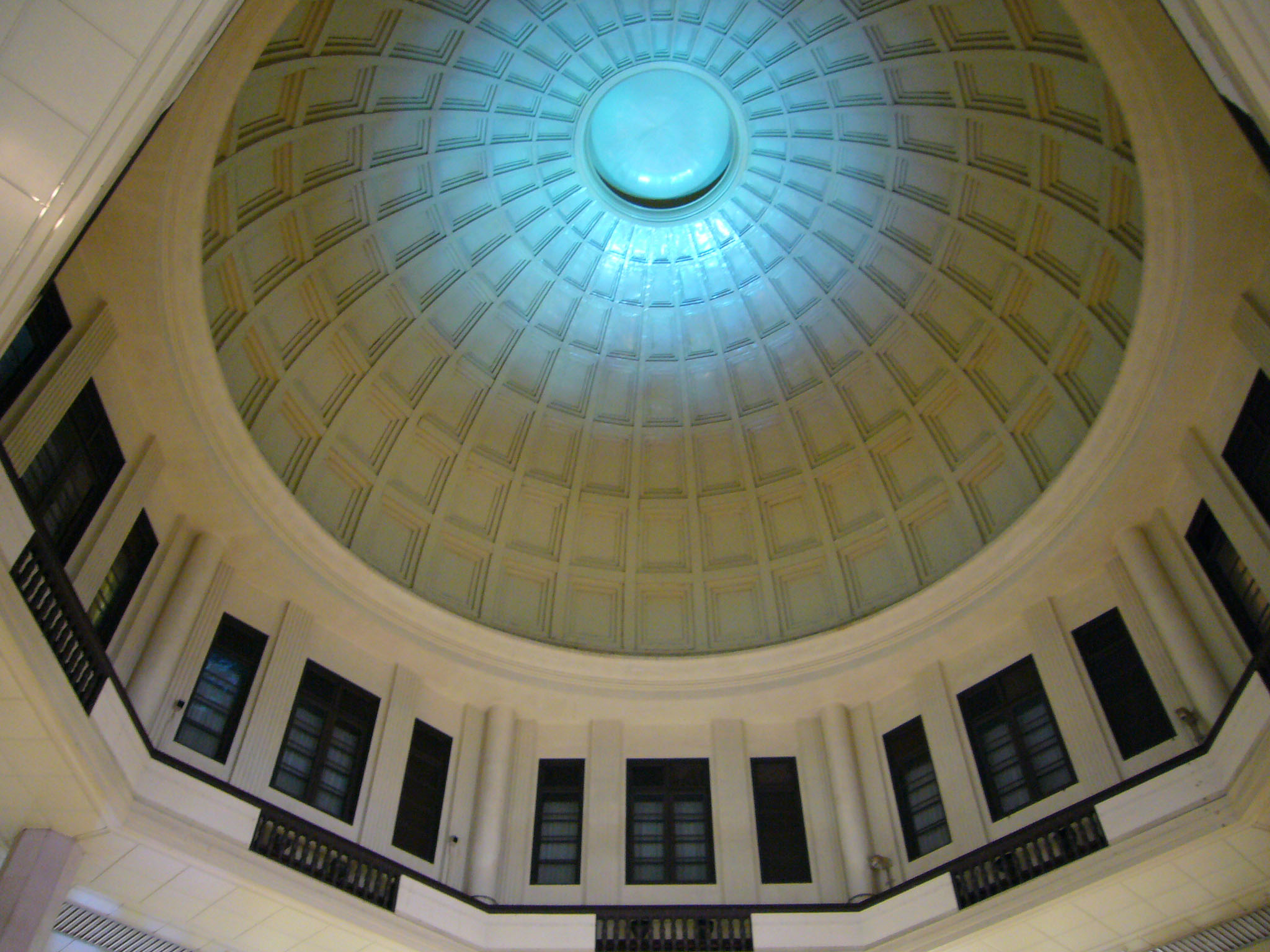
改修前のドーム内部（2006年3月26日）
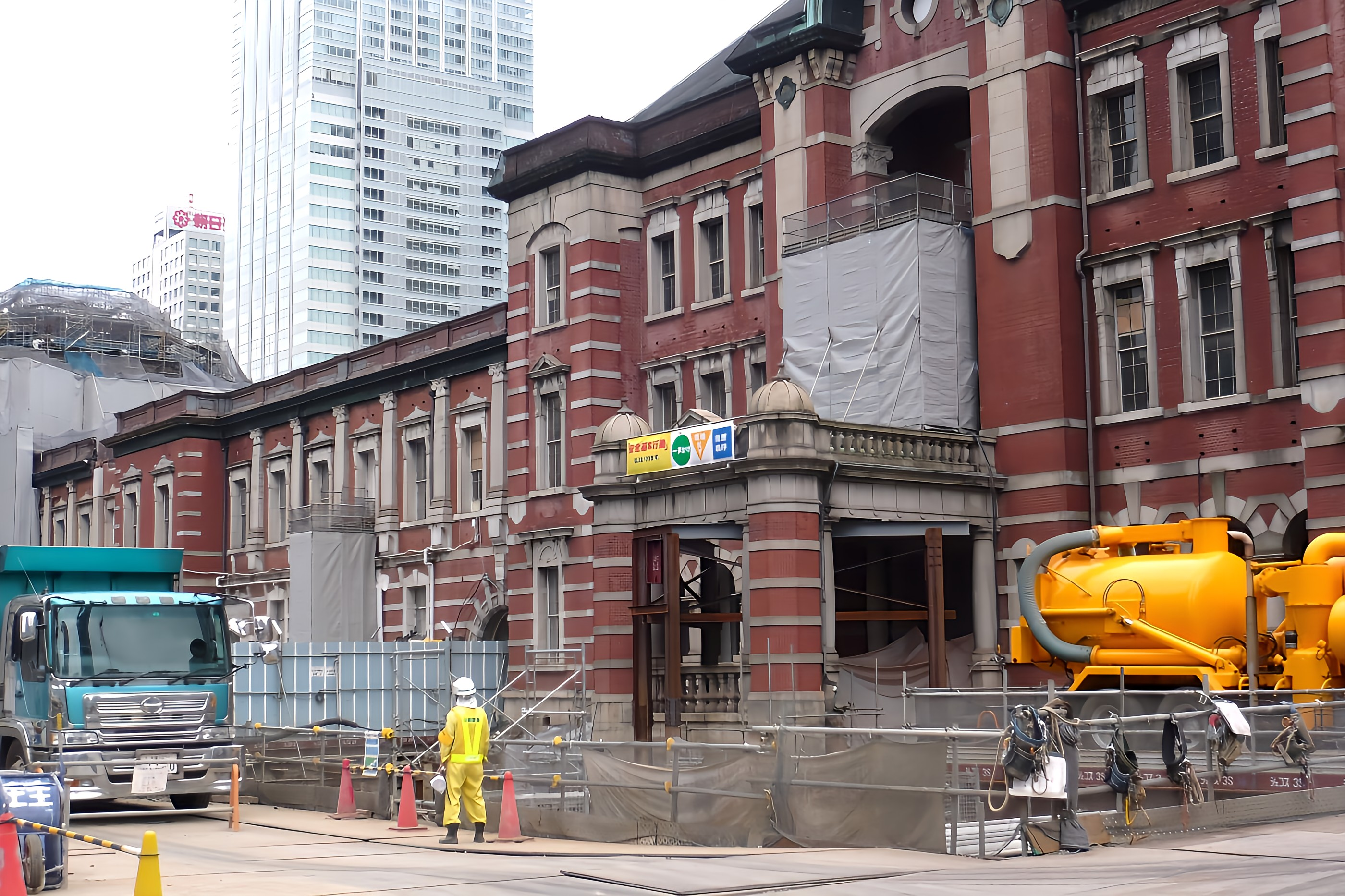
至近での保存復元工事撮影（2009年8月1日）
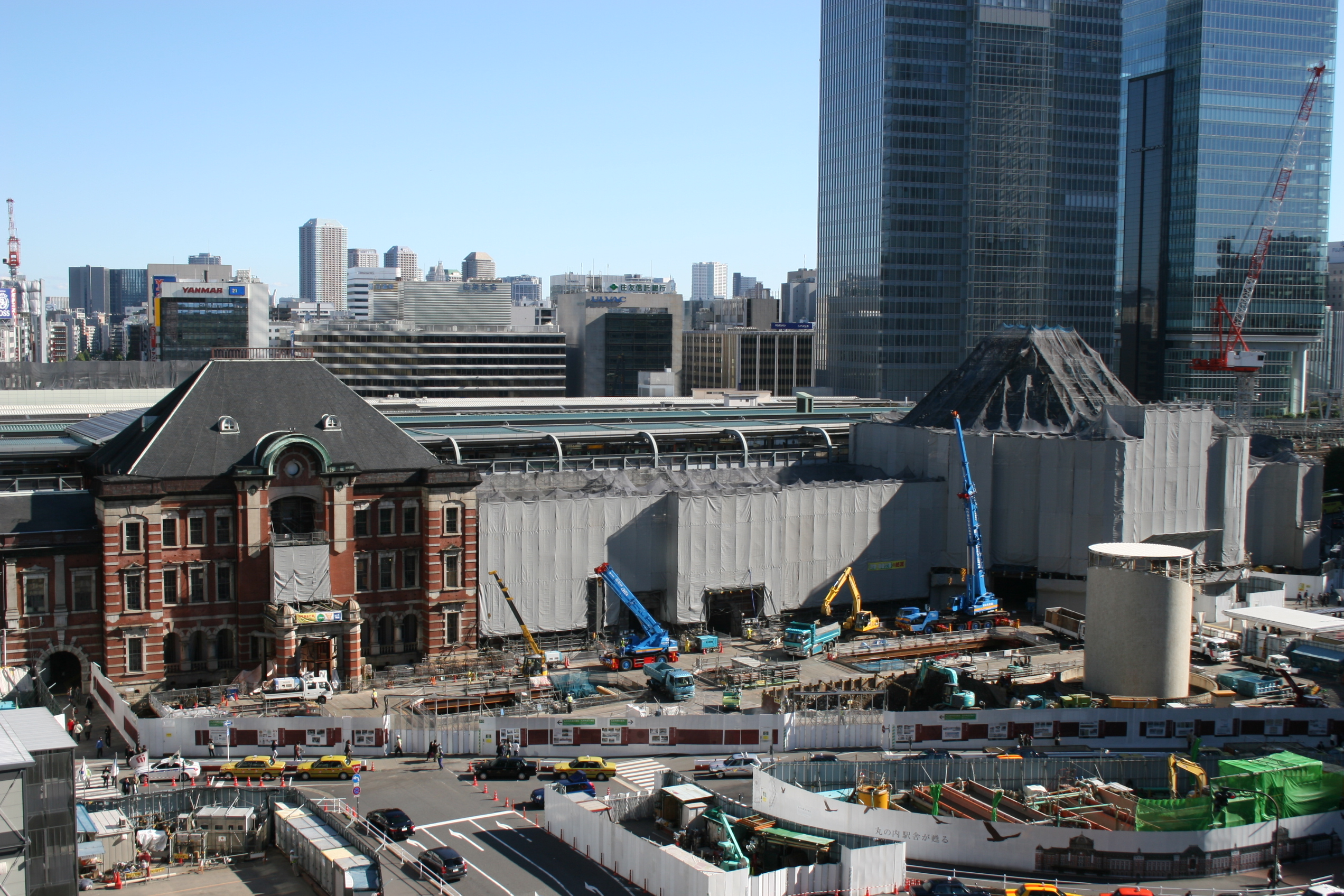
保存復原工事の状況（2009年11月）
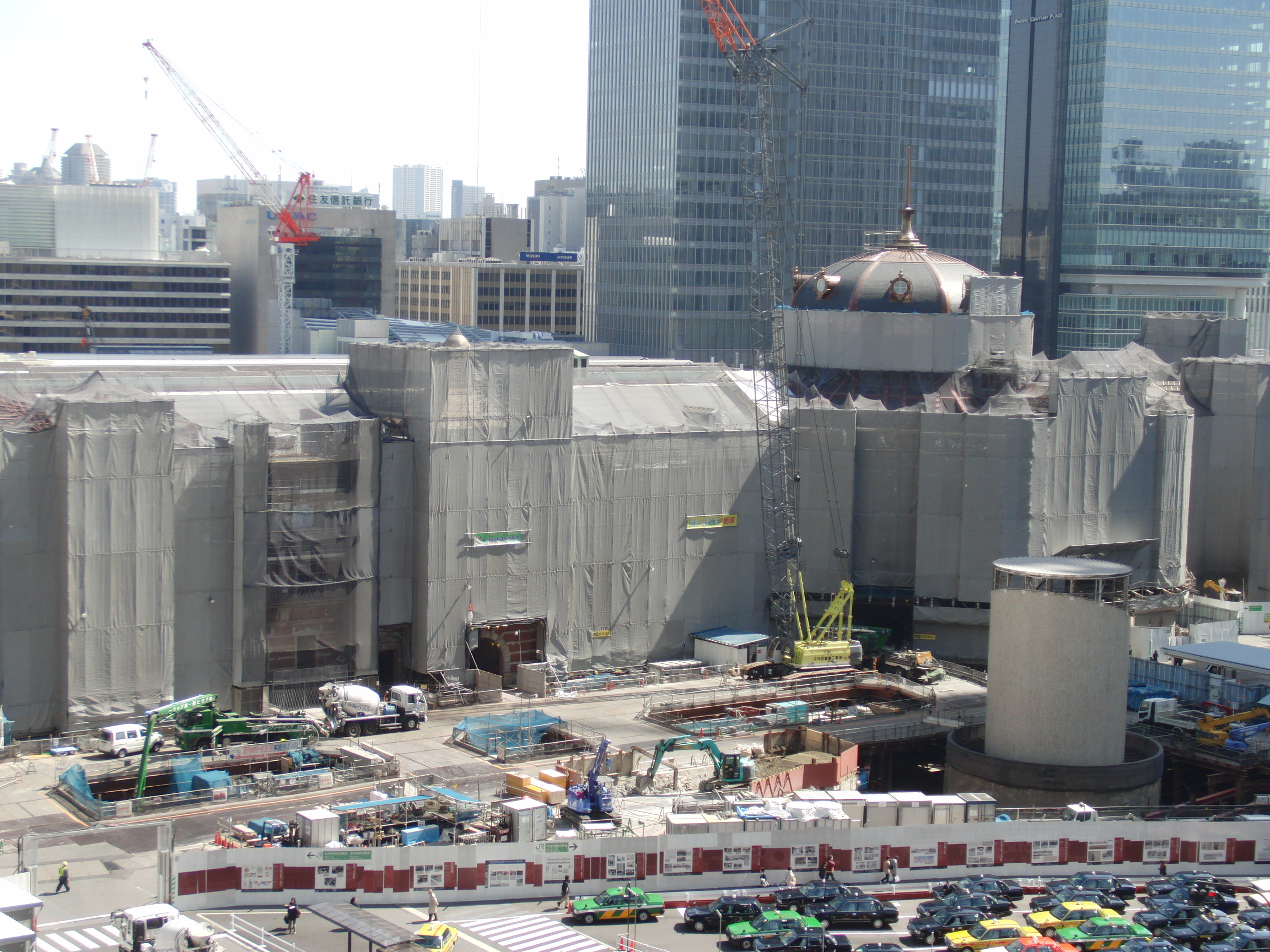
保存復原工事により、南ドームが姿を現す（2011年3月）
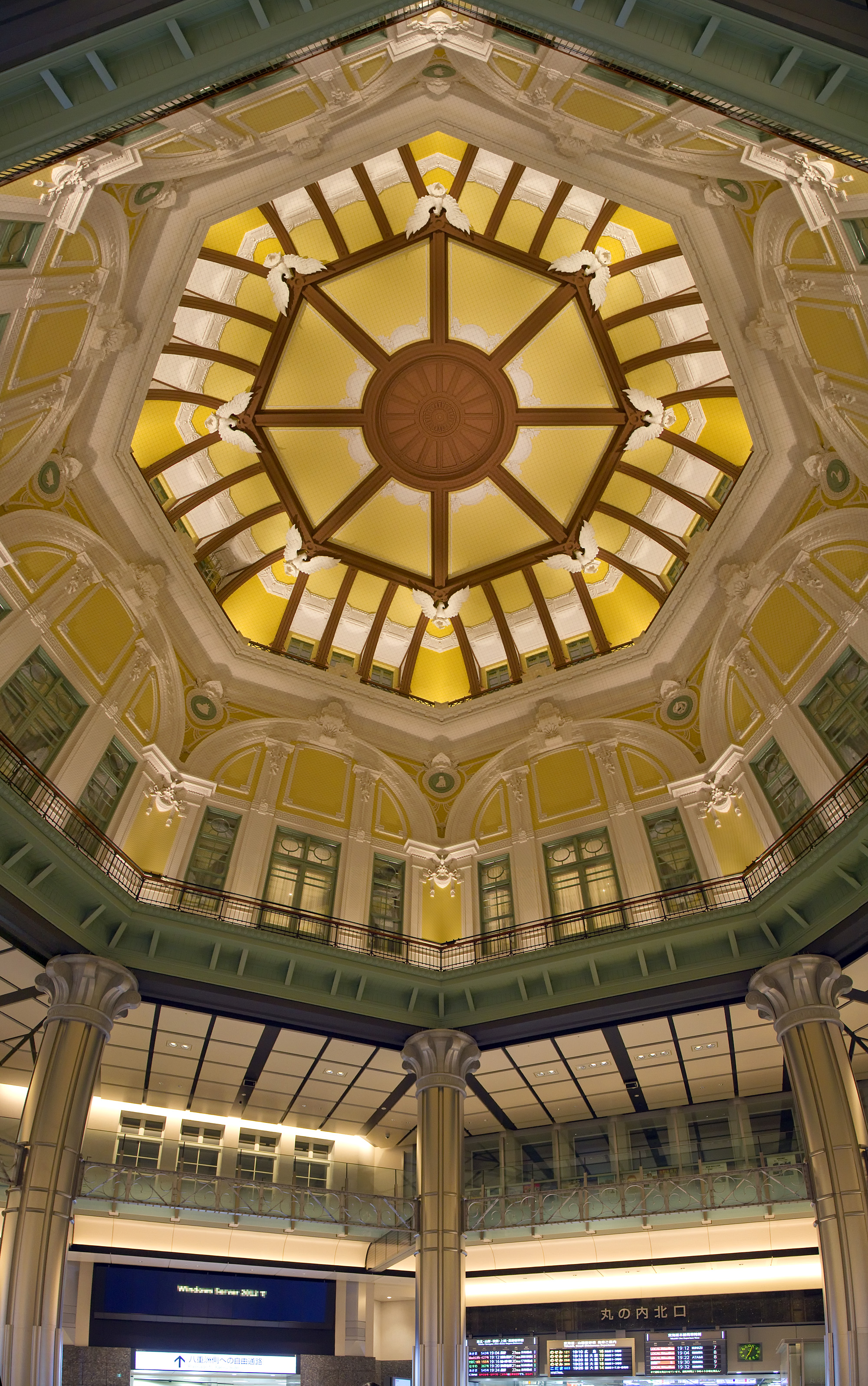
復原されたドーム内部（2012年10月）
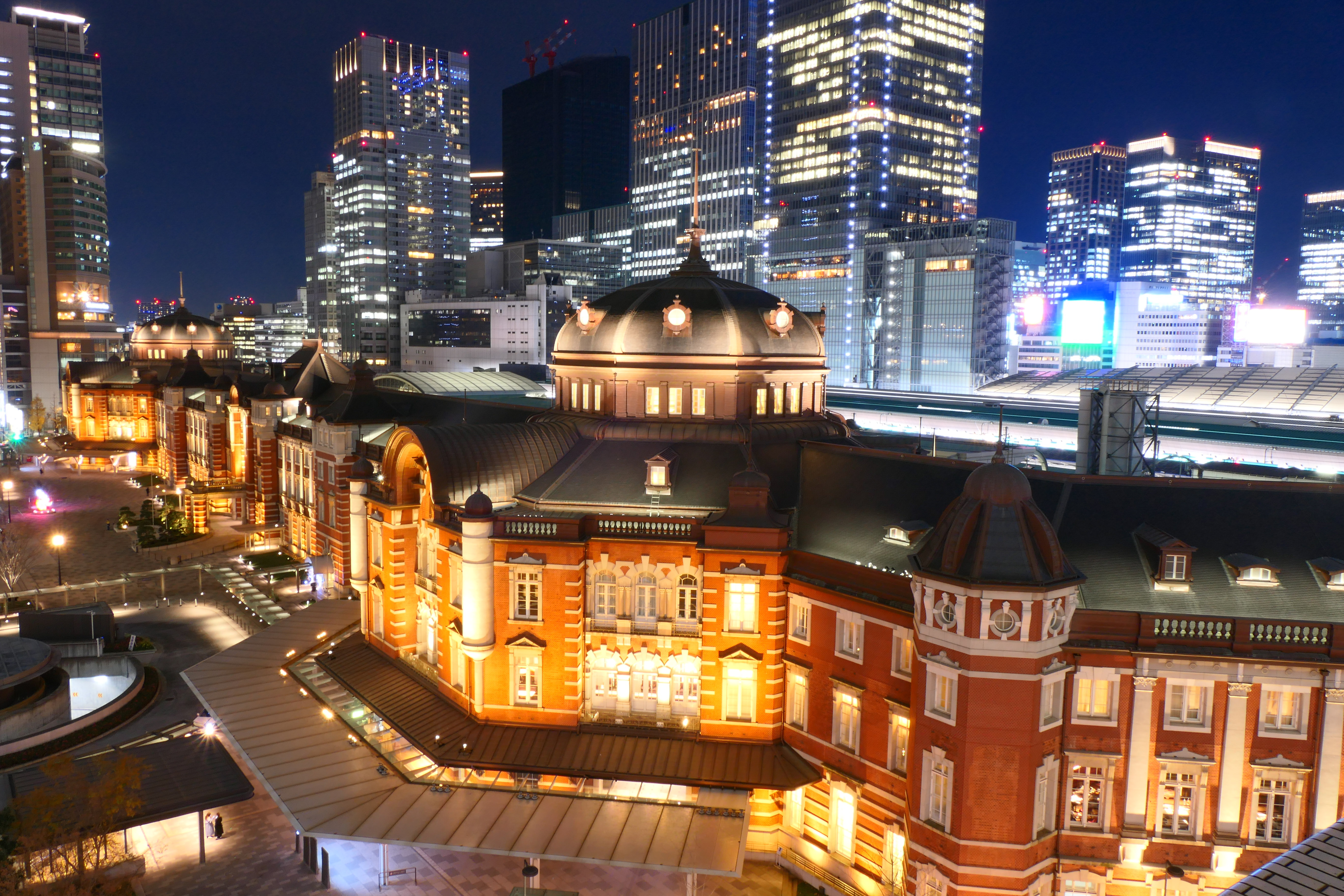
ライトアップされた保存復原工事後の駅舎（2020年12月）
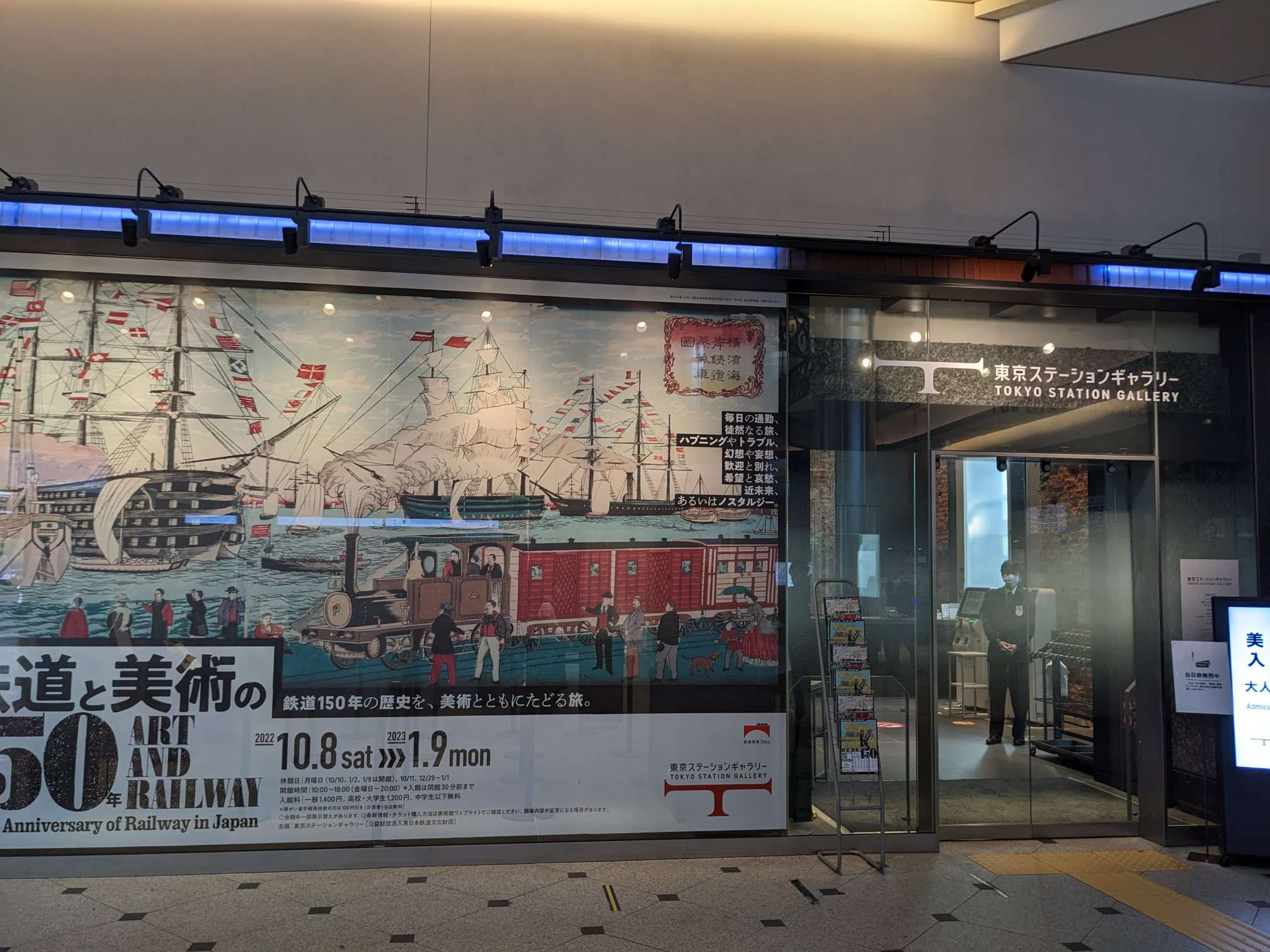
東京ステーションギャラリー（2022年11月）

## その他の特徴

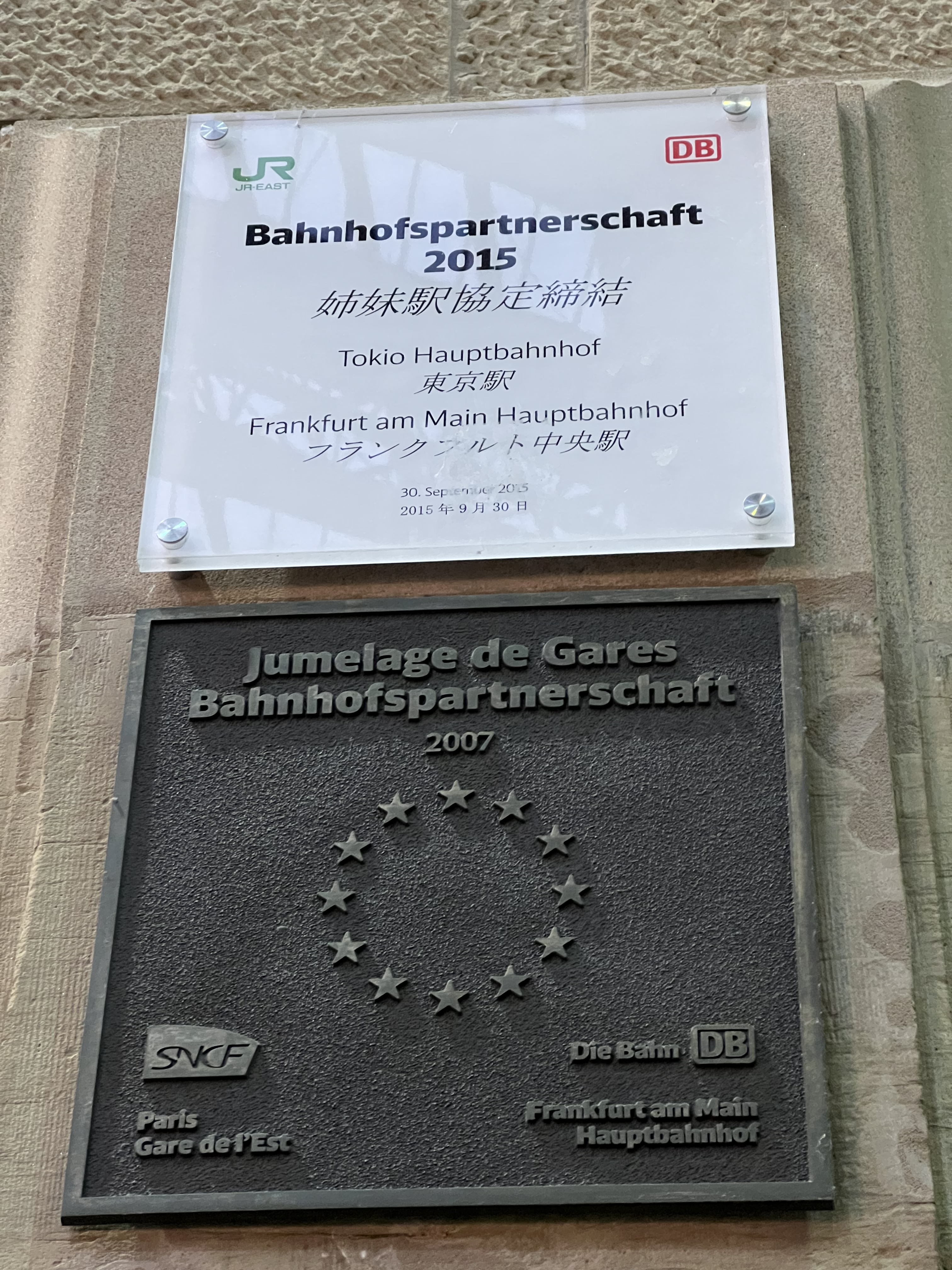
姉妹駅協定締結記念プレート（フランクフルト中央駅に設置、2022年8月）

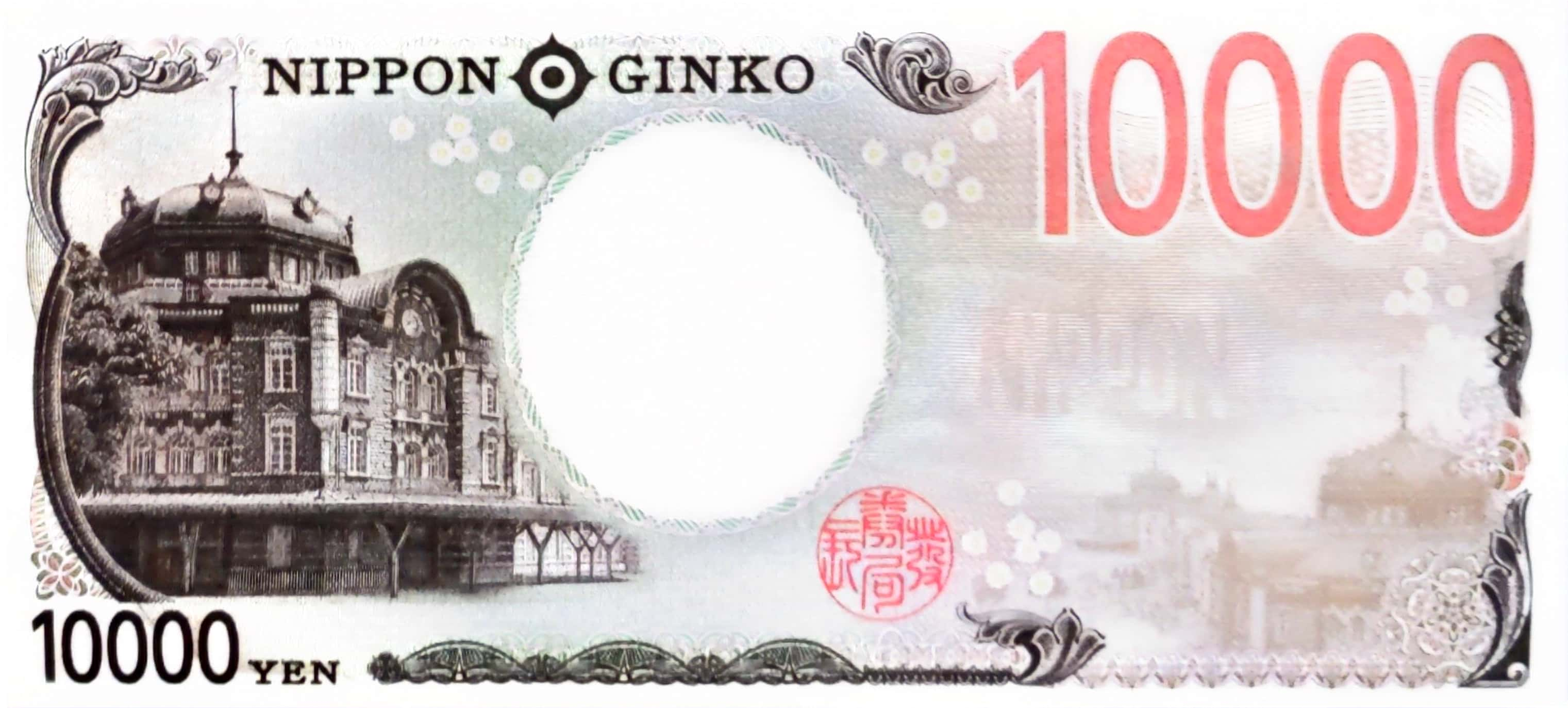
東京駅丸の内駅舎が描かれた一万円紙幣裏面

南北ドーム
南北ドームの天井は八角形である。各ドームに4個ずつ、丑・寅・辰・巳・未・申・戌・亥のレリーフが配されている。
姉妹駅
東京駅は2015年（平成27年）現在、オランダのアムステルダム中央駅と、アメリカ合衆国ニューヨーク市のグランド・セントラル駅、中華民国（台湾）新竹市の新竹駅およびドイツフランクフルト中央駅の4つの駅と姉妹駅の提携をしている。アムステルダム中央駅とは2006年（平成18年）4月11日提携、グランド・セントラル駅とは2013年（平成25年）3月19日提携、新竹駅とは2015年（平成27年）2月12日提携である。フランクフルト中央駅との姉妹駅の提携は、2015年（平成27年）9月25日にJR東日本により発表された。それによると姉妹駅となった理由は、100年以上が経過する歴史的な建造物を有することと他方面への起点駅であることである。
えきあど
JR東日本では、鉄道駅としては初めて2006年（平成18年）10月16日から駅構内にSuicaショッピングサービスを利用した私設私書箱「えきあど」を開始し、528箱設置された。
使用する際はあらかじめ会員登録を行うが、SuicaとPASMO（2007年〈平成19年〉3月18日以降対応）、ICOCA（2008年〈平成20年〉3月18日以降対応）が私書箱を開ける際の鍵の代わりとなる。私書箱の宛先は「〒100-○○○○東京都千代田区丸の内1丁目9番1号（○○番号）私書箱」となる。荷物が届くと携帯電話などの電子メールで通知される。
赤煉瓦コンサート
1987年（昭和62年）から團伊玖磨を音楽監督に迎えて定期的にコンサートが開催されるようになり、「とうきょうエキコン」の名で多くの人に親しまれた。このイベントは2000年（平成12年）11月9日に終了した が、2004年（平成16年）10月13日に「赤煉瓦コンサート」の名称で演奏会が復活している。音楽監督には池辺晋一郎が迎えられた。
旅客収入額
当駅の旅客収入額はJR東日本の駅中第1位である（1日平均およそ2億6千万円、2位は新宿駅で同1億6千万円）。また、2008年（平成20年）時点で旅客収入額のデータを公開しているJR駅中でも第1位である。どちらも新幹線などの長距離列車の発着が多く、乗車券の単価が高いためである。旧国鉄時代は日本一であった。2008年（平成20年）時点は正確な順位がわからないが、各新幹線が集中し、長距離旅客利用が日本一多い駅であるため、日本一であると見られる。
電化方式
当駅では直流600 V（東京メトロ丸ノ内線）、直流1500 V（在来線）、単相交流25000 V/50 Hz（東北・上越・北陸新幹線）、単相交流25000 V/60 Hz（東海道・山陽新幹線）と4種類の電化方式が存在する。なお、現在は非電化用の車両（気動車・蓄電池車・CDC車の気動車モード）と機関車（電気・ディーゼル・蒸気とも）は営業列車として入線していない。現在は営業全車両がVVVF（可変電圧可変周波数制御）かつ回生ブレーキ車である。
入線車両社局
当駅の在来線は、東海道線のJR西日本・JR東海所属の285系電車を除き全てJR東日本の車両である。国鉄時代の車両は新幹線は2013年（平成25年）に、在来線は2021年（令和3年）に入線がなくなった。他方、新幹線では東北新幹線にはJR北海道・JR東日本・JR西日本の車両（過去の車両を含め在籍した営業車両全て入線歴がある）が、東海道新幹線にはJR東海（全車両）・JR西日本（16両のみ）の車両が入線する。なお、当駅に乗り入れる路線はいずれもJR貨物の第二種鉄道事業区間に含まれないため、貨物列車は当駅に入線しない。
信号方式
当駅はATS-P（東海道本線・上野東京ライン、中央本線、横須賀線・総武本線、京葉線）、D-ATC（山手線と京浜東北線）、DS-ATC（東北新幹線）、ATC-NS（東海道新幹線）、CBTC（東京メトロ丸ノ内線）と5種類のATS / ATC方式が存在する。ワンマン運転は東京メトロ丸ノ内線（ATO）のみ。今後山手線・京浜東北線がATOワンマンが予定されている。
ICカード乗車券利用
当駅では全路線で交通系ICカード10種の利用に対応しているが、JR線での利用は一定の範囲の駅までに限られる。JR在来線（Suica・PASMOエリア）で当駅からICカードを利用できる最遠駅は、西は信越本線長野駅・大糸線穂高駅と小海線野辺山駅、北は常磐線浪江駅と上越線水上駅および東北本線黒磯駅である。JR東海をまたぐ場合は国府津駅、熱海駅のある定期券（新幹線定期券を含む）に限られる。JR東日本の新幹線でタッチでGo!新幹線による当駅からICカードの残額を使って利用できる最遠駅は、盛岡駅・新潟駅・ガーラ湯沢駅・上越妙高駅の新幹線停車駅相互間に限られる。なお、決済手段はICカード残額ではなくクレジットカードになるが、新幹線eチケットを利用した場合、北日本方面の（山形新幹線・秋田新幹線・盛岡駅以北・JR西日本・JR北海道の管轄駅を含めた）新幹線停車駅全駅に行ける。他方クレジット決済になるが、EX-ICまたスマートEXを利用した場合の最遠駅は、鹿児島中央駅。（JR東海東海道新幹線・JR西日本山陽新幹線・JR九州九州新幹線、「1予約最大3列車乗継」）までの全ての新幹線停車駅である。
霊安室
東京駅には霊安室が2室あり、一つは地上の第2自由通路付近、もう一つは地下2階にある。東京駅は利用者数が多いため、駅構内にて自殺や事故、病気などで利用者が亡くなることがある。その数は年間数人程度であるとされているので、二部屋を同時に使用する場合はほとんどない。地上の霊安室のドアには数字の「7」が記されていることから、駅職員は他の利用者に配慮してであろうか、遺体をこの霊安室に移送する際は「7号室のお客さん」と呼んでいるようである。
放置自転車
東京都の調査によれば、2011年（平成23年）東京駅周辺の放置自転車の数は1日平均830台で赤羽駅に次いでワースト2であった。利用者が多い割に、区有地不足や都条例の制約のため駐輪場の整備が進まないのが原因である。
喫煙コーナー
基本的に構内（改札内）は全面禁煙であるが、各新幹線ホーム上に喫煙コーナーおよび喫煙ブースが設置されている。
また改札外であれば、丸の内車掌区（丸の内地下北口）横、東京駅一番街（八重洲地下中央口）などに存在する。
エリア放送
JR東日本は、地上一般放送局の免許を受けワンセグエリア放送を実施していた。
| 免許人                 | 局名                     | 識別信号     | 物理チャンネル | 周波数         | 空中線電力 | ERP    | 業務区域                                          |
| ---------------------- | ------------------------ | ------------ | -------------- | -------------- | ---------- | ------ | ------------------------------------------------- |
| 東日本旅客鉄道株式会社 | JR東日本東京駅エリア放送 | JOXZ3BJ-AREA | 35ch           | 623.142857 MHz | 760 μW     | 750 μW | 地下一階グランスタエリア 京葉線地下一階コンコース |

- 初回免許年月日 平成25年3月22日
- 免許年月日 平成25年4月1日
- 免許有効期限 平成26年3月31日

遭難事件
東京駅は、2人の現役内閣総理大臣の遭難の現場となっている。1人は原敬（第19代）で、1921年（大正10年）11月4日に東京駅乗車口（現在の丸の内南口）で、大塚駅職員の中岡艮一に刺殺された。もう1人は濱口雄幸（第27代）で、こちらは1930年（昭和5年）11月14日に東京駅第4ホーム（現在の9番線・10番線ホーム）で、愛国社社員の佐郷屋留雄に銃撃された（原敬と違い一命を取り留めたが、この銃撃が遠因となる形で遭難翌年に死亡した）。
原敬の遭難現場には事件の概要を記したプレートと現場を示すマークが設置されている一方、濱口雄幸に関しては、直接の現場であるホームには何の目印もなく、ホームの直下に当たる新幹線中央乗換口付近のコンコースに、原同様のプレートとマークが設置されている。
紙幣のデザインに採用
2024年（令和6年）7月3日より発行の一万円紙幣（F号券）の裏面には、重要文化財でもある東京駅丸の内駅舎が描かれている。鉄道駅が紙幣にデザインされるのは初のことである。
駅ナカシェアオフィス
JR東日本が、働き方改革や生産性向上のサポート等を目的に、2018年（平成30年）11月28日 - 2019年（平成31年）2月20日に東京駅総武地下4階にて、駅ナカシェアオフィス「STATION WORK」のブース型オフィス「STATION BOOTH」の実証実験を実施した。その後、実証実験の結果を踏まえて、2019年（令和元年）8月1日より「STATION BOOTH」が本格開始された。さらに、同年11月21日には、コワーキング型オフィス「STATION DESK」が東京駅丸の内地下改札外にて開業した。また、東京駅周辺では、駅ナカシェアオフィス「STATION WORK」との提携を行っている施設があり、「STATION CONFERENCE東京」（サピアタワー内併設、2021年2月8日提携開始）、ホテルメトロポリタン丸の内（2021年3月5日提携開始）、「ダイワロイネットホテル東京京橋」（2021年3月8日提携開始）にて、事前予約を行うことで利用が可能となる。

## 駅弁
当駅では多数の駅弁が販売されている。主な駅弁は下記の通り。
- 特製幕之内御膳
- あなごめし
- 日本橋 幕之内
- 炭火焼牛カルビと牛すき煮重
- 厚切りロースとんかつ弁当
- 品川貝づくし
- 東海道新幹線弁当
- 炭火焼牛カルビ重
- 深川めし
- 焼売中華弁當
- うま旅弁当
- おむすび弁当
- 仙台名物牛たん弁当
- 東京肉三昧弁当（東京ステーションホテル総料理長監修）
- 平泉うにほたて重
- 伊達かきめし
- 牛宝弁当
- こぼれイクラととろサーモンハラス焼き弁当
- まぐろいくら弁当
- 海苔のり弁887
- 炭火焼風牛たん弁当「塩釜藻塩付」
- 米澤牛牛肉辨當
- 牛たんサガリのペッパーまぜメシ
- 幕之内弁当
- とちぎ霜降高原牛めし
- 山形特選牛めし
- やまゆり牛しぐれ煮弁当
- 三元豚とんかつ弁当
- しらす弁当
- 深川めし
- みちのく弁当の旅
- 30品目バランス弁当
- シウマイ弁当
- とりめし
- チキン弁当
- 昔ながらのシウマイ15個入
- 極選炭火焼き牛たん弁当
- 伊達のかきめし
- 宮城の郷土料理 はらこめし
- 古川駅 網焼き牛たん弁当
- 牛肉弁当

このほか、JR東日本クロスステーション（旧NRE）が運営する売店「駅弁屋 踊」「駅弁屋 祭」ではJR東日本管内の主な駅弁も当駅で購入できる。また、JR東海管轄の八重洲口や東海道新幹線ホームではJR東海パッセンジャーズの駅弁売店があり、同社独自の駅弁が販売されている。

## 利用状況

### JR東日本
2023年度（令和5年度）の1日平均乗車人員は403,831人である。
同社の駅では新宿駅、池袋駅に次ぐ第3位である。1996年度（平成8年度）から2011年度（平成23年度）まではJR東日本での駅別乗車人員が第5位であったが、2011年度（平成23年度）以降は同駅の復原工事と丸の内周辺の再開発が進んだこともあって乗車人員が大幅に増加し、2012年度（平成24年度）に横浜駅を、2013年度（平成25年度）に渋谷駅を上回った。しかし、2020年度（令和2年度）は新型コロナウイルス感染症（COVID-19）流行の影響により急減し、横浜駅と大阪駅（JR西日本）を下回った。なお、この数値にはJR線内の乗換客は含まれていない。
- 2023年度（令和5年度）の新幹線の1日平均乗車人員は65,056人である[JRE-S 1]。
同社管轄新幹線の駅では第1位。

各年度の推移は以下のとおりである。

#### 1日平均乗車人員（1910年代 - 1930年代）
| 1日平均乗車人員推移（国鉄） （1910年代 - 1930年代） | 1日平均乗車人員推移（国鉄） （1910年代 - 1930年代） | 1日平均乗車人員推移（国鉄） （1910年代 - 1930年代） |
| 年度                                                | 乗車人員                                            | 出典 （東京府）                                     |
| --------------------------------------------------- | --------------------------------------------------- | --------------------------------------------------- |
| 1914年（大正03年）                                  | 5,423                                               | [ 府 2 ]                                            |
| 1915年（大正04年）                                  | 5,707                                               | [ 府 3 ]                                            |
| 1916年（大正05年）                                  | 6,561                                               | [ 府 4 ]                                            |
| 1919年（大正08年）                                  | 13,367                                              | [ 府 5 ]                                            |
| 1920年（大正09年）                                  | 17,620                                              | [ 府 6 ]                                            |
| 1922年（大正11年）                                  | 25,976                                              | [ 府 7 ]                                            |
| 1923年（大正12年）                                  | 35,440                                              | [ 府 8 ]                                            |
| 1924年（大正13年）                                  | 43,709                                              | [ 府 9 ]                                            |
| 1925年（大正14年）                                  | 45,399                                              | [ 府 10 ]                                           |
| 1926年（昭和元年）                                  | 50,432                                              | [ 府 11 ]                                           |
| 1927年（昭和02年）                                  | 55,707                                              | [ 府 12 ]                                           |
| 1928年（昭和03年）                                  | 64,321                                              | [ 府 13 ]                                           |
| 1929年（昭和04年）                                  | 68,292                                              | [ 府 14 ]                                           |
| 1930年（昭和05年）                                  | 69,034                                              | [ 府 15 ]                                           |
| 1931年（昭和06年）                                  | 65,572                                              | [ 府 16 ]                                           |
| 1932年（昭和07年）                                  | 63,282                                              | [ 府 17 ]                                           |
| 1933年（昭和08年）                                  | 64,315                                              | [ 府 18 ]                                           |
| 1934年（昭和09年）                                  | 66,082                                              | [ 府 19 ]                                           |
| 1935年（昭和10年）                                  | 68,950                                              | [ 府 20 ]                                           |

#### 1日平均乗車人員（1953年 - 2000年）
| 1日平均乗車人員推移（国鉄／JR東日本）（1953年 - 2000年） | 1日平均乗車人員推移（国鉄／JR東日本）（1953年 - 2000年） | 1日平均乗車人員推移（国鉄／JR東日本）（1953年 - 2000年） | 1日平均乗車人員推移（国鉄／JR東日本）（1953年 - 2000年） | 1日平均乗車人員推移（国鉄／JR東日本）（1953年 - 2000年） |
| 年度                                                     | 乗車人員                                                 | 順位                                                     | 出典                                                     | 出典                                                     |
| 年度                                                     | 乗車人員                                                 | 順位                                                     | JR東日本                                                 | 東京都                                                   |
| -------------------------------------------------------- | -------------------------------------------------------- | -------------------------------------------------------- | -------------------------------------------------------- | -------------------------------------------------------- |
| 1953年（昭和28年）                                       | 207,922                                                  |                                                          |                                                          | [ 都 2 ]                                                 |
| 1954年（昭和29年）                                       | 224,318                                                  |                                                          |                                                          | [ 都 3 ]                                                 |
| 1955年（昭和30年）                                       | 258,159                                                  |                                                          |                                                          | [ 都 4 ]                                                 |
| 1956年（昭和31年）                                       | 275,133                                                  |                                                          |                                                          | [ 都 5 ]                                                 |
| 1957年（昭和32年）                                       | 289,150                                                  |                                                          |                                                          | [ 都 6 ]                                                 |
| 1958年（昭和33年）                                       | 296,571                                                  |                                                          |                                                          | [ 都 7 ]                                                 |
| 1959年（昭和34年）                                       | 307,724                                                  |                                                          |                                                          | [ 都 8 ]                                                 |
| 1960年（昭和35年）                                       | 333,563                                                  |                                                          |                                                          | [ 都 9 ]                                                 |
| 1961年（昭和36年）                                       | 356,030                                                  |                                                          |                                                          | [ 都 10 ]                                                |
| 1962年（昭和37年）                                       | 377,652                                                  |                                                          |                                                          | [ 都 11 ]                                                |
| 1963年（昭和38年）                                       | 387,634                                                  |                                                          |                                                          | [ 都 12 ]                                                |
| 1964年（昭和39年）                                       | 393,219                                                  |                                                          |                                                          | [ 都 13 ]                                                |
| 1965年（昭和40年）                                       | 396,330                                                  |                                                          |                                                          | [ 都 14 ]                                                |
| 1966年（昭和41年）                                       | 402,597                                                  |                                                          |                                                          | [ 都 15 ]                                                |
| 1967年（昭和42年）                                       | 410,881                                                  |                                                          |                                                          | [ 都 16 ]                                                |
| 1968年（昭和43年）                                       | 401,261                                                  |                                                          |                                                          | [ 都 17 ]                                                |
| 1969年（昭和44年）                                       | 337,051                                                  |                                                          |                                                          | [ 都 18 ]                                                |
| 1970年（昭和45年）                                       | 342,619                                                  |                                                          |                                                          | [ 都 19 ]                                                |
| 1971年（昭和46年）                                       | 352,109                                                  |                                                          |                                                          | [ 都 20 ]                                                |
| 1972年（昭和47年）                                       | 369,134                                                  |                                                          |                                                          | [ 都 21 ]                                                |
| 1973年（昭和48年）                                       | 388,567                                                  |                                                          |                                                          | [ 都 22 ]                                                |
| 1974年（昭和49年）                                       | 395,863                                                  |                                                          |                                                          | [ 都 23 ]                                                |
| 1975年（昭和50年）                                       | 379,623                                                  |                                                          |                                                          | [ 都 24 ]                                                |
| 1976年（昭和51年）                                       | 379,540                                                  |                                                          |                                                          | [ 都 25 ]                                                |
| 1977年（昭和52年）                                       | 365,830                                                  |                                                          |                                                          | [ 都 26 ]                                                |
| 1978年（昭和53年）                                       | 358,871                                                  |                                                          |                                                          | [ 都 27 ]                                                |
| 1979年（昭和54年）                                       | 350,866                                                  |                                                          |                                                          | [ 都 28 ]                                                |
| 1980年（昭和55年）                                       | 341,655                                                  |                                                          |                                                          | [ 都 29 ]                                                |
| 1981年（昭和56年）                                       | 332,575                                                  |                                                          |                                                          | [ 都 30 ]                                                |
| 1982年（昭和57年）                                       | 328,789                                                  |                                                          |                                                          | [ 都 31 ]                                                |
| 1983年（昭和58年）                                       | 329,910                                                  |                                                          |                                                          | [ 都 32 ]                                                |
| 1984年（昭和59年）                                       | 338,282                                                  |                                                          |                                                          | [ 都 33 ]                                                |
| 1985年（昭和60年）                                       | 329,677                                                  |                                                          |                                                          | [ 都 34 ]                                                |
| 1986年（昭和61年）                                       | 337,219                                                  |                                                          |                                                          | [ 都 35 ]                                                |
| 1987年（昭和62年）                                       | 328,423                                                  |                                                          |                                                          | [ 都 36 ]                                                |
| 1988年（昭和63年）                                       | 352,416                                                  |                                                          |                                                          | [ 都 37 ]                                                |
| 1989年（平成元年）                                       | 367,611                                                  |                                                          |                                                          | [ 都 38 ]                                                |
| 1990年（平成02年）                                       | 394,055                                                  |                                                          |                                                          | [ 都 39 ]                                                |
| 1991年（平成03年）                                       | 418,858                                                  |                                                          |                                                          | [ 都 40 ]                                                |
| 1992年（平成04年）                                       | 423,052                                                  |                                                          |                                                          | [ 都 41 ]                                                |
| 1993年（平成05年）                                       | 420,852                                                  |                                                          |                                                          | [ 都 42 ]                                                |
| 1994年（平成06年）                                       | 406,841                                                  |                                                          |                                                          | [ 都 43 ]                                                |
| 1995年（平成07年）                                       | 399,609                                                  |                                                          |                                                          | [ 都 44 ]                                                |
| 1996年（平成08年）                                       | 394,115                                                  |                                                          |                                                          | [ 都 45 ]                                                |
| 1997年（平成09年）                                       | 386,534                                                  |                                                          |                                                          | [ 都 46 ]                                                |
| 1998年（平成10年）                                       | 382,129                                                  |                                                          |                                                          | [ 都 47 ]                                                |
| 1999年（平成11年）                                       | 376,960                                                  | 5位                                                      | [ JRE 2 ]                                                | [ 都 48 ]                                                |
| 2000年（平成12年）                                       | 372,611                                                  | 5位                                                      | [ JRE 3 ]                                                | [ 都 49 ]                                                |

#### 1日平均乗車人員（2001年以降）
| 1日平均乗車人員推移（JR東日本）（2001年度以降） | 1日平均乗車人員推移（JR東日本）（2001年度以降） | 1日平均乗車人員推移（JR東日本）（2001年度以降） | 1日平均乗車人員推移（JR東日本）（2001年度以降） | 1日平均乗車人員推移（JR東日本）（2001年度以降） | 1日平均乗車人員推移（JR東日本）（2001年度以降） | 1日平均乗車人員推移（JR東日本）（2001年度以降） | 1日平均乗車人員推移（JR東日本）（2001年度以降） | 1日平均乗車人員推移（JR東日本）（2001年度以降） | 1日平均乗車人員推移（JR東日本）（2001年度以降） | 1日平均乗車人員推移（JR東日本）（2001年度以降） | 1日平均乗車人員推移（JR東日本）（2001年度以降） |
| 年度                                            | 計                                              | 計                                              | 計                                              | 計                                              | 計                                              | 新幹線                                          | 新幹線                                          | 新幹線                                          | 新幹線                                          | 出典                                            | 出典                                            |
| 年度                                            | 定期外                                          | 定期                                            | 合計                                            | 前年度比                                        | 順位                                            | 定期外                                          | 定期                                            | 合計                                            | 前年度比                                        | JR東日本                                        | 東京都                                          |
| ----------------------------------------------- | ----------------------------------------------- | ----------------------------------------------- | ----------------------------------------------- | ----------------------------------------------- | ----------------------------------------------- | ----------------------------------------------- | ----------------------------------------------- | ----------------------------------------------- | ----------------------------------------------- | ----------------------------------------------- | ----------------------------------------------- |
| 2001年（平成13年）                              |                                                 |                                                 | 368,967                                         |                                                 | 5位                                             | 非公表                                          | 非公表                                          | 非公表                                          | 非公表                                          | [ JRE 4 ]                                       | [ 都 50 ]                                       |
| 2002年（平成14年）                              |                                                 |                                                 | 374,922                                         |                                                 | 5位                                             | 非公表                                          | 非公表                                          | 非公表                                          | 非公表                                          | [ JRE 5 ]                                       | [ 都 51 ]                                       |
| 2003年（平成15年）                              |                                                 |                                                 | 369,025                                         |                                                 | 5位                                             | 非公表                                          | 非公表                                          | 非公表                                          | 非公表                                          | [ JRE 6 ]                                       | [ 都 52 ]                                       |
| 2004年（平成16年）                              |                                                 |                                                 | 371,113                                         |                                                 | 5位                                             | 非公表                                          | 非公表                                          | 非公表                                          | 非公表                                          | [ JRE 7 ]                                       | [ 都 53 ]                                       |
| 2005年（平成17年）                              |                                                 |                                                 | 379,350                                         |                                                 | 5位                                             | 非公表                                          | 非公表                                          | 非公表                                          | 非公表                                          | [ JRE 8 ]                                       | [ 都 54 ]                                       |
| 2006年（平成18年）                              |                                                 |                                                 | 382,242                                         |                                                 | 5位                                             | 非公表                                          | 非公表                                          | 非公表                                          | 非公表                                          | [ JRE 9 ]                                       | [ 都 55 ]                                       |
| 2007年（平成19年）                              |                                                 |                                                 | 396,152                                         |                                                 | 5位                                             | 非公表                                          | 非公表                                          | 非公表                                          | 非公表                                          | [ JRE 10 ]                                      | [ 都 56 ]                                       |
| 2008年（平成20年）                              |                                                 |                                                 | 394,135                                         |                                                 | 5位                                             | 非公表                                          | 非公表                                          | 非公表                                          | 非公表                                          | [ JRE 11 ]                                      | [ 都 57 ]                                       |
| 2009年（平成21年）                              |                                                 |                                                 | 384,024                                         |                                                 | 5位                                             | 非公表                                          | 非公表                                          | 非公表                                          | 非公表                                          | [ JRE 12 ]                                      | [ 都 58 ]                                       |
| 2010年（平成22年）                              |                                                 |                                                 | 381,704                                         |                                                 | 5位                                             | 非公表                                          | 非公表                                          | 非公表                                          | 非公表                                          | [ JRE 13 ]                                      | [ 都 59 ]                                       |
| 2011年（平成23年）                              |                                                 |                                                 | 380,997                                         |                                                 | 5位                                             | 非公表                                          | 非公表                                          | 非公表                                          | 非公表                                          | [ JRE 14 ]                                      | [ 都 60 ]                                       |
| 2012年（平成24年）                              | 189,621                                         | 212,655                                         | 402,277                                         |                                                 | 4位                                             | 61,325                                          | 9,349                                           | 70,675                                          |                                                 | [ JRE 15 ] [ JRE-S 2 ]                          | [ 都 61 ]                                       |
| 2013年（平成25年）                              | 196,897                                         | 219,011                                         | 415,908                                         |                                                 | 3位                                             | 63,959                                          | 9,693                                           | 73,652                                          |                                                 | [ JRE 16 ] [ JRE-S 3 ]                          | [ 都 62 ]                                       |
| 2014年（平成26年）                              | 198,079                                         | 219,742                                         | 417,822                                         |                                                 | 3位                                             | 63,448                                          | 9,325                                           | 72,774                                          |                                                 | [ JRE 17 ] [ JRE-S 4 ]                          | [ 都 63 ]                                       |
| 2015年（平成27年）                              | 207,248                                         | 227,385                                         | 434,633                                         |                                                 | 3位                                             | 68,171                                          | 9,505                                           | 77,677                                          |                                                 | [ JRE 18 ] [ JRE-S 5 ]                          | [ 都 64 ]                                       |
| 2016年（平成28年）                              | 209,286                                         | 230,268                                         | 439,554                                         | 1.1%                                            | 3位                                             | 68,130                                          | 9,568                                           | 77,699                                          |                                                 | [ JRE 19 ] [ JRE-S 6 ]                          | [ 都 65 ]                                       |
| 2017年（平成29年）                              | 216,373                                         | 236,176                                         | 452,549                                         | 3.0%                                            | 3位                                             | 68,980                                          | 9,637                                           | 78,618                                          |                                                 | [ JRE 20 ] [ JRE-S 7 ]                          | [ 都 66 ]                                       |
| 2018年（平成30年）                              | 224,973                                         | 242,191                                         | 467,165                                         | 3.2%                                            | 3位                                             | 70,152                                          | 9,838                                           | 79,991                                          |                                                 | [ JRE 21 ] [ JRE-S 8 ]                          | [ 都 67 ]                                       |
| 2019年（令和元年）                              | 214,154                                         | 248,434                                         | 462,589                                         | −1.0%                                           | 3位                                             | 65,053                                          | 9,950                                           | 75,004                                          |                                                 | [ JRE 22 ] [ JRE-S 9 ]                          | [ 都 68 ]                                       |
| 2020年（令和02年）                              | 91,879                                          | 179,228                                         | 271,108                                         | −41.4%                                          | 4位                                             | 18,849                                          | 6,124                                           | 24,973                                          | −66.7%                                          | [ JRE 23 ] [ JRE-S 10 ]                         | [ 都 69 ]                                       |
| 2021年（令和03年）                              | 124,888                                         | 157,750                                         | 282,638                                         | 4.3%                                            | 4位                                             | 27,050                                          | 5,029                                           | 32,080                                          | 28.5%                                           | [ JRE 24 ] [ JRE-S 11 ]                         | [ 都 70 ]                                       |
| 2022年（令和04年）                              | 182,209                                         | 164,449                                         | 346,658                                         | 22.7%                                           | 3位                                             | 45,869                                          | 5,422                                           | 51,292                                          | 59.9%                                           | [ JRE 25 ] [ JRE-S 12 ]                         | [ 都 71 ]                                       |
| 2023年（令和05年）                              | 224,151                                         | 179,679                                         | 403,831                                         | 116.5%                                          | 3位                                             | 59,040                                          | 6,016                                           | 65,056                                          | 127.2%                                          | [ JRE 1 ] [ JRE-S 1 ]                           |                                                 |

備考
1. ↑  1914年（大正3年）12月20日に開業。開業日から1915年（大正4年）3月31日までの計102日間を集計したデータ。
2. 1 2  東京都統計年鑑に掲載されている乗車人員は、在来線のみ。

### JR東海
2023年度（令和5年度）の1日平均乗車人員は95,000人である。同社の駅では第2位（1位は名古屋駅、3位は新大阪駅）だが、東海道新幹線の単独駅の中では第1位である。最繁忙期には、上記JR東日本ともども当駅を利用する客で混雑する。
2003年度（平成15年度）以降の推移は以下のとおりである。
| 1日平均乗車人員推移（JR東海） | 1日平均乗車人員推移（JR東海） | 1日平均乗車人員推移（JR東海） | 1日平均乗車人員推移（JR東海） |
| 年度                          | 乗車人員                      | 出典                          | 出典                          |
| 年度                          | 乗車人員                      | JR東海                        | JR西日本                      |
| ----------------------------- | ----------------------------- | ----------------------------- | ----------------------------- |
| 2003年（平成15年）            | 98,227                        | [ JRC 2 ]                     |                               |
| 2004年（平成16年）            | 107,479                       | [ JRC 3 ]                     |                               |
| 2005年（平成17年）            | 92,220                        | [ JRC 4 ]                     |                               |
| 2006年（平成18年）            | 92,205                        | [ JRC 5 ]                     |                               |
| 2007年（平成19年）            |                               |                               |                               |
| 2008年（平成20年）            |                               |                               |                               |
| 2009年（平成21年）            |                               |                               |                               |
| 2010年（平成22年）            | 83,000                        |                               |                               |
| 2011年（平成23年）            | 84,000                        |                               |                               |
| 2012年（平成24年）            | 89,000                        |                               |                               |
| 2013年（平成25年）            | 93,354                        |                               | [ JRW 1 ]                     |
| 2014年（平成26年）            | 93,000                        |                               | [ JRW 2 ]                     |
| 2015年（平成27年）            | 97,000                        |                               | [ JRW 3 ]                     |
| 2016年（平成28年）            | 98,000                        |                               | [ JRW 4 ]                     |
| 2017年（平成29年）            | 101,138                       |                               | [ JRW 5 ]                     |
| 2018年（平成30年）            | 104,451                       |                               | [ JRW 6 ]                     |
| 2019年（令和元年）            | 98,120                        |                               | [ JRW 7 ]                     |
| 2020年（令和02年）            | 33,805                        |                               | [ JRW 8 ]                     |
| 2021年（令和03年）            | 46,858                        | [ JRC 1 ]                     | [ JRW 9 ]                     |
| 2022年（令和04年）            | 78,000                        | [ JRC 1 ]                     | [ JRW 10 ]                    |
| 2023年（令和05年）            | 95,000                        | [ JRC 1 ]                     |                               |

備考
1. ↑  東京都統計年鑑に掲載されている乗車人員は、在来線のみ。

### 東京メトロ
2024年度（令和6年度）の1日平均乗降人員は199,232人である。同社の駅の中では新宿駅に次ぐ第8位であり（1位は池袋駅）、丸ノ内線の駅としては銀座駅に次いで5番目に多い。1965年度（昭和40年度）にピークを迎えた後は一度減少するものの、1979年度（昭和54年度）から1992年度（平成4年度）にかけて再び増加した。その後は減少傾向であったが、2001年度（平成13年度）から再度増加傾向にあり、2013年度（平成25年度）の乗降人員は過去最高を記録し、さらに2016年度（平成28年度）には乗降人員が20万人を超えた。
各年度の推移は以下のとおりである。

#### 1日平均乗車人員（1956年 - 2000年）
| 1日平均乗車人員推移（営団）（1956年 - 2000年） | 1日平均乗車人員推移（営団）（1956年 - 2000年） | 1日平均乗車人員推移（営団）（1956年 - 2000年） |
| 年度                                           | 乗車人員                                       | 出典 （東京都）                                |
| ---------------------------------------------- | ---------------------------------------------- | ---------------------------------------------- |
| 1956年（昭和31年）                             | 22,393                                         | [ 都 5 ]                                       |
| 1957年（昭和32年）                             | 26,979                                         | [ 都 6 ]                                       |
| 1958年（昭和33年）                             | 29,656                                         | [ 都 7 ]                                       |
| 1959年（昭和34年）                             | 39,799                                         | [ 都 8 ]                                       |
| 1960年（昭和35年）                             | 42,160                                         | [ 都 9 ]                                       |
| 1961年（昭和36年）                             | 54,301                                         | [ 都 10 ]                                      |
| 1962年（昭和37年）                             | 64,689                                         | [ 都 11 ]                                      |
| 1963年（昭和38年）                             | 69,753                                         | [ 都 72 ]                                      |
| 1964年（昭和39年）                             | 73,563                                         | [ 都 13 ]                                      |
| 1965年（昭和40年）                             | 74,104                                         | [ 都 73 ]                                      |
| 1966年（昭和41年）                             | 72,997                                         | [ 都 15 ]                                      |
| 1967年（昭和42年）                             | 72,813                                         | [ 都 74 ]                                      |
| 1968年（昭和43年）                             | 70,570                                         | [ 都 75 ]                                      |
| 1969年（昭和44年）                             | 69,635                                         | [ 都 18 ]                                      |
| 1970年（昭和45年）                             | 69,132                                         | [ 都 19 ]                                      |
| 1971年（昭和46年）                             | 67,932                                         | [ 都 20 ]                                      |
| 1972年（昭和47年）                             | 65,770                                         | [ 都 76 ]                                      |
| 1973年（昭和48年）                             | 67,523                                         | [ 都 77 ]                                      |
| 1974年（昭和49年）                             | 66,430                                         | [ 都 78 ]                                      |
| 1975年（昭和50年）                             | 63,699                                         | [ 都 79 ]                                      |
| 1976年（昭和51年）                             | 61,792                                         | [ 都 80 ]                                      |
| 1977年（昭和52年）                             | 62,923                                         | [ 都 81 ]                                      |
| 1978年（昭和53年）                             | 60,088                                         | [ 都 82 ]                                      |
| 1979年（昭和54年）                             | 59,956                                         | [ 都 83 ]                                      |
| 1980年（昭和55年）                             | 60,586                                         | [ 都 84 ]                                      |
| 1981年（昭和56年）                             | 61,863                                         | [ 都 85 ]                                      |
| 1982年（昭和57年）                             | 62,104                                         | [ 都 86 ]                                      |
| 1983年（昭和58年）                             | 63,224                                         | [ 都 87 ]                                      |
| 1984年（昭和59年）                             | 65,027                                         | [ 都 88 ]                                      |
| 1985年（昭和60年）                             | 64,244                                         | [ 都 89 ]                                      |
| 1986年（昭和61年）                             | 65,408                                         | [ 都 90 ]                                      |
| 1987年（昭和62年）                             | 66,872                                         | [ 都 91 ]                                      |
| 1988年（昭和63年）                             | 68,742                                         | [ 都 92 ]                                      |
| 1989年（平成元年）                             | 68,912                                         | [ 都 93 ]                                      |
| 1990年（平成02年）                             | 73,288                                         | [ 都 94 ]                                      |
| 1991年（平成03年）                             | 76,041                                         | [ 都 95 ]                                      |
| 1992年（平成04年）                             | 76,356                                         | [ 都 41 ]                                      |
| 1993年（平成05年）                             | 76,332                                         | [ 都 42 ]                                      |
| 1994年（平成06年）                             | 75,227                                         | [ 都 43 ]                                      |
| 1995年（平成07年）                             | 74,336                                         | [ 都 44 ]                                      |
| 1996年（平成08年）                             | 73,630                                         | [ 都 45 ]                                      |
| 1997年（平成09年）                             | 72,107                                         | [ 都 96 ]                                      |
| 1998年（平成10年）                             | 71,989                                         | [ 都 47 ]                                      |
| 1999年（平成11年）                             | 69,055                                         | [ 都 48 ]                                      |
| 2000年（平成12年）                             | 67,351                                         | [ 都 97 ]                                      |

#### 1日平均乗車人員・乗降人員（2001年以降）
| 1日平均乗車人員・乗降人員推移（営団／東京メトロ） | 1日平均乗車人員・乗降人員推移（営団／東京メトロ） | 1日平均乗車人員・乗降人員推移（営団／東京メトロ） | 1日平均乗車人員・乗降人員推移（営団／東京メトロ） | 1日平均乗車人員・乗降人員推移（営団／東京メトロ） | 1日平均乗車人員・乗降人員推移（営団／東京メトロ） | 1日平均乗車人員・乗降人員推移（営団／東京メトロ） | 1日平均乗車人員・乗降人員推移（営団／東京メトロ） | 1日平均乗車人員・乗降人員推移（営団／東京メトロ） | 1日平均乗車人員・乗降人員推移（営団／東京メトロ） |
| 年度                                              | 乗車人員                                          | 乗降人員                                          | 乗降人員                                          | 乗降人員                                          | 乗降人員                                          | 乗降人員                                          | 出典                                              | 出典                                              | 出典                                              |
| 年度                                              | 乗車人員                                          | 定期外                                            | 定期                                              | 合計                                              | 増加率                                            | 順位                                              | 営団／メトロ                                      | 関東広告                                          | 東京都                                            |
| ------------------------------------------------- | ------------------------------------------------- | ------------------------------------------------- | ------------------------------------------------- | ------------------------------------------------- | ------------------------------------------------- | ------------------------------------------------- | ------------------------------------------------- | ------------------------------------------------- | ------------------------------------------------- |
| 2001年（平成13年）                                | 66,940                                            |                                                   |                                                   | 136,345                                           | −3.3%                                             | 13位                                              | [ メ 3 ]                                          |                                                   | [ 都 98 ]                                         |
| 2002年（平成14年）                                | 67,526                                            |                                                   |                                                   | 139,034                                           | 2.0%                                              | 13位                                              | [ メ 4 ]                                          |                                                   | [ 都 99 ]                                         |
| 2003年（平成15年）                                | 67,557                                            | 76,515                                            | 62,734                                            | 139,249                                           | 0.2%                                              | 13位                                              | [ メ 5 ]                                          | [ 関広 1 ]                                        | [ 都 100 ]                                        |
| 2004年（平成16年）                                | 67,397                                            | 73,148                                            | 63,728                                            | 136,876                                           | −1.7%                                             | 13位                                              | [ メ 6 ]                                          | [ 関広 2 ]                                        | [ 都 101 ]                                        |
| 2005年（平成17年）                                | 68,019                                            | 73,514                                            | 64,932                                            | 138,446                                           | 1.1%                                              | 12位                                              | [ メ 7 ]                                          | [ 関広 3 ]                                        | [ 都 102 ]                                        |
| 2006年（平成18年）                                | 68,677                                            | 74,698                                            | 65,788                                            | 140,486                                           | 1.5%                                              | 13位                                              | [ メ 8 ]                                          | [ 関広 4 ]                                        | [ 都 103 ]                                        |
| 2007年（平成19年）                                | 74,279                                            | 80,889                                            | 69,976                                            | 150,865                                           | 7.4%                                              | 14位                                              | [ メ 9 ]                                          | [ 関広 5 ]                                        | [ 都 104 ]                                        |
| 2008年（平成20年）                                | 75,627                                            | 82,884                                            | 73,038                                            | 155,922                                           | 3.4%                                              | 13位                                              | [ メ 10 ]                                         | [ 関広 6 ]                                        | [ 都 105 ]                                        |
| 2009年（平成21年）                                | 75,307                                            | 80,640                                            | 74,686                                            | 155,326                                           | −0.4%                                             | 13位                                              | [ メ 11 ]                                         | [ 関広 7 ]                                        | [ 都 106 ]                                        |
| 2010年（平成22年）                                | 75,992                                            | 80,018                                            | 75,990                                            | 156,008                                           | 0.4%                                              | 13位                                              | [ メ 12 ]                                         | [ 関広 8 ]                                        | [ 都 107 ]                                        |
| 2011年（平成23年）                                | 76,175                                            | 79,334                                            | 77,402                                            | 156,736                                           | 0.5%                                              | 12位                                              | [ メ 13 ]                                         | [ 関広 9 ]                                        | [ 都 108 ]                                        |
| 2012年（平成24年）                                | 82,233                                            | 87,466                                            | 81,686                                            | 169,152                                           | 7.9%                                              | 11位                                              | [ メ 14 ]                                         | [ 関広 10 ]                                       | [ 都 109 ]                                        |
| 2013年（平成25年）                                | 87,871                                            | 93,992                                            | 87,216                                            | 181,208                                           | 7.1%                                              | 10位                                              | [ メ 15 ]                                         | [ 関広 11 ]                                       | [ 都 110 ]                                        |
| 2014年（平成26年）                                | 90,608                                            | 96,317                                            | 90,142                                            | 186,459                                           | 2.9%                                              | 10位                                              | [ メ 16 ]                                         | [ 関広 12 ]                                       | [ 都 111 ]                                        |
| 2015年（平成27年）                                | 95,970                                            | 102,027                                           | 94,660                                            | 196,687                                           | 5.5%                                              | 10位                                              | [ メ 17 ]                                         | [ 関広 13 ]                                       | [ 都 112 ]                                        |
| 2016年（平成28年）                                | 99,707                                            | 104,525                                           | 99,762                                            | 204,287                                           | 3.9%                                              | 10位                                              | [ メ 18 ]                                         | [ 関広 14 ]                                       | [ 都 113 ]                                        |
| 2017年（平成29年）                                | 103,156                                           | 108,624                                           | 102,934                                           | 211,558                                           | 3.6%                                              | 10位                                              | [ メ 19 ]                                         | [ 関広 15 ]                                       | [ 都 114 ]                                        |
| 2018年（平成30年）                                | 106,463                                           | 112,221                                           | 106,054                                           | 218,275                                           | 3.2%                                              | 9位                                               | [ メ 20 ]                                         | [ 関広 16 ]                                       | [ 都 115 ]                                        |
| 2019年（令和元年）                                | 105,536                                           | 109,013                                           | 107,736                                           | 216,749                                           | −0.7%                                             | 9位                                               | [ メ 21 ]                                         | [ 関広 17 ]                                       | [ 都 116 ]                                        |
| 2020年（令和02年）                                | 19,137                                            | 47,987                                            | 76,772                                            | 124,759                                           | −42.4%                                            | 11位                                              | [ メ 22 ]                                         | [ 関広 18 ]                                       | [ 都 117 ]                                        |
| 2021年（令和03年）                                | 20,252                                            | 62,035                                            | 69,002                                            | 131,037                                           | 5.0%                                              | 12位                                              | [ メ 23 ]                                         | [ 関広 19 ]                                       | [ 都 118 ]                                        |
| 2022年（令和04年）                                | 23,937                                            | 87,826                                            | 74,782                                            | 162,608                                           | 24.1%                                             | 9位                                               | [ メ 24 ]                                         | [ 関広 20 ]                                       | [ 都 119 ]                                        |
| 2023年（令和05年）                                |                                                   | 104,239                                           | 82,014                                            | 186,253                                           | 14.5%                                             | 8位                                               | [ メ 2 ]                                          | [ 関広 21 ]                                       |                                                   |
| 2024年（令和06年）                                |                                                   |                                                   |                                                   | 199,232                                           | 7.0%                                              | 8位                                               | [ メ 1 ]                                          |                                                   |                                                   |

備考
1. ↑  1956年（昭和31年）7月20日に開業。開業日から1957年（昭和32年）3月31日までの計255日間を集計したデータ。

## 駅周辺
丸の内や大手町など当駅周辺は日本最大のビジネス街、中心業務地区（CBD）を形成している。日本屈指の大企業や主要新聞社の本社、メガバンクの本店などが集積している。昼間はサラリーマンで人通りが多いが、夜間は少ないため昼夜間人口比率が非常に高い。東京ステーションシティなどの駅ナカ商業施設は充実しているが、基本的にオフィス街であるため、新宿や渋谷・池袋・銀座などの大規模繁華街に比べると商業施設やアパレル店、飲食店などは少ない。東京駅には地下鉄は東京メトロ丸ノ内線1路線のみであるが、当駅の北西には地下鉄5路線が乗り入れる大手町駅も至近距離に位置しており、利便性が高い。JRの駅を中心とする以下の地下鉄各駅は概ね半径1キロメートル範囲内にあるので、状況によっては徒歩での移動の方が早く到達する場合もある。日本橋や銀座・有楽町（日比谷）などの街も徒歩圏内にある。
八重洲口を中心に複数の高速バスターミナルが点在しており、東京では新宿駅のバスタ新宿に次ぐ高速バスの拠点地域となっている。これらのバスのりばは将来的にバスターミナル東京八重洲へ集約される計画がある。
- 大手町駅（東京メトロ丸ノ内線・東西線・千代田線・半蔵門線、都営地下鉄三田線（行幸地下通路で連絡））
- 日本橋駅（東京メトロ銀座線・東西線、都営地下鉄浅草線）
- 三越前駅（東京メトロ半蔵門線〈銀座線のりばへは遠い〉）
- 二重橋前駅（東京メトロ千代田線〈行幸地下通路で連絡〉）
- 日比谷駅（東京メトロ日比谷線・千代田線、都営地下鉄三田線〈行幸地下通路で二重橋前駅経由で連絡〉）
- 有楽町駅（JR山手線・京浜東北線、東京メトロ有楽町線〈京葉線東京駅と山手線・京浜東北線有楽町駅は制度上の乗り換えが可能〉）
- 銀座一丁目駅（東京メトロ有楽町線〈八重洲南口から南進〉）
- 京橋駅（東京メトロ銀座線〈八重洲地下南出入口から国道1号方向へ直進〉）
- 宝町駅（都営地下鉄浅草線〈京橋駅と同様〉）

東京駅改札外の地下街（上記の「再開発事業」参照）は、大手町や銀座などに繋がっており、地上に出ず行き来できる。日経MJ紙によると総延長は約20キロメートルで、1,000軒を超える店舗があり、年間売上高は総計1000億円規模と推計されている。

### 丸の内口

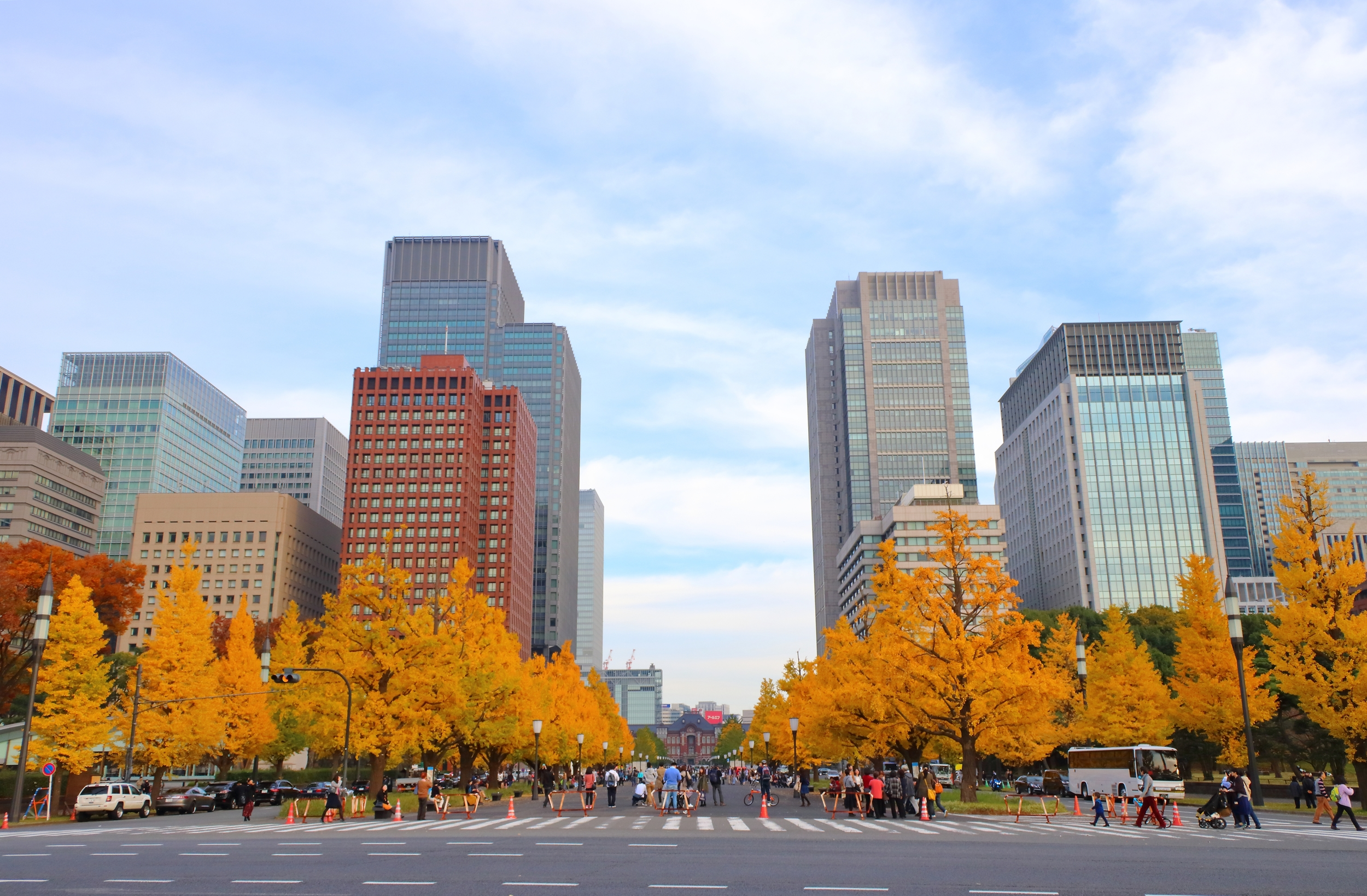
行幸通り沿いに立ち並ぶ高層ビル群

東京駅の表玄関である。駅西側の丸の内地区には、丸の内北口（旧称・降車口）、丸の内中央口（同・中央口）、丸の内南口（同・乗車口）がある。これらに面して、歩行者エリアや植栽などの景観を整備する「丸の内駅前広場」建設をJR東日本と東京都が2014年（平成26年）から進めており、2017年（平成29年）12月7日に全面供用開始された。丸の内側は日本を代表する歴史的なビジネス街である。三菱財閥が丸の内を開発してきた歴史を持ち、現在でも主要な三菱グループ企業の本社ビルが多数立地している。2000年代には丸の内ビルディング（丸ビル）、新丸の内ビルディング（新丸ビル）などの複合商業施設のオープンが相次ぎ、観光スポットともなっている。
駅南口に向き合う東京中央郵便局は、日本を代表する郵便局。再開発で一時移転しており、元の敷地に建てられたJPタワー低層階に、旧郵便局の外観を再現する形で再開している。鉄道郵便輸送が日本の郵便を支えていた時代には当駅と同局の間に建設された地下通路を使って多くの郵便物が輸送された。この扱いは1978年（昭和53年）に終了したが、その後も駅構内部分の地下通路は車椅子利用者などのために利用されている。
かつては日本国有鉄道本社ビル（1997年〈平成9年〉までは東日本旅客鉄道株式会社本社ビル）もあり、全国に鉄道網を張り巡らせた国鉄（建造当時は鉄道省）のシンボルとなっていた。国鉄分割民営化に伴う長期債務返済のために売却された後、交通公社ビルヂングなどの敷地と合わせて一体的に整備され、オフィスビルおよび複合商業施設の丸の内オアゾが開業している。
丸の内中央口から皇居に向かって行幸通りと行幸地下通路が伸びていて、丸の内中央口からも皇居が見える。
クリスマスから元日までのシーズンには「東京ミレナリオ」のイルミネーションが有楽町駅方面まで点灯されていたが、丸の内口工事のため2005年（平成17年）末の点灯をもって終了し、現在はこれに類似したイベント「東京ミチテラス」が開催されている。また、クリスマスシーズンには丸の内仲通りでは大手町から有楽町方面にかけてシャンパンゴールドのライトアップが開催される。
京葉地下丸の内口からJR有楽町駅、千代田線二重橋前駅、有楽町線有楽町駅（東京国際フォーラム経由）、都営三田線・日比谷線日比谷駅（東京国際フォーラム・地下鉄有楽町駅経由）は比較的近接しており、大手町から丸の内を経て有楽町に至る一帯は「大丸有」と総称されることもある。

### 八重洲口

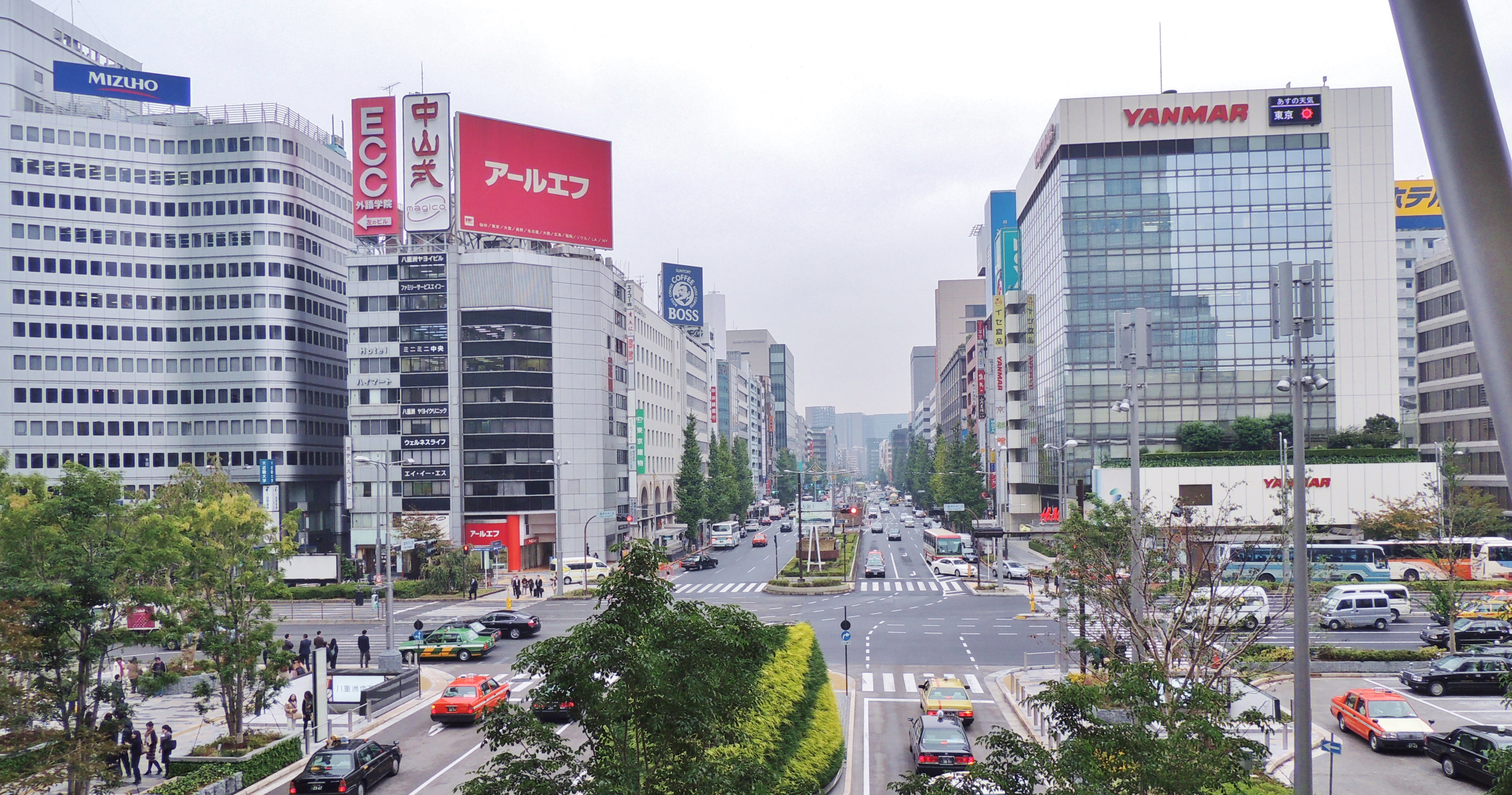
八重洲口周辺

主要企業が軒を連ねる京橋・日本橋の玄関口で、外堀通りに面する八重洲口から一直線に伸びる八重洲通りは1964年（昭和39年）の東京オリンピックを機とする建設ラッシュにより有数のオフィス街が形成されている。東京駅東側に隣接するエリアの住所は千代田区丸の内であるが、一般的に東京駅八重洲口・日本橋口に隣接するエリア全体を「八重洲」と呼ぶことが多い。2007年（平成19年）11月の大丸東京店の全面リニューアル、2008年（平成20年）3月の東京キャラクターストリート開業などにより商業スポットとしても注目されるようになった。
駅に隣接して東京キャラクターストリートや東京ラーメンストリートなどの区画を有する東京駅一番街、キッチンストリートなどの区画を有する「グラングルメ」（北口）、大丸東京店（北口、グラントウキョウノースタワー内）などの駅ナカまたは駅直結の商業施設がある。その外側に、グラントウキョウの2棟のタワーの間にペデストリアンデッキや商業施設などの機能を持つ「グランルーフ」と駅前広場がある。八重洲口エリアは地下街が発達しており、駅に隣接する商業施設の地下部分から外堀通り・八重洲通りの地下に八重洲地下街が広がっている。
八重洲口には、南口の駅前広場内に併設されたJRバスのハイウェイバスのりばをはじめとして、周辺に複数の高速バスの発着拠点が存在する（「東京駅のバス乗り場」を参照）。八重洲南口には、東京ステーションインターナショナルクリニック（Tokyo Station International Clinic）もあり、トラベル外来、ワクチンセンター、クイック検診などを行っている。

### 日本橋口
JRの駅の北側にあり、丸の内中央ビルの1階部分がゲートになっている。永代通りに面している。正面ロータリーは長距離路線バスの降車場となっており、その先、永代通りの地下は東京メトロ東西線の大手町駅となっている。日本橋口には東京ステーションシティの開発第1弾としてサピアタワー（地上35階・地下4階）が2007年（平成19年）3月8日に竣工した。
- 日本銀行本店
- 髙島屋日本橋店
- 三越日本橋本店
- 三井本館
- 丸の内トラストタワー
- シャングリ・ラ ホテル 東京
- TOKIWAブリッジ
- 岡谷鋼機東京本店
- 国道1号（永代通り）
- TOKYO TORCH
  - 常盤橋タワー

### 京葉線東京駅 地下通路入口
駅の南側、鍛冶橋通りの道路両側にあり、京葉線が近く、JR有楽町駅（京橋口など）から専用の案内書で乗換えも可能。

## 駅長
蒸気機関車の時代から、当駅の駅長は毎朝9時に発車する特急列車を見送る慣例があった。東海道新幹線の開業後は同じく9時発の「ひかり」を見送っていたが、国鉄分割民営化後は在来線、東北・上越・北陸新幹線がJR東日本、東海道新幹線がJR東海の管轄となったため、JR東日本の駅長は在来線の「踊り子」（2010年〈平成22年〉12月4日改正のダイヤでは伊豆急下田・修善寺行「踊り子105号」）の発車を見送っている。
2022年（令和4年）10月時点、JR東日本の東京駅長は常務執行役員である。以前は取締役であり、現場職としては唯一の取締役であった。「東京駅長」と言えば、国鉄時代には「現場の最高職」と言われ、駅員や運転士、機関士達の憧れの地位だった。民営化されJRとなり、当駅はJR東日本とJR東海の2人の駅長が置かれることになった。前者に関しては「現場の最高職」という慣習が残っており、後者も慣習は関係ないが、2008年（平成20年）7月時点の駅長は執行役員であった。2018年（平成30年）時点ではJR東海の東京駅長は役員ではない。

## 隣の駅
東日本旅客鉄道（JR東日本）
 東北・山形・秋田・北海道・上越・北陸新幹線
東京駅 - 上野駅
 東海道線・ 上野東京ライン（宇都宮線・高崎線・常磐線）
- 特急「踊り子」「サフィール踊り子」「湘南」・寝台特急「サンライズ瀬戸」「サンライズ出雲」発着駅、特急「ひたち」「ときわ」停車駅

■快速「ラビット」「アーバン」（東海道線内は普通）・■普通・■（常磐線）特別快速・■■（常磐線）快速
上野駅 (JU 02) - 東京駅 (JU 01・JT 01) - 新橋駅 (JT 02)
 京浜東北線
■快速
浜松町駅 (JK 23) - 東京駅 (JK 26) - 神田駅 (JK 27)
■各駅停車
有楽町駅 (JK 25) - 東京駅 (JK 26) - 神田駅 (JK 27)
 山手線
有楽町駅 (JY 30) - 東京駅 (JY 01) - 神田駅 (JY 02)
 中央線（快速）
- 特急「あずさ」「かいじ」発着駅

■特別快速「ホリデー快速おくたま」・■通勤特快（以上は到着列車のみ）・■中央特快・■青梅特快・■通勤快速（平日下りのみ）・■快速
東京駅 (JC 01) - 神田駅 (JC 02)
 総武線（快速）・横須賀線
- 特急「成田エクスプレス」停車駅、特急「しおさい」発着駅、特急「湘南」到着駅

■快速（横須賀線内は普通）
新橋駅 (JO 18) - 東京駅 (JO 19) - 新日本橋駅 (JO 20)
 京葉線
- 特急「わかしお」「さざなみ」発着駅

■快速・■各駅停車（各駅停車は武蔵野線直通含む）
東京駅 (JE 01) - 八丁堀駅 (JE 02)
東海旅客鉄道（JR東海）
 東海道新幹線
東京駅 - 品川駅
東京地下鉄（東京メトロ）
 丸ノ内線
銀座駅 (M 16) - 東京駅 (M 17) - 大手町駅 (M 18)

### 記事本文